# Wiener Tümmler

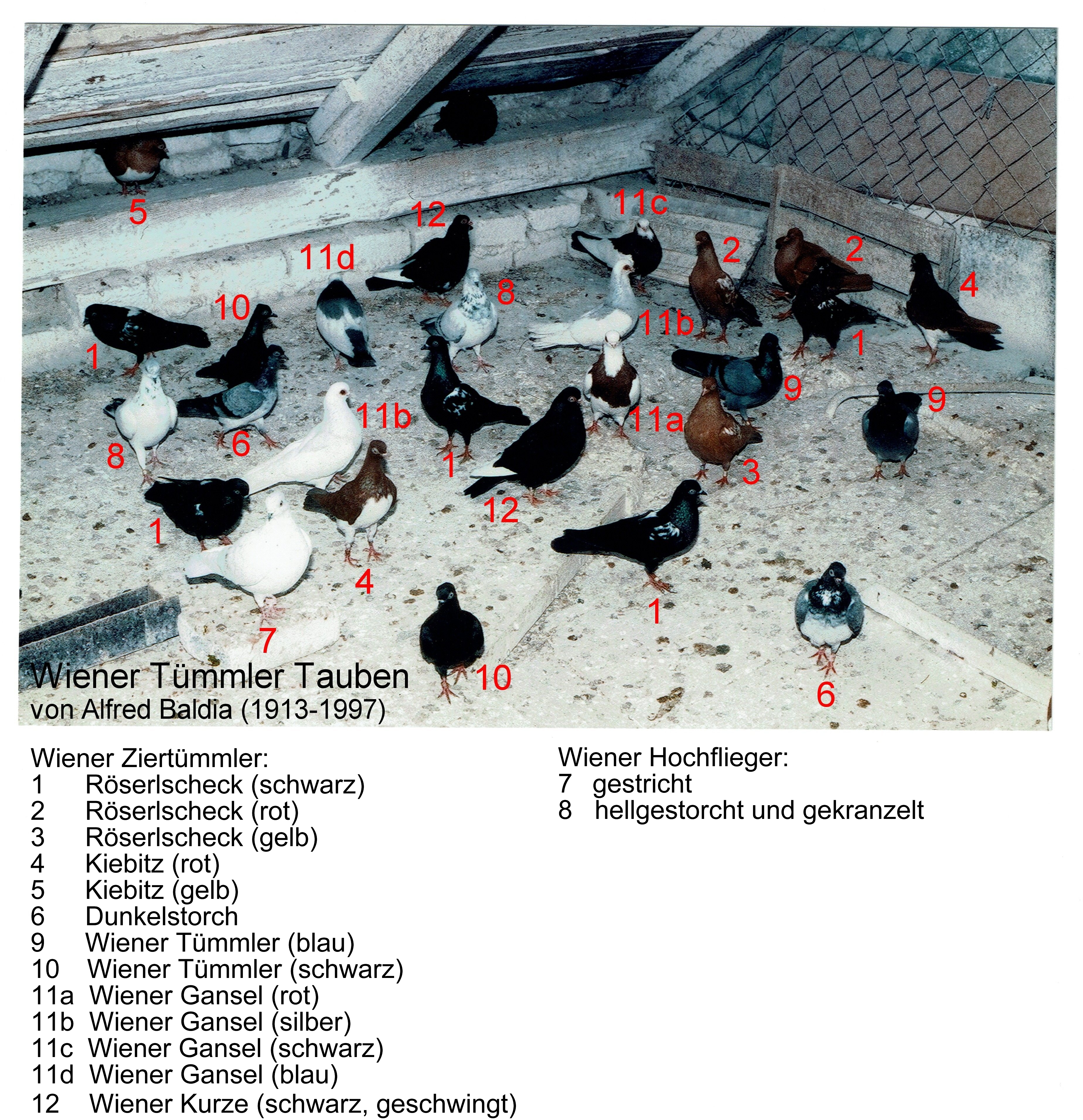
Wiener Tümmler Tauben von Alfred Baldia (Foto 1980)

Die Wiener Tümmler, kurz Tümmler, sind Rassetauben, die für ihre Leistung im Hochflug, ihr besonderes Aussehen oder für beides gezüchtet werden. Ihren Höhepunkt erlangte die Begeisterung für diese Tauben in der Mitte des 19. Jahrhunderts in Wien und verbreitete sich schließlich von da in viele Länder Europas. Die Leidenschaft zu den Wiener Tümmler Tauben hielt Einzug in fast allen gesellschaftlichen Schichten bis zum Hochadel. Ursprünglich lag der Schwerpunkt auf dem Hochflug, doch später wurden auch Farben und Formen der Tauben immer bedeutender.

## Namensgebung
In Europa werden jene Tauben, die sich in der Luft überschlugen (purzeln), unter dem Begriff „Tümmler“ zusammengefasst, im Süddeutschen Raum unter „Purzler“ und in Wien unter „Burzeln“. Richard Seliger schreibt: „Der Wiener nennt alle Tümmlertauben von altersher kurzweg 'Burzeltauben', ein Beweis, dass auch seinen Arten das Umschlagen, Purzeln in früherer Zeit mehr oder weniger eigen war, und woraus er sich seine Flieger geschaffen hat“. Die Bezeichnung Tümmler für diese Taubengruppe stammt von einer Delfinart, deren Bewegungen des Überschlagens im Wasser dem Flugstil der Tümmler Tauben in der Luft ähneln.

## Frühe Einteilungen der Wiener Tümmler Tauben
Heinrich Zaoralek (1851–1906), der Altmeister der Wiener Tümmler Tauben, teilte 1894 in der Fachzeitschrift „Mittheilungen des ornithologischen Vereines in Wien, Die Schwalbe“ die Wiener Tümmler Tauben in zwei Kategorien:
Kategorie A: Hochstirnige Kurzschnäbel 

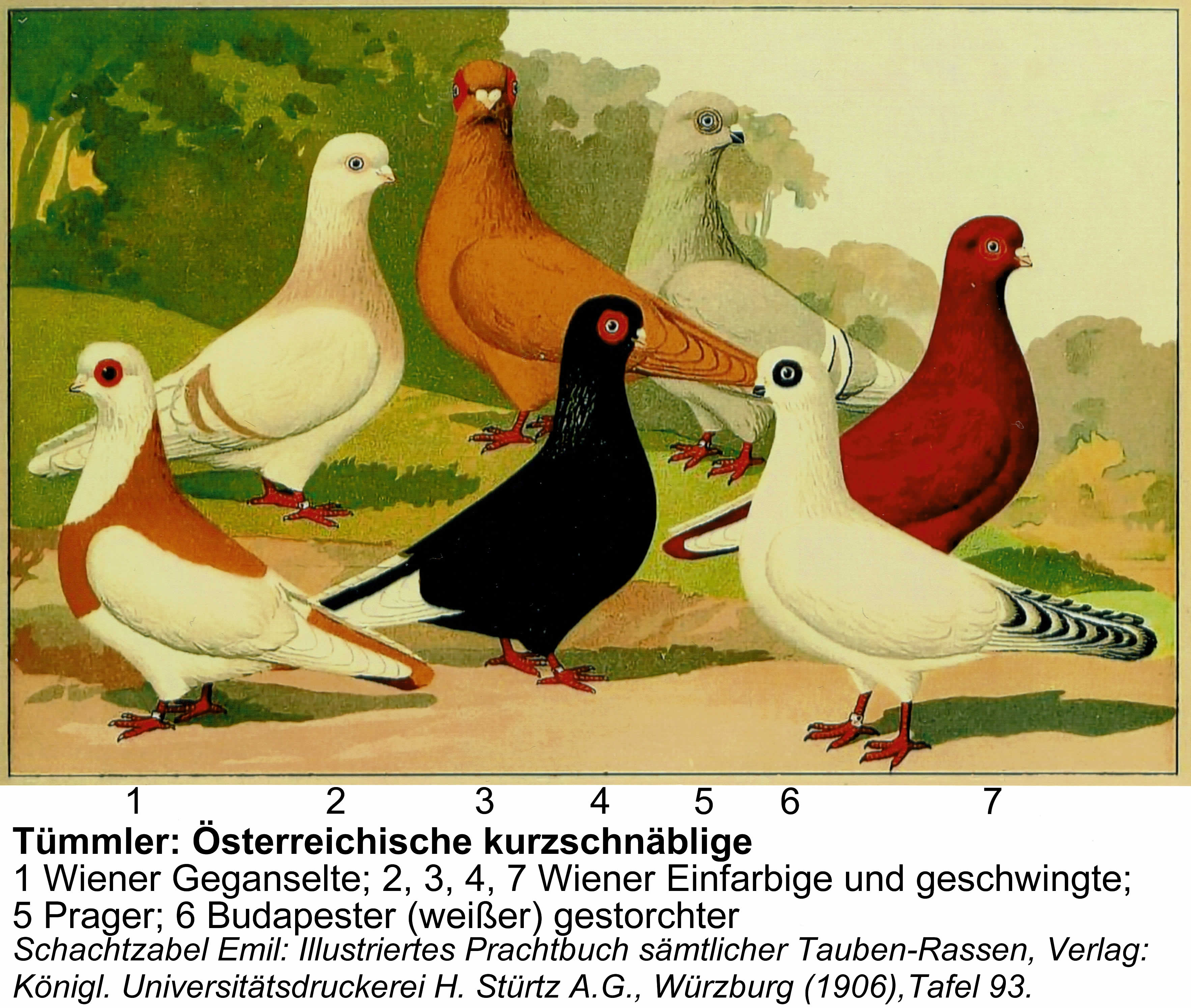

1) Geganselte Tümmler in den Farben schwarz, gelb, rot und blau. 2) Wiener Tümmler einfärbig oder geschwingt in weiß, gelb, rot und schwarz. 3) Harlekin (gris-pique) (= weiß-bunt) Tümmler, „nur noch in wenigen Exemplaren vorhanden“, schrieb damals Heinrich Zaoralaek. Der Name Harlekin wurde früher für mehrfarbige Tauben verwendet. 4) Rot- und gelbgescheckte Wiener Tümmler Tauben, die einige weiße Federn an den Achseln haben, welche als Rosen bezeichnet wurden, hatten die zu dieser Kategorie passende Kopf- und Schnabelform, während die „groß- und reinschildigen“ rot- oder gelbgescheckten Wiener Tümmler Tauben, welche aus einer Kreuzung zwischen Rosenschecken und den in Kategorie B angeführten gelb- oder rotgestorchten Wiener Tümmler Tauben stammen, nicht mehr exakt diese Kopf- und Schnabelform aufwiesen.
Kategorie B: Flachstirnige Langschnäbel

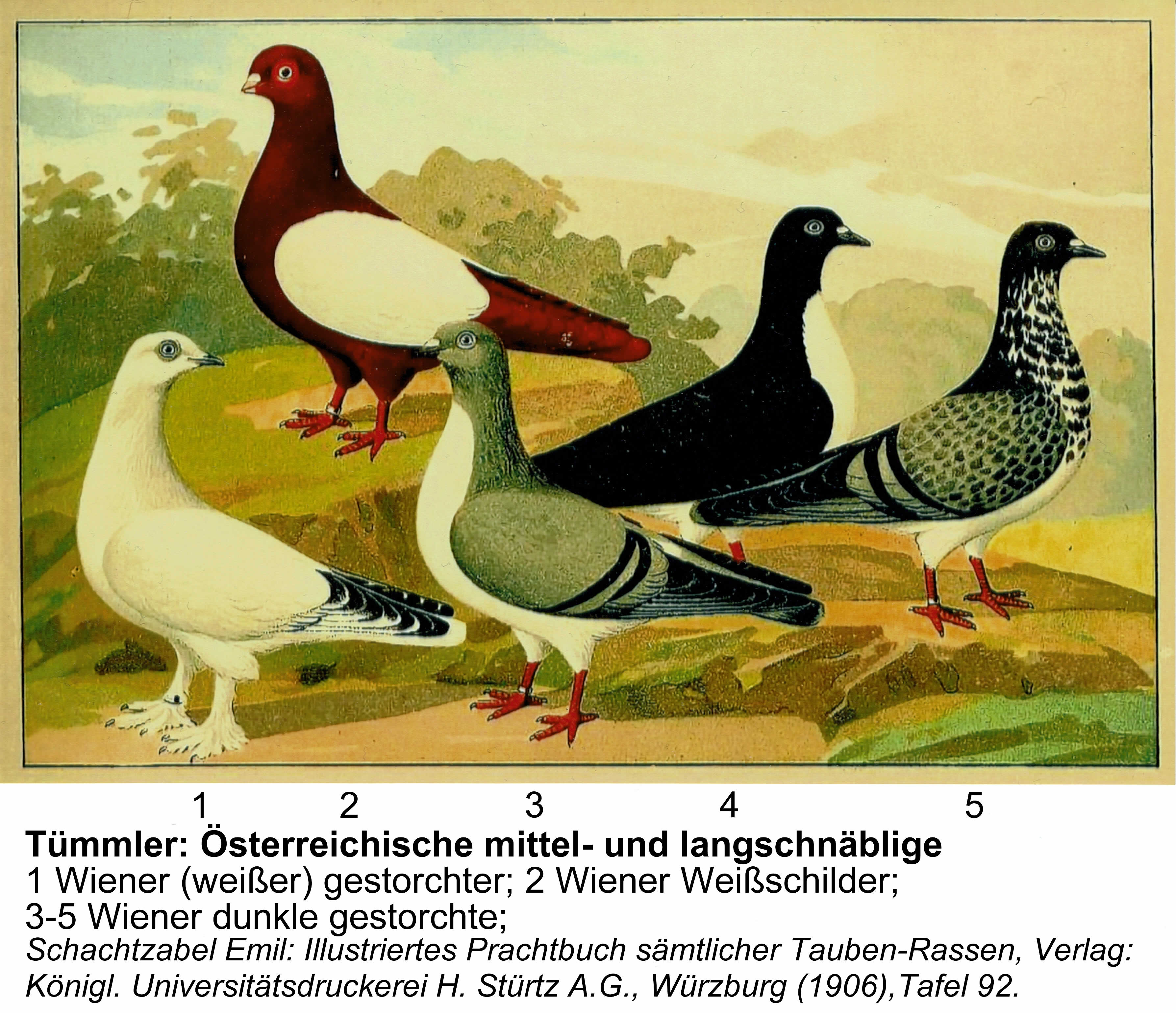

1) Dunkelgestorchte Wiener Tümmler. 2) Schimmelige Wiener Tümmler. 3) Blaugedachelte Wiener Tümmler. 4) Der sogenannte Wilde Wiener Tümmler. 5) Genagelte (Gehämmerte) Wiener Tümmler. 6) Stockblaue Wiener Tümmler. 7) Kiebitz Tümmler in den Farben schwarz, blau und rot, wobei rot damals die neueste Errungenschaft von Josef Österreicher (29. Oktober 1849 – 1. September 1919) war. 8) Weißgestorchte Wiener Tümmler. 9) Schwarzgescheckte Wiener Tümmler. 10) Schwarzgestorchte Wiener Tümmler. 11) Rot- und Gelbgestorchte Wiener Tümmler. 12) Rot- oder Gelbgedachelte Wiener Tümmler.
In Kategorie A waren mit wenigen Ausnahmen reine Ziertauben (Ausstellungstauben). In Kategorie B waren die „wirklichen“ Hochflugtauben, wobei Heinrich Zaoralek die blutsverwandten (Nummer zwei bis sieben) besonders hervorhob.
Franz Panek (1867–1944) hat in seinem Buch „Die Wiener Tümmler“ (1926), also rund 30 Jahre nach der Einteilung von Heinrich Zaoralek, die Wiener Tümmler Tauben in folgende zwei Gruppen eingeteilt:
Die erste Gruppe: Hochstirnige Kurzschnäbel Tümmler Tauben
1) Einfärbige in weiß, gelb, rot, schwarz, blau und außerdem noch Geschwingte (= die letzten 3 bis 5 Schwungfedern sind weiß). 2) Geganselte in gelb, rot, schwarz und blau. 3) Kurze Spiegelschecken (Spiegelschecken = später Wiener Weißschild) in gelb, rot und schwarz.
Die zweite Gruppe: Flachstirnige Mittelschnäbel Tümmler Tauben
1) Weißgestorchte Wiener Hochflugtümmler. 2) Weißschwänzige Wiener Weißgestorchte. 3) Violette und grüne Wiener Dunkelgestorchte. 4) Gestorchte Plattentümmler in gelb, rot, schwarz und blau. 5) Mittelschnäbelige Spiegelscheck (Spiegelscheck = später Wiener Weißschild) in gelb, rot und schwarz. 6) Gedachelte in gelb, rot, blau und schwarz. 7) Mittelschnäbelige Geganselte in gelb, rot, schwarz und blau. 8) Mittelschnäbelige Einfärbige in weiß, gelb, rot, schwarz und stockblau, sowie auch der Geschwingte. 9) Kiebitztümmler in gelb, rot, schwarz und blau.
Weiters schreibt Franz Panek, dass es noch viele anzuführen gäbe, wie Mohreck, Resserlscheck, Achselscheck, Wilde, Schimmel, Gestrichte, Gespritzte, Plattl, Harlekin, Fasanenscheck usw. Besonderes Lob zollte Franz Panek den Kurzschnäbeligen Wiener Tümmler Tauben. In einem Artikel vom 5. März 1934 in der Illustrierten Kronen-Zeitung schrieb er: „Der kurzschnäbelige Wiener Tümmler ist eine Edeltaube ersten Ranges, und seine Freunde halten ihn für die edelste der Wiener Tauben.“

## Frühe Gemälde der Wiener Tümmler „Burzeltauben“
Im Sommer 1791 ließ der Erzherzog und spätere Kaiser Franz II. / I. (1768–1835) auf der Wiener Hofburg eine Terrasse mit einem kleinen Garten und Vogelkäfigen errichten. Kaiser Franz II. / I. war auch ein großer Tauben-Liebhaber. Einige Tauben-Präparate des Naturhistorischen Museums in Wien tragen den Vermerk „von der Terrasse des Kaisers“.
Der Hofbotanikermaler und Hofzeichenmeister Matthias Schmutzer (1752–1824) malte gegen Ende des 18. und zu Beginn des 19. Jahrhunderts eine Vielzahl an Blumen- und Tieraquarelle. Im Jahre 1796 malte er auch Wiener Gansel Tümmler. Ob es sich dabei um Tauben aus der Zucht des Kaisers handelte, ist nicht dokumentiert, darf allerdings angenommen werden. Matthias Schmutzer war ein Mitglied der bekannten Künstlerfamilie, der zum Beispiel Jacob Matthias Schmutzer (1733–1811) und Ferdinand Schmutzer (1870–1928) angehörten.
Im Bildarchiv der Österreichischen Nationalbibliothek befinden sich nahezu 3000 Werke, davon rund 500 Darstellungen von Tauben, gemalt von Leopold Brunner der Ältere (12. Februar 1788 – 23. Juli 1866). Leopold Brunner der Ältere malte ab 1816 auch für Kaiser Franz II. / I. und wurde ab 1835 zum k.k. Hofmaler ernannt. Diese Aquarelle stammen aus der Sammlung von Kaiser Ferdinand I. (1793–1875) und gehen bis in das frühe 19. Jahrhundert zurück. Seltene Wiener Burzeltauben wurden zum Beispiel in seinen Gemälden „Gelbe Moreck-Burzeltaube“, „Perlblauganselte weißkehlige Burzeltaube“ oder „Harlekin-Burzeltaube“ dargestellt. Auf vielen Aquarellen wurden sie auch als „Burseltauben“ benannt.
Leopold Brunner war ein Freund von Ferdinand Georg Waldmüller (1793–1865), Leopold Kuppelwieser (1796–1862) und Karl Markó (1791–1860). Seine beiden Söhne Leopold Brunner der Jüngere (26. September 1822 – 24. Dezember 1849) und Joseph Brunner (14. März 1826 – 13. August 1893) waren ebenfalls bekannte Maler.

## Wiener Hochflugtauben

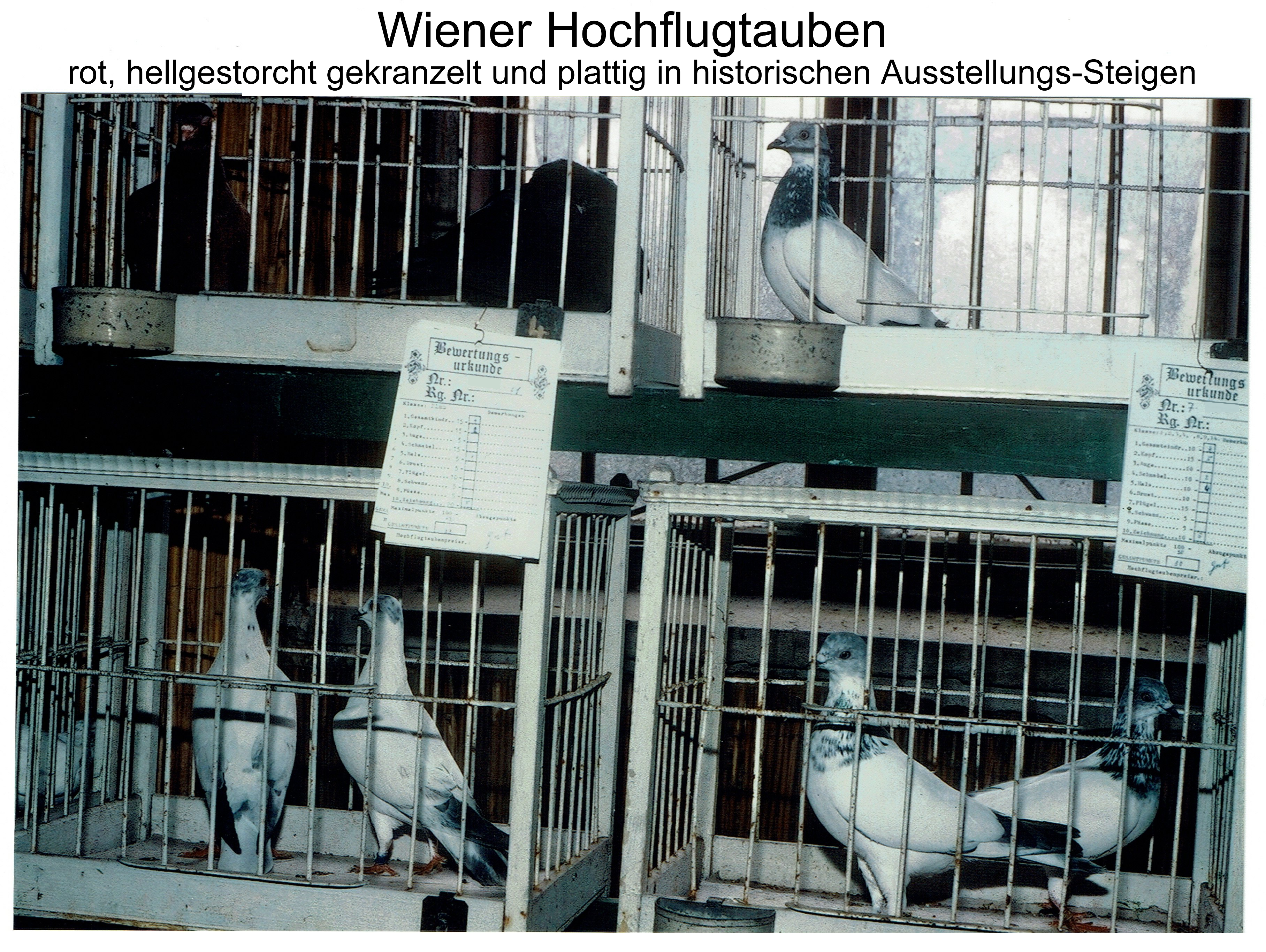
Wiener Hochflugtauben in historischen Ausstellungs-Steigen (Foto 1989)

### Einteilung
Wiener Hochflugtauben, auch Wiener Hochflieger genannt, gibt es in 28 Farbschlägen. Die bekanntesten davon sind: Dunkelgestorchte (Dunkelstörche), Weißgestorchte (Hellstörche), früher auch Lichtgestorchte genannt, die Gekranzelten, sowie die Gelbgestrichten und Rotgestrichten und die Farbgestorchten.

### Beschreibung und Begriffe (Auswahl)
Diese kleinen, eher zierlichen Tauben werden speziell für den Hochflug gehalten und gezüchtet. Die Wiener Hochflieger steigen rasch in große Höhen auf und fliegen dort für drei bis dreieinhalb Stunden. Der Taubenschwarm, auch „Stich“ genannt, wird in der Früh vom Heimatschlag hoch gelassen und „schraubt“ sich in Achterschleifen bis zu 2000 m in die Höhe.
Die Wiener Hochflugtauben stammen mit ziemlicher Sicherheit aus Indien. Hanns T. Binder brachte weißgestorchte Tümmler Tauben, ganz ähnlich den Wiener Weißgestorchten, von Kalkutta nach Wien und dies deutet auf die Urheimat dieser Tauben hin. Hanns T. Binder († 1888) war Schiffsarzt des österreichisch-ungarischen Lloyd in Triest und fuhr mindestens einmal jährlich aus beruflichen Gründen nach Indien, China, Südamerika usw. Bei der 9. Internationalen Geflügel-Ausstellung in Wien 1883 erhielt Binder die silberne Staatsmedaille für die Einführung neuer oder in Österreich wenig bekannten Geflügelrassen. Binder war selbst Taubenliebhaber und nahm mit seinen Tieren an Ausstellungen, wie zum Beispiel an der „Allgemeinen Geflügel Ausstellung des ornithologischen Vereins“ in Wien 1884, teil. Von seinen Reisen brachte er auch dem Altmeister der Wiener Taubenzucht Johann Baptist Bruszkay (1830–1915) Tauben mit. Johann Baptist von Bruszkay berichtet, dass in der Glanzzeit der Wiener Hochflugtauben, also um die Mitte des 19. Jahrhunderts, mehrheitlich Wiener Weißgestorchte, Schimmel oder Geganselte als Hochflieger dienten. Zu den Weißgestorchten mischte man gerne rote und schwarze Weißgeschwingte Hochflieger, damit man den Flug der Tauben auch in größter Höhe beim Kreisen noch ausnehmen konnte. Denn weiße oder weißgestorchte Tauben waren in dieser Höhe nur noch wie feiner, weißer Schaum erkennbar, wenn sie für drei bis fünf Stunden am Himmel „standen“.
Zur Differenzierung der optischen Erscheinung der Tauben wurde eine Vielzahl an Bezeichnungen geschaffen, hier einige Beispiele davon: Die Weiß- und Dunkelgestorchten (= Hell- und Dunkelstörche) sind genetisch Schimmel, im Gegensatz zu den Farbgestorchten (= Farbstörche). Nachstehend einige der Zeichnungsvarianten, die gefällig waren und züchterisch gefestigt wurden: Die hellste Zeichnung der Weißgestorchten (= Hellstörche) ist eine graublaue Säumung an den Schwung- und an den Schwanzfedern, oder rein weiße Schwanzfedern. Hat die Taube mehr Farbsubstanz, so können schwarze Binden auf den Flügelschildern auftreten. Sie werden „gestricht“ genannt. Ist die Kopfplatte graublau, wird die Taube als „plattig“ bezeichnet. Hat die Taube einen mit Federchen graublauen, fein gesprenkelten Halskranz, spricht man von „gekranzelt“. Tauben, deren Halskranz mit nur wenigen graublauen Federchen gesprenkelt ist, nennt man „gespritzt“. Wenn die Flügelschilder einer Taube blaugrau und bindig sind, der Kopf und die Kehle (Bart) ebenfalls blaugrau, so bezeichnet man sie als „gedachelt“. Der Dunkelgestorchte (= Dunkelstorch), dessen Bauch- und Schenkelgefieder, Rücken und ein kleines Herz zwischen den Schultern rein weiß sind, ist sonst graublau gefärbt. Die detaillierten Angaben dazu finden sich im Standard der jeweiligen Taube, der immer wieder angepasst wurde.

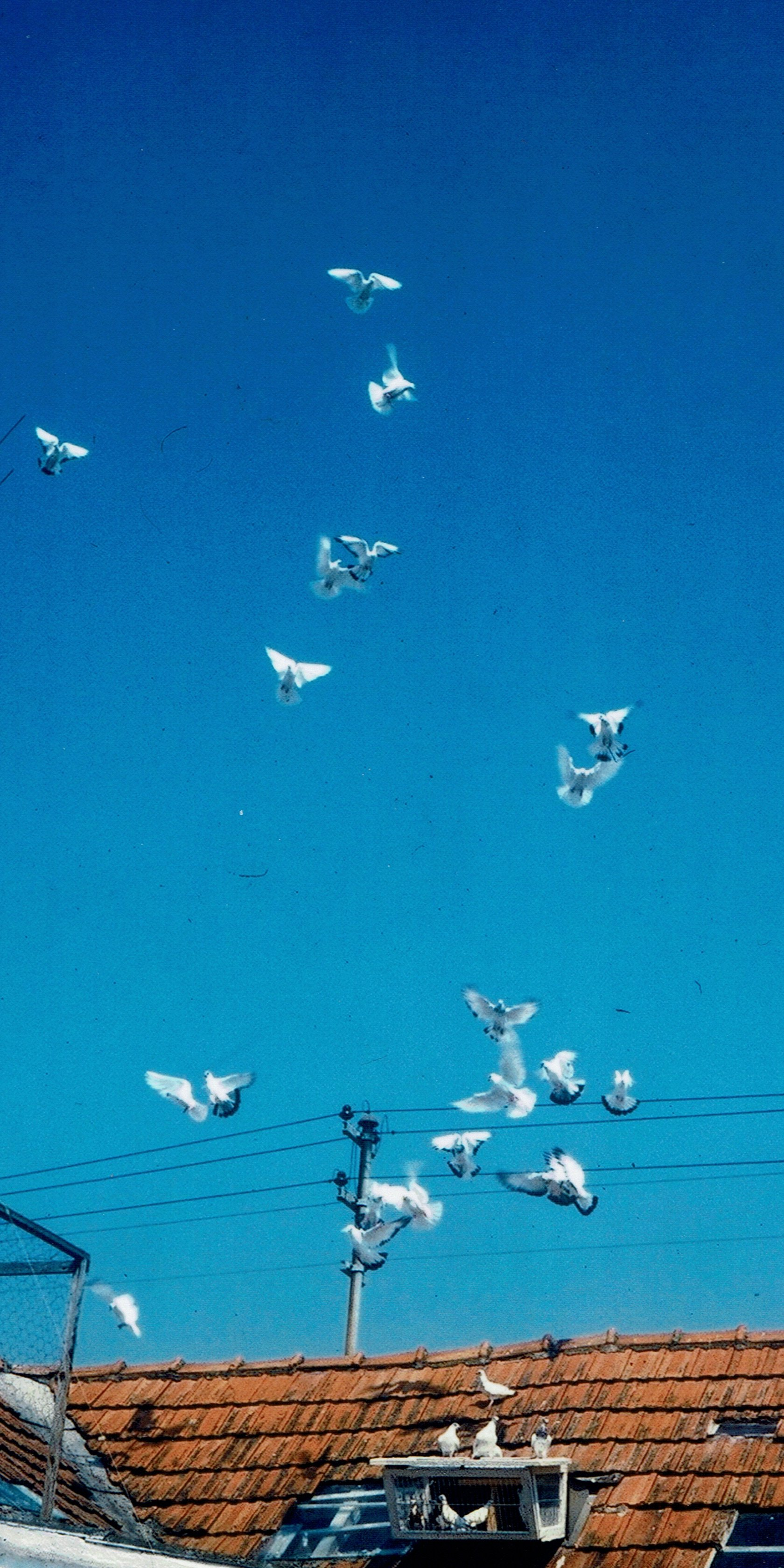
Wiener Hochflieger von Alfred Baldia im Anflug auf den Hochflugtaubenschlag (Foto 1984)

### Flugstil und Flugeigenschaften
1875 schrieb die Schriftstellerin Aglaia von Enderes (1836–1883) in der Wiener Zeitung vom 7. Mai über die in Wien abgehaltene 1. Internationale Geflügelausstellung in Österreich im Wiener Prater. Von den Tümmler Tauben schilderte sie: „Wir sehen die viel gerühmten Tümmler verschiedener Arten, die eminenten Hochflieger und Burzler, die fröhlichen, übermütigen Vögel, welche freie Luft hinaus und hinauf in die Lüfte treibt, um dort ihr Spiel in wechselvollem Schwunge zu beginnen.“
Die besonderen Flugeigenschaften dieser Tauben begeisterten so viele, dass der Schriftsteller, Journalist und Feuilletonist Friedrich Albert Bacciocco (* 10. Oktober 1834) in seinem Artikel „Die Vögel und der Wind“ in der Neuen Freie Presse von 1902 schrieb: „Geradezu an das Fabelhafte streift die Kunst des Vogels, mit dem Wind zu spielen. Das Höchste in dieser Hinsicht leistet von den heimischen Vögeln der sogenannte Wiener Tümmler. Er ist gewöhnlich in braunroter Färbung, doch kommen auch blaue und gescheckte Tümmler vor. Von diesen sagt der Züchter, dass, wer einmal echte Tümmler hat, niemals mehr von ihnen lassen will. Auf jeder Tauben Ausstellung in Wien nehmen die Tümmler eine gesonderte Stellung ein.“ Friedrich Albert Bacciocco hatte schon sehr früh Erfahrungen mit Tauben gemacht, denn er half Paul Julius Reuter, der 1850 seine Nachrichtenagentur in Aachen gründete, bei der Bearbeitung von Nachrichten, die damals von Brieftauben zwischen Brüssel und Aachen übermittelt wurden.
Franz Panek beschrieb den Flugstil der Wiener Hochflugtauben in einem Artikel von 1936: „Das Luftspiel der Wiener Hochflugtauben übt einen ganz eigenartigen Reiz aus und bietet dem Beschauer von Anfang bis zum Ende ein abwechslungsreiches, interessantes und entzückendes Bild. Die Art des Fluges ist ein spiralförmiges, ungestümes, steiles Aufwärtsschrauben. Zur vollen Höhe setzen sie mit ihrem Flugspiel in Achterform ein“. Im Buch von Friedrich Althof „Der Hochflugtauben-Sport“ wird der Flug wie folgt beschrieben: „Der Wiener ist ein sehr scharfer Flieger, nimmt große Höhen an und hat dabei eine zierliche und reizvolle Gestalt ... Der Wiener eroberte sich Berlin durch seinen bestechenden Flug. Tausende von Züchtern schafften sich Wiener an, denn jeder, der diese Tiere fliegen sah, musste zur Kenntnis kommen, dass es einen besseren Flieger nicht geben kann“.
Alfred Baldia berichtete, dass eine besondere Veranlagung der Wiener Hochflieger das „Werfen“ ist. Wenn sich der Taubenschwarm in Preishöhe (= gerade noch mit dem freien Auge vom Boden aus erkennbar) befindet, gehen alle Tauben blitzschnell in die Seitenlage und ebenso schnell wieder zurück. Dies geschieht mehrere Male hintereinander. Sie werfen sich von einer Seite auf die andere, und bei den Weißgestorchten (= Hellstörche) sieht der Betrachter das Aufblitzen der silberweißen Flügelunterseiten der Tauben am blauen Firmament. Es ähnelt dem Funkeln eines Brillanten, weshalb es der Jauker (= Taubenhalter) „brillieren“ nennt. Man sieht, wie die Tauben das Spiel in der Luft genießen, und es ist die Freude eines jeden Jaukers, seine Hochflieger in so großer Höhe „brillieren“ zu sehen.
Heinrich Zaoralek schrieb im Fachmagazin „Mittheilungen des ornithologischen Vereines in Wien, Die Schwalbe“ (1894) in seinem Beitrag „Wiener Hochflugtaubensport“ über die Weißgestorchten (= Hellstörche): „Sie sind langsamer im Aufstieg als die Dunkelgestorchten, lassen sich jedoch nicht leicht aus der Fassung bringen, und selbst bei Bedrängnis bilden sie einen 'Knäuel', und keine Taube verlässt den Schwarm. Die Dunkelgestorchten (= Dunkelstörche) sind rasante und gute Flieger mit raschem Flügelschlag, jedoch gelten sie als riskant und nervös beim Fliegen. Diese Tauben vollführen einen Aufstieg, welchen keine Tümmler Taube der Welt überbieten dürfte, und zeigen noch in den höchsten Regionen, in welchen alle anderen Tauben ruhig fliegen, durch unaufhörliches Drehen und Schwenken, welch kolossaler Übermut in ihnen wohnt“.
Er schreibt aber auch von einem recht ärgerlichen Fehler dieser Tauben, wie er es bezeichnet, nämlich, dass sie bereits bei geringfügigen Ursachen völlig außer Rand und Band gerieten. Das Herannahen einer fremden Taube, von einem Habicht erst gar nicht zu schreiben, verwirre die Tauben so, dass in Nu der ganze Schwarm „in Trümmer“ geht und sich in hohen Regionen nicht mehr sammelt.
Immer wieder kam es vor, dass der Schwarm einen „Durchmarsch“ (= für länger oder für immer davon fliegen) machte. Annoncen in diversen Zeitungen der 1920er und 30er Jahre bekunden, dass Jauker um Auskünfte und Rückgabe entflogener Tauben baten. Eine große Unterstützung war damals der Wiener Tierschutzverein, der sehr gerne die Vermittlung zwischen den aufgefundenen Hochfliegern und ihren Besitzern, die durch die eingeführten Fußringe möglich wurde, vornahm.
Gelb- und Rotgestorchte, sowie die Gelb- und Rotgedachelten bezeichnet Heinrich Zaoralek im gleichen Beitrag als sehr gute Flieger, nur haben sie einen noch ruhigeren Flügelschlag als die Weißgestorchten, und die Gewohnheit allein zu fliegen, was nicht jedermanns Geschmack ist.
Blaugeganselte langschnäbelige Wiener Tümmler erwähnt Heinrich Zaoralek als jene, die nur von besonders begabten Flugtauben-Freunden in die Höhe zu bringen sind. Ist ein Schwarm trainiert, so leistet diese Taube Großartiges.
Heinrich Zaoralek berichtet weiter: „Der versierte Flugtauben Freund hält sich nur eine Tauben Varietät, doch existieren in Wien viele gemischte Schwärme.“ Heinrich Zaoralek sprach sich jedoch gegen solche gemischten Schwärme aus. Denn wenn man Hochflieger Schwärme mit ruhigerem Flugtempo, wie zum Beispiel Rot- oder Gelbgestorchte mit den rasanten Dunkelgestorchten mischt, werden letztere unterfordert und die Rot- und Gelbgestorchten überfordert.

### Flughöhe
Die jeweilige Flughöhe der Wiener Hochflugtauben wird in „Kirchturmshöhe“ (80 – 120 m), „Starengröße“ (200 – 400 m), „Sperlingsgröße“ (400 – 600 m), „Schmetterlingsgröße“ (600 – 800 m), „Flimmerhöhe“ (800 – 1000 m) und schließlich „ganz verschwunden“ (= nicht mehr mit dem freien Auge zu sehen) angegeben. Von Franz Panek ist aus dem Jahre 1936 auch eine weitere Form der Höhenangaben überliefert: „Halbe Höhe“, wenn Flügel und Schwanz der Taube mit freiem Auge noch zu erkennen sind, „Preishöhe“, wenn mit geübtem freien Auge die Tauben noch als winzige Pünktchen am Himmel festzustellen sind, „Verschwindende Höhe“, wenn selbst mit einem scharfen Fernglas die Hochflieger entschwinden und nicht mehr zu erkennen sind. Heute sind die Flughöhen für die Tauben jener Mitglieder, deren Verein dem Komitee der vereinigten Wiener Hochflugtaubenvereine Österreichs in Wien angehört, von diesem Komitee festgelegt.

### Feststellung der Flughöhe
1934 wollte das Komitee der vereinigten Hochflugtaubenvereine Österreichs in Wien die jeweilig erreichte Flughöhe der Tauben durch einen Größenvergleich in der Luft genauer bestimmen. Die Flughöhe wird mit freiem Auge von Preisrichtern bewertet. Am 12. 8. desselben Jahres flogen die beiden Hochflug-Komitee-Funktionäre Heinrich Beck (1880–1949) und Karl Starecek (1882–1966) mit ihrem Flugzeugführer Josef Proksch und einigen Hochflugtauben in einem Doppeldecker Nr. 127 vom Flughafen Aspern in Richtung Brigittenau. Über dem Brigittaplatz erreichte die Maschine eine Höhe von 500 Metern und es wurden drei Tauben aus dem Flugzeug frei gelassen. Die unten stehenden Mitglieder des Vereins Wien XX bestätigten, die Tauben in der vorgesehenen Größe für diese Höhe (Viertelhöhe) erkannt zu haben. Der Flug wurde nach Hernals fortgesetzt, wo über dem Rosensteinpark auf gleicher Höhe wieder Tauben ausgelassen und damit das gleiche Ergebnis erzielt wurde. Tauben, die auf 1000 Meter frei gelassen wurden, konnten von unten nur noch in Größe einer Amsel erkannt werden. Tauben, die man auf 1400 und 1500 Meter hoch ließ, konnten auf Grund des schlechten Wetters nicht mehr gesehen werden. Taubenschwärme, die als Gegenprobe vom Boden aus hoch gelassen wurden, konnten im Flugzeug wegen des inzwischen schlechten Wetters nur in einer Höhe von 200 Metern gemessen werden. Resümee des Hochflug-Komitees: „Viele erfahrene Hochflugtaubenfreunde (Jauker) vermuten, dass bei hohen Wolken und schönem, windstillen Wetter unsere Hochflugtauben bei einer Preishöhe, das ist, wenn man keine Flügelbewegung der Tauben mehr sieht, mindestens eine Höhe von 2000 Metern erreichen.“

### Das Jauken
Seit 2019 gilt das Jauken (Traditioneller Hochflugtaubensport mit Wiener Hochflugtauben) als „Immaterielles Kulturerbe“ der UNESCO. Der Züchter und Halter von Wiener Hochflugtauben wird „Jauker“ genannt. Das Hochlassen der Tiere selbst ist das „Jauken“ und erfolgt über den Hochflugtaubenschlag (Jaukkasten), eine spezielle Aus- und Einflugsvorrichtung zum Taubenboden. Der Jauker genießt die Form und Farbe seiner Hochflieger, das elegante und rasche Hochsteigen und die lange Verweilzeit am Himmel. Damit die Hochflugtauben auch wirklich gute Flugbedingungen vorfinden, achtet der Jauker stets darauf, dass das Wetter mild, windstill und wolkenlos ist. Gejaukt wird am frühen Morgen vom 1. Mai bis 31. August. Für jene Mitglieder, deren Verein dem Komitee der vereinigten Wiener Hochflugtaubenvereine Österreichs in Wien angehört, und die einen sogenannten „Preishochflug“ mit ihren Tauben durchführen möchten, sind die genauen Bestimmungen in den Wiener Hochflugregeln (Jaukbestimmungen) vom Komitee der vereinigten Wiener Hochflugtaubenvereine Österreichs in Wien festgelegt. Obwohl bei den Wiener Hochflugtauben immer die Flugleistung und die Flugeigenschaft vorrangig sind, wurde zusätzlich ein Standard für die optische Bewertung der einzelnen Tauben und ihrer Farbschläge erstellt. Seit dem Erscheinen des ersten Standards im Jahre 1903 wurde dieser bereits einige Male neu überarbeitet und angepasst.

### Erste Berichte über das Jauken
Aus dem Jahr 1762 wird berichtet, dass bei der Dominikanermühle in Gumpendorf die dort ansässigen Perlmuttdrechsler zum Vergnügen in ihrem grünen Schurz Fahnen über ihren Köpfen schwenkten und Tauben zum Himmel empor jagten (Wienerisch „jauken“). Auch der Platz vor der Laimgrubenkirche ist als Ort für das „Jauken“ überliefert. War es damals scheinbar noch üblich, die Tauben mit Fahnen zu animieren, länger und höher zu fliegen, so erkannten die Taubenhalter, dass viele ihrer Tiere auch ohne solcher „Hilfsmittel“, die später auch untersagt wurden, gerne hoch und lange flogen. Sie wurden zum Grundstock der kommenden Hochflieger Generationen. Auch in Ottakring waren es ursprünglich Perlmuttdrechsler, die den Hochflug ihrer Taubenschwärme genossen. Je höher diese ihre Flugspiralen in den Äther schraubten und je länger sie bis zum Niederkreisen an den Taubenschlag brauchten, desto stolzer waren ihre Züchter, berichtete die Kleine Volks-Zeitung vom 24. Januar 1933 in ihrem Artikel: „Ottakring, das Hochflugtaubenparadies – vom Sport der Drechslergilde zum Ottakringer Volkssport“. In einigen der ehemaligen Vororte von Wien, wie zum Beispiel Gumpendorf, Ottakring, Meidling oder Währing, in denen auch das Handwerk der Perlmuttdrechsler ausgeübt wurde, findet man den Ursprung des Jaukens (Wiener Tauben Hochflug).
Pfarrer Hilarion Jermann (nach anderer Quelle: Lykarion Irrmann (Jermann)) (1806–1863) vom Orden der Barmherzigen Brüder berichtet von den Hochfliegern in einer vogelkundlichen Abhandlung von 1837 als sogenannte „Kreisziehertauben“ im Himmel über Wien. Kreisziehertauben nannte er sie, weil sie hoch in den Lüften ihre Kreise zogen. Zum Höhepunkt dieser Liebhaberei in den 1830er Jahren wurden mindestens 250 Schwärme gejaukt, und selbst Kaiser Franz II. / I. ließ im Schloss Schönbrunn Wiener Hochflieger halten und jauken. Die Wiener Patrizierfamilien, die den Hochflug mit ihren Tauben betrieben, übertrugen damals ihre Familiennamen auf ihre Flugtauben wie Latzen, Morekl, Orttauben, Grammerten, Tigerln und Wilde.

### Jaukerjargon (Auswahl)
Im Wiener Dialekt hat sich eine Vielzahl von speziellen Ausdrücken, also ein gewisser „Jaukerjargon“, entwickelt. Einige davon sind: Jauker = Züchter und Halter von Wiener Hochfliegern, mit denen er dem Taubenhochflug frönt. Jaukertaube (Wienerisch „Jaukertaum“) = Wiener Hochflugtaube, oder auch Wiener Hochflieger genannt. G´legengheit (Gelegenheit) = Hochflugtaubenschlag oder Jaukkasten, eine spezielle Vorrichtung auf dem Dach für den Ab- und Anflug der Hochflieger. Pracker (Brust- oder Bauchgitter) = Ausflugklappe des Hochflugtaubenschlages. Stich = geschlossener Schwarm von Wiener Hochflugtauben. Koberl = Nistkasten (Nistfach). Steige = Ausstellungskäfig. Strudeln = Jauktauben, die nicht sehr hoch fliegen. Strudler = Bezeichnung für einen Jauker, dessen Tauben keine entsprechende Höhe erreichen. Rauchfang Stesser (Schornstein Umstoßer) = (scherzhaft) für Hochflugtauben, die so niedrig fliegen, dass sie den Schornstein umstoßen könnten. Hängt = der Stich schließt (hängt) sich an einen anderen (fremden) Schwarm an. Durchmarsch (auf den Marsch gehen) = Hochflieger, die für länger oder für immer davon fliegen. Da Schwoaze (= der Schwarze) oder auch da Krampas (= der Krampus) = Bezeichnung für den Wanderfalken, ein natürlicher Feind der Tauben.

### Das Preisfliegen und die Wanderpreise
Der Initiator der „Jaukerbestimmungen“ und des „Preisfliegens“ war Karl Brosig (1874–1947). 1932 wurde Karl Brosig Präsident des Komitee der vereinigten Hochflugtaubenvereine Österreichs in Wien. Dieses Komitee stiftete 1923 den „Leopold-Hawelka-Wanderpreis“, benannt nach Leopold Hawelka (1869 – 18. März 1936). Leopold Hawelka war Amtsrat der österreichischen Postsparkasse, Vizepräsident des Verbandes der Kleintierzüchtervereine Österreichs, Gründer und Obmann des I. Klub der Wiener Hochflugtauben-Freunde Währing, Präsident vom Komitee der vereinigten Hochflugtaubenvereine Österreichs in Wien und wurde als Jauker der alten Garde bezeichnet. Die Bedingung zur endgültigen Erwerbung dieses Wanderpreises war, dass der jeweilige Hochflugschwarm drei Jahre hintereinander das Preisfliegen gewinnen musste.
Als Pendant zum „Leopold-Hawelka-Wanderpreis“ für die Leistung der Hochflugtauben gab es den „Josef-Sowa-Wanderpreis“ für die optische Bewertung der Tauben. Benannt wurde dieser Wanderpreis nach Josef Sowa (1863–1943), dem Obmann vom Verein der Hochflugtaubenfreunde und Züchter Wien XVI (Alt Ottakring). Er musste ebenfalls dreimal hintereinander gewonnen werden, um endgültig in den Besitz des jeweiligen Vereins überzugehen. Dies gelang zum Beispiel in den Jahren 1924, 1925 und 1926 dem Verein der Hochflugtaubenfreunde Wien XII.
Am 20. Juni 1930 startete der bereits zweimalige Sieger des „Leopold-Hawelka-Wanderpreises“ Leander Kafel aus Wien-Brigittenau vom Verein IX/XIX einen angemeldeten Hochflug, um die begehrte Trophäe ein drittes Mal zu gewinnen. Dieser dritte Sieg hätte zur Folge, dass der Titel und die Auszeichnung endgültig in den Besitz seines Vereines übergehen würden. Der Hochfliegerschwarm bestand aus 31 Tauben, darunter 21 Wiener Weißgestorchte, ein genagelt Geschwingter, drei Schimmelgeschwingte, ein Rotgeschwingter, eine Rote und vier Rotgestorchte. Als Richter zur Überprüfung dieses Konkurrenzfluges wurden vom Hochflug-Komitee Stephan Wacha, vom Verein Wien X, Anton Wuchta vom Verein Wien XVII und Franz Fuhrmann (1889–1960) vom Verein Wien XVI (Alt Ottakring) entsendet. Alle Tauben erreichten die Preishöhe. Während drei Tauben dieses Schwarms früher als die anderen Tiere den Heimatschlag anflogen, kamen die verbliebenen achtundzwanzig Wiener Hochflieger nach einer Flugdauer von vier Stunden und dreiunddreißig Minuten geschlossen an. Leander Kafel gewann somit das dritte Mal in Serie das Preisfliegen und daher endgültig den „Leopold-Hawelka-Wanderpreis“. Für seine erfolgreichen Hochflieger bekam er damals 125 Schilling in Gold vom Hochflug-Komitee und von seinem Verein eine Goldene Uhr neben zahlreichen Ehrungen der anderen Vereine. Dazu passt ein gerne verwendetes Zitat von Alfred Baldia, eines späteren Obmanns des Hochflug-Komitees : „Die Wiener Hochflugtaube holt sich ihr Gold in der Luft und nicht in der Steige“ (= Wienerisch für Ausstellungskäfig).
1936 konnte Johann Sommer aus Döbling, Probusgasse 7, vom Klub der Wiener Hochflugtauben Freunde Wien XVII mit seinem aus 24 Tauben bestehenden Schwarm das Preisfliegen um den vom Hochflug-Komitee gestifteten „Jubiläums-Wanderpreis“ für seinen Verein gewinnen. Die Wiener Hochflieger, 23 Weißgestorchte und ein Lercherl, wurden um 6 Uhr und 6 Minuten hoch gelassen und erreichten um 6 Uhr 21 die Preishöhe. Zwei der 24 Tauben kehrten nach einer Flugzeit von vier Stunden wieder zurück. Die verbliebenen 22 kamen geschlossen nach vier Stunden und 48 Minuten am Taubenschlag an. Die Preisrichter waren der Obmann des Hochflug-Komitees Heinrich Beck, Rudolf Holtschek und Ludwig Muschy (1887–1974). Heinrich Beck brachte seine Freude zum Ausdruck, dass ein „Jauker“ der jüngeren Generation dieses Wettfliegen gewonnen hatte und bezeichnete diesen Flug als Meisterleistung. Neben dem Siegerdiplom, einen Hochflugtaubenschlag, sowie der „Sowa-Plankette“, war der Hauptgewinn 125 österreichische Schilling. Der Obmann vom Verein Wien XVII Karl Starecek nahm den „Jubiläums-Wanderpreis“ entgegen.

### Das Schaufliegen
Um Werbung für den Hochflugtauben Sport zu machen, wurden vom Hochflug-Komitee sogenannte „Schaufliegen“ organisiert, wie zum Beispiel im Juli 1930 der „Gerngroß-Taubenflug“ zur Werbung für das bekannte Wiener Kaufhaus, oder beim Rodundengelände zur Wiener Herbstmesse 1933, wo Franz Schmidt und Johann Metz von den Hernalser und Ottakringer „Jaukern“ auf dem Dachgiebel der Kleintierzucht-Ausstellungshalle einen Hochflugtaubenschlag errichteten, um täglich den Messebesuchern das Hochsteigen ihrer Hochflieger zu zeigen. Am Sonntag, den 2. Juli 1933 um 5 Uhr 30 früh, fand am Ludo-Hartmann-Platz in Wien Ottakring ebenfalls ein „Schaufliegen“ statt. Organisator war damals der Verein XVIa (Ottakring) 1. Hochflugtaubenklub D´ Jauker mit ihrem Vereinsobmann Karl Geißler, sowie Ludwig Muschy, und Adolf Gollner. Diese Schaufliegen wurden nicht als Wettbewerb durchgeführt, sondern immer nur als Demonstration für das anwesende Publikum.

### Die Wiener Hochflieger im Wiener Lied
Den Stellenwert der Wiener Hochflugtauben bezeugen eigens kreierte Texte zu bekannten Wiener Melodien wie z. B. das „Fiakerlied“ („Wia i no g'jaukt hob“) oder das vom Ottakringer Komponisten Ludwig Gruber (1874–1964) geschriebene Lied „Mei Muatterl war a Weanarin“ („Mei Vater is a Jauker gwest“). Die Texte über die Wiener Hochflugtauben schrieb (Carl) Karl Humpel (1866–1940), damit die Wiener auch beim beliebten Heurigen nicht auf ihre „Hochflieger“ verzichten mussten. Auch in der Wiener Ballsaison, auf den traditionellen „Jaukerbällen“ und „Jauker-Abenden“ wurden diese Lieder gerne vorgetragen. Karl Humpel, der von jüngeren Züchterkollegen gerne „Vater Humpel“ genannt wurde, war ein gelernter Bildhauer. In den 1930er Jahren war er Sänger, Gstanzl-Dichter, „Jauker“ und Schriftführer des Hochflugtaubenvereins Wien XVI-Alt Ottakring. Er widmete einige dieser Lieder, welche in einem 12-seitigen Heft zusammengefasst veröffentlicht wurden, seinem Jugendfreund und Ehrenobmann des Vereins, Fabrikant Josef Sowa (1863–1941). Beide fanden ihre letzte Ruhestätte auf dem Ottakringer Friedhof.

### Nahrung für Hochflugtauben
Die Nahrung und deren Menge wird je nach Saison variiert, also während des Winters, der Brut- oder der Flugzeit unterschiedlich gefüttert. Braugerste, Linsen, kleine Bohnen und Sämereien werden gerne den Tieren gegeben und dazu natürlich ausreichend frisches Wasser.
Jeder Jauker hat wohl seine eigene Mischung an Futter für seine Hochflugtauben, doch man orientiert sich auch gerne an erfahrenen Züchtern, die manchmal ihre spezielle Rezeptur bekannt gaben. Heinrich Zaoralek berichtete in der Fachzeitschrift „Mittheilungen des ornithologischen Vereines in Wien, Die Schwalbe“ (1894), wie er seine Hochflieger füttert, nämlich mit 75 Prozent Wicken, 20 Prozent kleinen Mais, 5 Prozent Hirse und nach dem Fliegen einigen Händen Hanf als Belohnung. Morgens und mittags wird genau bemessen, und abends gibt es reichlicher, damit die Tauben am frühen Morgen bereits etwas Futter vorfinden.
1937 beschrieb der bekannte Jauker Jakob Schmalhofer, Obmann Stellvertreter vom Verein der I. Penzinger Hochflugtauben-Freunde, in der Fachzeitschrift „Der Österreichische Taubenzüchter“ seine Futtermischung: Wicken, Cinquantin (= kleinkörniger Mais, der früher in der Süd- und West-Steiermark verbreitet war), etwas Hafer und Buchweizen. Zusätzlich gab er ihnen Bäckerlehm (= Baumaterial für den Lehmbackofen in Form von Lehmziegel), etwas gestoßene Eierschalen und Ossa sepia (= innere Schalen der Tintenschnecke). Zweimal täglich fütterte er damit seine Tauben.

### Brut und Brutpflege
Im Frühjahr werden Tauber und Täubin, welche nach Meinung des Taubenhalters am besten zusammen passen, miteinander verpaart. Alfred Baldia berichtet darüber, dass der Taubenzüchter darauf achtet, dass jeder Tauber sein eigenes fixes Koberl (= Nistkasten) hat, in welches er die Täubin lockt. Im Nistkasten wurde für das neue Taubenpaar eine Nistschale vom Taubenzüchter bereitgestellt, in welches von Männchen und Weibchen entsprechendes Nistmaterial, wie zum Beispiel kurze, dünne, trockene Ästchen gebracht wird. Der Taubenhalter nennt das „Nesttragen“. Es ist ein wichtiger Akt bei der Harmonisierung des Taubenpaares. Steht die Eiablage bevor, beginnt der Tauber mit dem „Treiben“, wie es der Züchter bezeichnet. Das bedeutet, dass der Tauber die Täubin zu ihrem Nest treibt.
In der Regel legt die Täubin zwei Eier, die sowohl vom Männchen als auch vom Weibchen bebrütet werden. Der Tauber brütet etwa zwischen neun und fünfzehn Uhr, und das Weibchen übernimmt den Rest des Tages. Nach ungefähr achtzehn Tagen schlüpfen die jungen Tauben. Sie werden in den ersten Tagen, wie für alle Tauben typisch, mit einer sogenannter Kropfmilch gefüttert. Gefüttert werden sie von beiden Elternteilen. Diesen Vorgang nennen die Züchter „atzen“. Nach ungefähr vier bis sechs Wochen im Nest werden sie flügge und müssen auch nicht mehr von den Elterntieren gefüttert werden. Im Herbst, zur Zeit der Mauser, werden die Paare wieder getrennt. Erst im nächsten Frühjahr beginnt die neue Saison, eventuell mit neuer Verpaarung.

### Natürliche Feinde der Hochflugtauben
Häufig klagten die Taubenhalter über Verluste ihrer Hochflieger durch Wanderfalken. Denn diese exzellenten Jäger wählen Flugtauben sehr gerne als ihre Beute. Aber auch über die Turmfalken wurde in einem Artikel der Illustrierten Kronen Zeitung vom 18. Oktober 1926 berichtet, dass bei der Reinigung ihrer Niststätten am Wiener Stephansdom 50 Aluminium-Fußringe von Hochfliegern und sogar von den größeren und stärkeren Brieftauben gefunden wurden. Da nur die Fußringe sichergestellt wurden, und Tauben für den Turmfalken eher eine seltene Beute sind, wird es sich wohl eher um Nistplätze von Wanderfalken gehandelt haben, die in Wien der 1920er und 30er Jahren noch häufig waren. Hochflieger befinden sich nicht wie Stadttauben im ständigen Freiflug. Daher stellen bodennahe jagende Raubvögel, wie zum Beispiel der Habicht, keine so große Gefahr für die Hochflieger dar. Durch einen schlecht oder unverschlossenen Taubenschlag können die Tauben allerdings während der Nacht Beute von Marder oder Wiesel werden.

## Von der Wiener Hochflugtaube zum Wiener Ziertümmler
In der Frühzeit der „Tümmler Leidenschaft“ wurden fast alle Wiener Tümmler Tauben für den Hochflug gehalten und gezüchtet. Die gerne als ältesten und edelsten bezeichneten Wiener Tauben, das Wiener Gansel und der Einfarbige, wurden aber später immer mehr als Ziertauben (Ausstellungstauben) gehalten, wie auch der Wiener Kiebitz Tümmler.

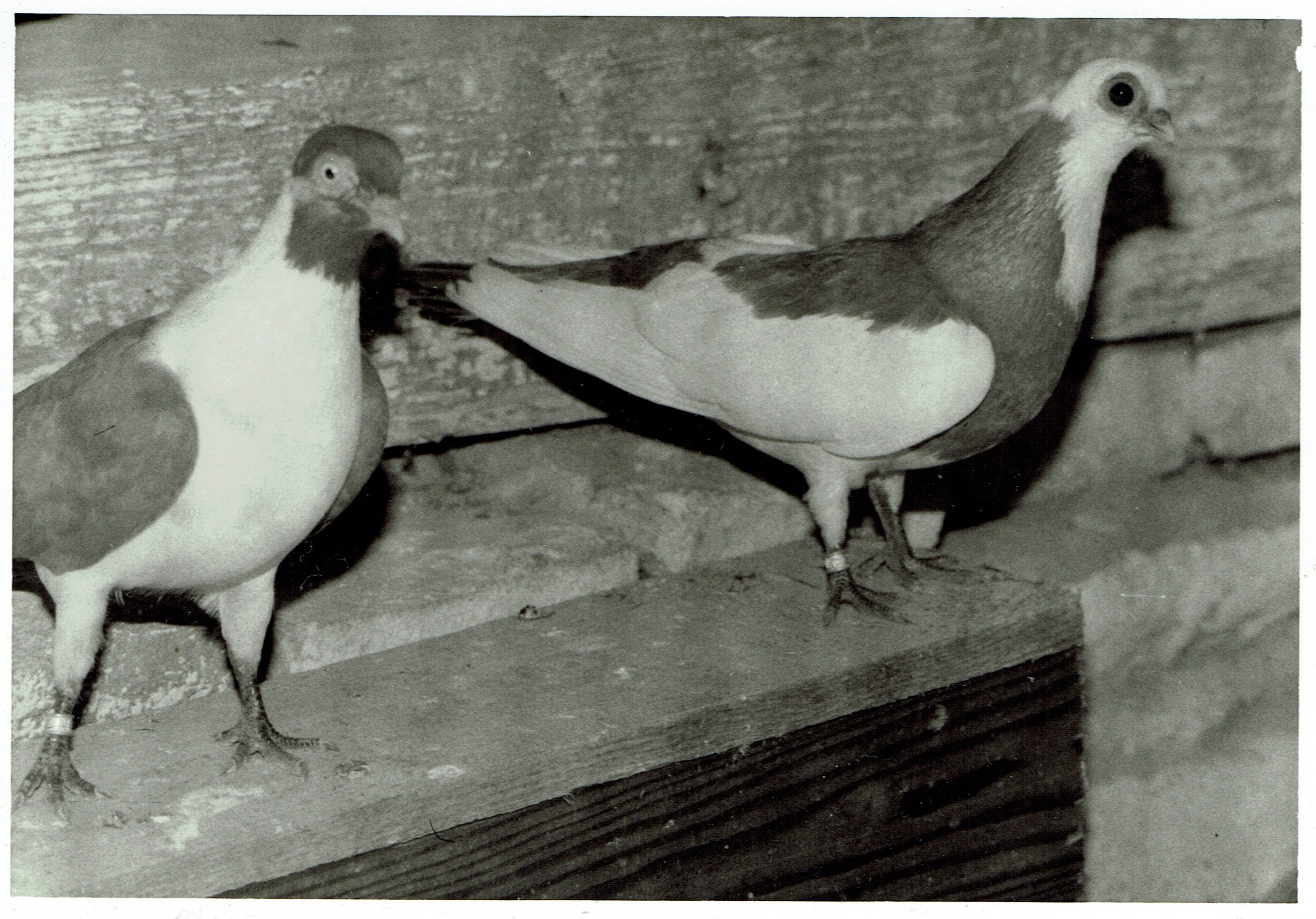
Links ein Wiener Tümmler gedachelt (gelb) und rechts ein Wiener Gansel Tümmler (rot) von Alfred Baldia (Foto 1970)

### Wiener Gansel Tümmler
Stopfpräparate im Wiener Naturhistorischen Museum belegen, dass Kaiser Franz II. / I. bereits zu Beginn des 19. Jahrhunderts Wiener Hochflugtauben züchten und jauken ließ. Dies waren die Wiener Gansel, auch genannt Wiener Blaugansel, Wiener Fluggansel, später Geganselte Wiener Tümmler und im damaligen Wiener Dialekt kurz „Kansl“. Sie waren neben den einfarbigen Wiener Tümmlern ab der Mitte des 18. Jahrhunderts die Hochflugtauben Wiens. Heinrich Zaoralek schreibt in der Fachzeitschrift „Mittheilungen des ornithologischen Vereines in Wien, Die Schwalbe“ von 1894, dass das Blaugansel in seinem Körperbau den gestorchten Hochflugtauben gleicht, und beschreibt es als ebenso dünn (heute würde man schlank sagen), langschädelig und flachstirnig. Zu Beginn des 19. Jahrhunderts kamen die sogenannten Weißgestorchten und um 1840 die Dunkelgestorchten, welche die Geganselten Wiener als Flugtauben ablösten. Sie konnten sich nicht gegen die Weißgestorchten und Dunkelgestorchten, den sogenannten „Elitefliegern“, mit ihrem beliebten „Achterwurf“ und dem raschen, spiralförmigen Aufstieg behaupten. Den letzten Schwarm an Blaugeganselten, die zum Hochflug gehalten wurden, hatten die Brüder Blauensteiner, Handelsgärtner in Simmering, die bis zu ihrem Tod 1906/7 mit diesen ihre Hochflüge durchführten.
In der Zeitung „Wiener Bilder“ von 1897 wird ein Altmeister der Wiener Tümmler, Adalbert V. Curry, Bürochef der k. k. Staatsbahn aus Währing, Direktionsmitglied und Rechnungsrevisor des I. Österreichisch-Ungarische Geflügelzucht-Verein in Wien über das Wiener Gansel zitiert: „Er ist der schönste Schmuck jedes Taubenschlages, eine Perle ihrer Art und eine Weltbürgerin im wahrsten Sinne des Wortes“. In Max Bröses Buch Die Tümmler und Hochflugtaubenrassen aus dem Jahr 1890 schrieb derselbe Adalbert V. Curry: Der berühmte Wiener Gansel Züchter Baumeister Johann Bürgermayer (1832–1888) berichtete, dass er als Knabe beobachtete, wie ein Holzhändler aus der Leopoldstadt dem „Schirl-Peter“ auf der Landstraße in den 1830er Jahren für ein Paar silberblaue Wiener Gansel 100 Gulden bar bezahlte und ihm dazu noch einen Stoß Holz in das Haus stellte. Das Blau war ursprünglich die beliebteste Farbe bei den Wiener Ganseln, eigentlich mehr ein „silber-blau“ wie die Farbe einer neu geprägten österreichischen 20 Kreuzer Silbermünze aus dieser Zeit. Der größte Stolz eines Züchters war es damals, wenn er sagen konnte, dass seine Gansel einem neu geschlagenen Zwanziger gleichen. Adalbert V. Curry schrieb weiter: „Die nette, flinke Wiener Taube fand besonders in Böhmen viele Liebhaber“. Einer der erfolgreichsten Prager Züchter war Eduard Seitz, der in den 1860er Jahren nach Wien kam, um damals sehr bekannte Wiener Züchter zu treffen, wie Johann Bürgermayer und Herrn Seifert.

Auch heute (2019) gibt es noch Züchter, die sich mit den Wiener Ganseln als Ausstellungstaube beschäftigen, aber nur noch wenige, die mit ihnen den Hochflug betreiben. 

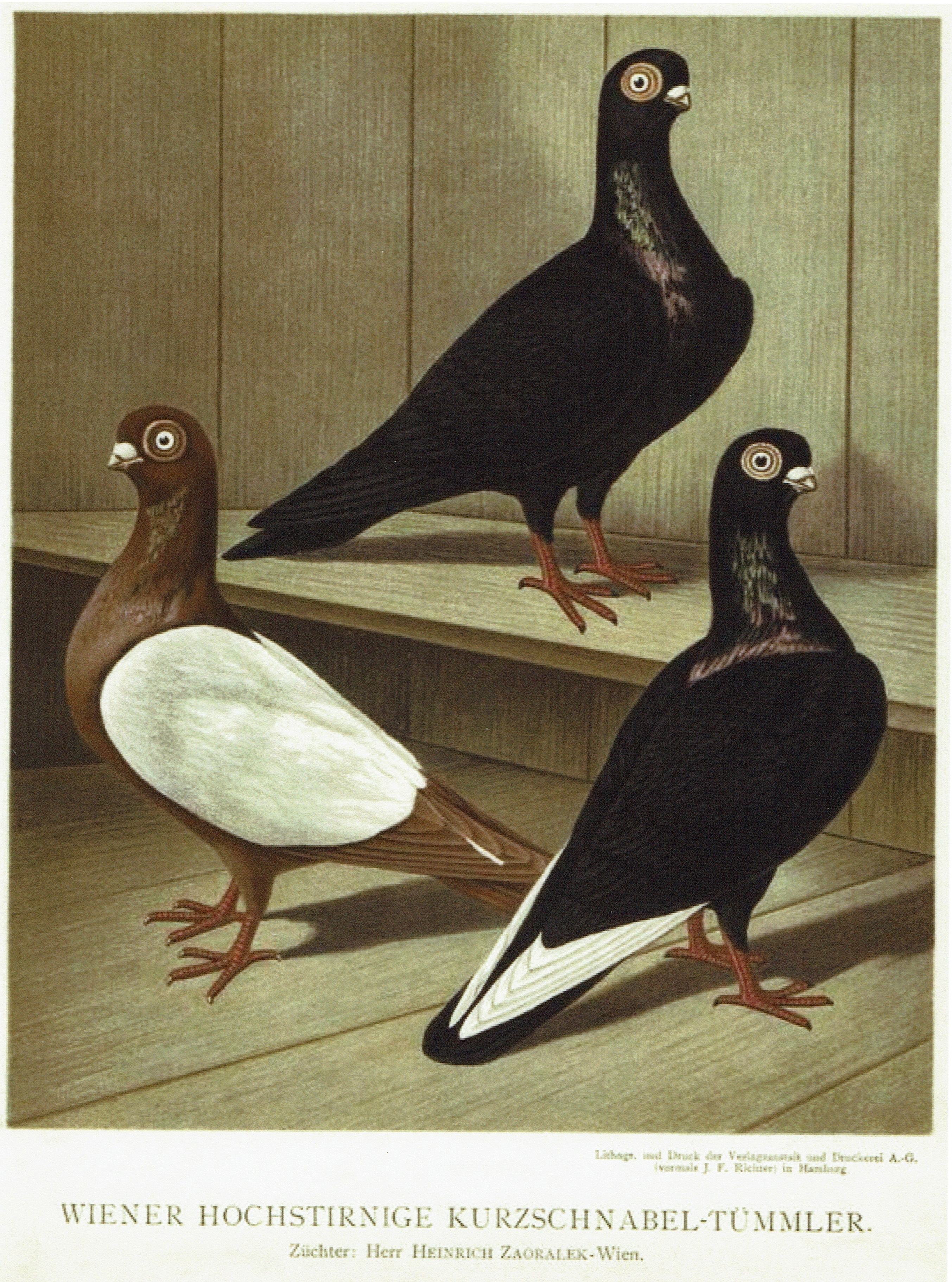
Wiener Weißschild (gelb), Wiener Kurzer einfarbig (schwarz), Wiener Kurzer schwarz (geschwingt), von Heinrich Zaoralek aus dem Buch: Illustrirtes Mustertauben-Buch (Gustav Prütz) (1886)

### Wiener Kurze Tümmler
Es gibt sie in einfarbig (Wienerisch „afabig“), früher gerne als auch einfärbig bezeichnet, sowie in geschwingt (Wienerisch „g´schwingt“) (= die letzten 5 bis 7 Schwungfedern sind weiß). Adalbert V. Curry schrieb in der Fachzeitschrift „Mittheilungen des ornithologischen Vereines in Wien, Die Schwalbe“ von 1892: „Der einfärbige Tümmler spielt in Wien schon seit Alters her eine hervorragende Rolle und wurde in schon längst vergangenen Zeiten mit den Ganseln als Flugtaube gehalten“. Als jedoch die Weißgestorchten und die Dunkelgestorchten ihre Rolle als Flugtauben übernahmen, wurden sie immer mehr als Ziertauben (Ausstellungstaube) gezüchtet.
Adalbert V. Curry schreibt weiter: „Der Wiener will von der Figur her eine kleine Taube und in der Haltung wünscht er sich 'a kecke Taum' (Wienerisch für 'eine kecke Taube'). Der Einfärbige gehört zu den Kurz- und Dickschnäbeligen Tümmlern. Der Kopf ist würfelförmig mit perlfarbigen Augen. Es gibt ihn in den vier Grundfarben Schwarz, Weiß, Rot und Gelb, sowie als 'Lercherl' (= kaffeebraun)“. Zu den Einfärbigen zählte Adalbert V. Curry auch die sogenannten Geschwingten (früher auch als Weißgespießt bezeichnet). Ein Zitat von Adalbert V. Curry: „Überall, wo der Einfärbige erscheint, ist er Gegenstand rückhaltloser Bewunderung. Sowohl bei den Ausstellungen in Königsberg als auch im letzten Jahr in London und Paris (1889) hatten diese Wiener Tümmler ungeteilten Beifall. In Paris wurden die verkäuflich gemeldeten Paare alle zu Höchstpreisen verkauft“.
Um 1850 waren sie noch beliebte Hochflugtauben bei den Wienern, aber bereits um 1890 wurden sie vornehmlich als Ziertümmler (Ausstellungstauben) gezüchtet, was sie heute noch sind.

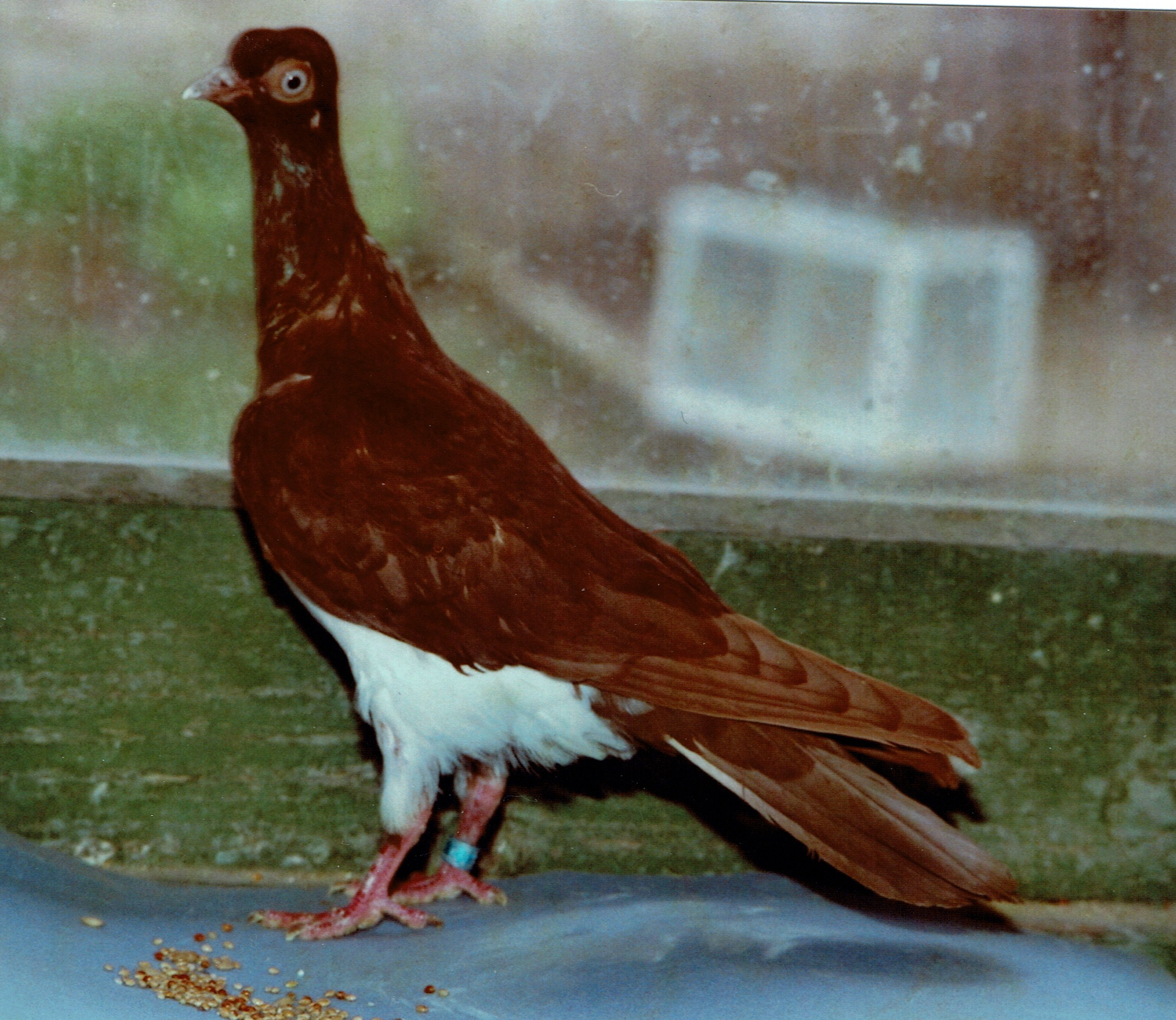
Wiener Kiebitz Tümmler (rot) von Alfred Baldia (Foto 1984)

### Wiener Kiebitz Tümmler
Die blauen und schwarzen Wiener Kiebitz Tümmler (Wienerisch „Giebitz“) wurden ursprünglich wie die Wiener Gansel und die Einfarbigen für den Hochflug gezüchtet. Erwähnungen in Zeitungen und anderen Unterlagen vor allem als Hochflugtauben findet man selten. Ein sehr erfolgreicher Wiener Tümmler Züchter des 19. Jahrhunderts war Karl Grauer (* 1838) aus Wiener Neudorf, er bekam viele Auszeichnungen für seine Tauben. Zum Beispiel bei den Flugtauben der „ornithologischen Ausstellung in Wien 1886“ errang er mit seinen blauen Wiener Kiebitz Tümmler den ersten Preis. Als Ausstellungstaube tritt der Wiener Kiebitz Tümmler in den 1920er und 1930er Jahren dann öfter auf. Heinrich Zaoralek und Franz Panek haben die blauen und schwarzen Wiener Kiebitz in ihren Tümmler Tauben Einteilungen gelistet. Im Standard von 1903 sind beide Farbschläge beschrieben, und im Standard von 1928 als Wiener Hochflugtauben angeführt. Mit zunehmenden Interesse an der Optik der Tauben wurden die Kiebitz Tümmler auch in den Farben Rot und später in Gelb erzüchtet. Auch in Blau-gehämmert gibt es sie.
Heute gibt es wieder einige Züchter, die sich mit dieser Altwiener Rarität sowohl als Ausstellungstaube als auch als Flugtaube beschäftigen.

## Wiener Ziertümmler
Zu den Flugleistungen der „Hochflieger“ wurde später auch das Aussehen der Tauben beurteilt. Dies hatte zur Folge, dass viele der Tümmler Tauben nur noch für die Optik gezüchtet wurden. Diese sogenannten „Wiener Ziertümmler“ (Ausstellungstaube) werden nach einem eigenen Standard beurteilt. Auch jene Tauben, die am Tauben-Hochflug teilnahmen, erhielten für die optische Bewertung einen separaten Standard.

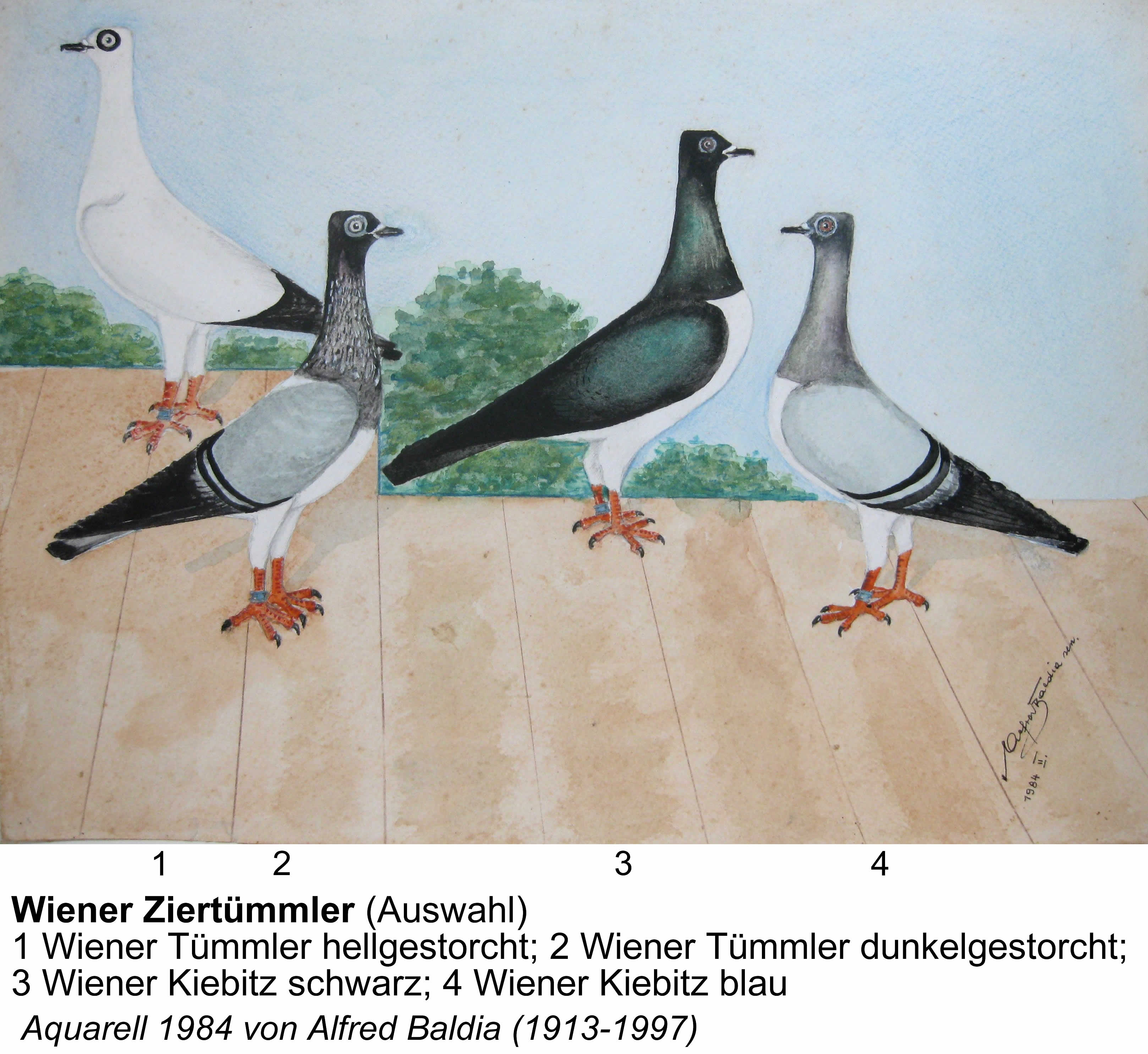

### Varianten der Wiener Ziertümmler
Wiener Ziertümmler sind reine Ausstellungstauben, die heute in drei verschiedenen Varianten gezüchtet werden.
Erstens: Mittelschnäbelige Wiener Tümmler in verschiedenen Farbschlägen, wie zum Beispiel Weissgestorcht (Hellstorch), Dunkelgestorcht (Dunkelstorch) in grün oder violett, Stockblau (blau), Röserlschecken, usw.
Zweitens: Halbkurzschnäbelige Wiener Tümmler, wie das Wiener Weißschild (früher Wiener Spiegelscheck) in den Farbschlägen Rot, Gelb und Schwarz.
Drittens: Kurzschnäbelige Wiener Tümmler wie das Wiener Gansel, sowie Einfärbige und Geschwingte Wiener Kurze in verschiedenen Farben.

### Wiener Weißschild

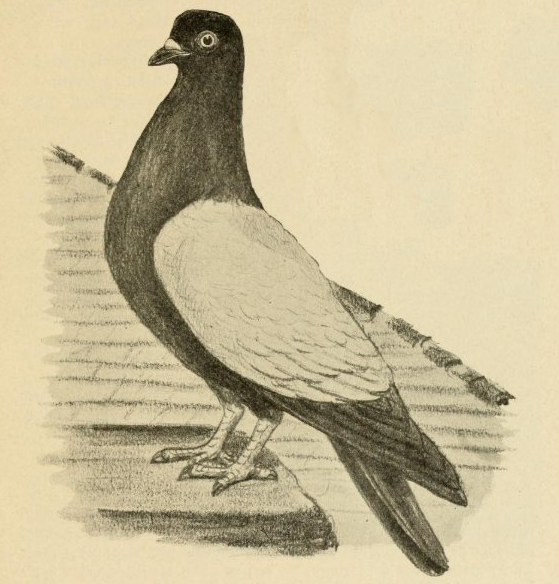
Wiener Weißschild (schwarz) von Anton Katt. Zeichnung von E. Bade aus dem Buch Unser Hausgeflügel, Teil 2: Die Taubenrassen von Lavalle und Lietze (1905).

Im Buch Die Taubenrassen von Lavalle und Lietze (1905) etablierte Heinrich Zaoralek die Bezeichnung Wiener Weißschild anstelle des bisherigen Begriffs Wiener Spiegelschecke mit folgender Begründung: „Diese Taubenvarietät wurde bisher Schecke (Tiger) genannt. Da diese Bezeichnung aber eine ziemlich unregelmäßige Zeichnung erwarten lässt, während dieser Tümmler eine genau vorgeschriebene Zeichnung zur Schau zu tragen hat, so entschlossen sich die Züchter, mit wenigen Gegenstimmen, diese fortan rote, gelbe oder schwarze Weißschilder zu benennen“. Der Begriff Wiener Spiegelschecke (Wienerisch „Schbiaglscheck“) blieb allerdings bei den Wiener-Tümmler-Züchtern über viele Jahrzehnte weiterhin erhalten.
Alfred Baldia (1913–1997) berichtete über die Wiener Weißschilder (Halbkurzschnäbelige), dass die Gelben und Roten von den Wiener Kurzen abstammen. Sie sind bis zur ersten Mauser einfarbig, erst dann mausern sie das weiße Flügelschild. Die Schwarzen hingegen stammen von den Wiener Röserlschecken ab, also von „Mittelschnäbeligen Tümmlern“ und haben bereits vor der ersten Mauser ihre Schildzeichnung. Beim Kopf und der Schnabellänge musste man allerdings einen Kompromiss auf „Halbkurzschnäbelig“ machen. Bei der Generalversammlung des I. Wiener Tümmler-Spezial-Burzel-Tauben-Klub (gegr. 1897) vom 16. April 1930 wurde einstimmig die Erklärung angenommen, dass die „Kurzschnäbelige Wiener Spiegelscheck-Burzeltaube“ (= Wiener Weißschild) in sämtlichen Farben ausgestorben ist, und der Standard für diese Tauben derzeit entfällt.

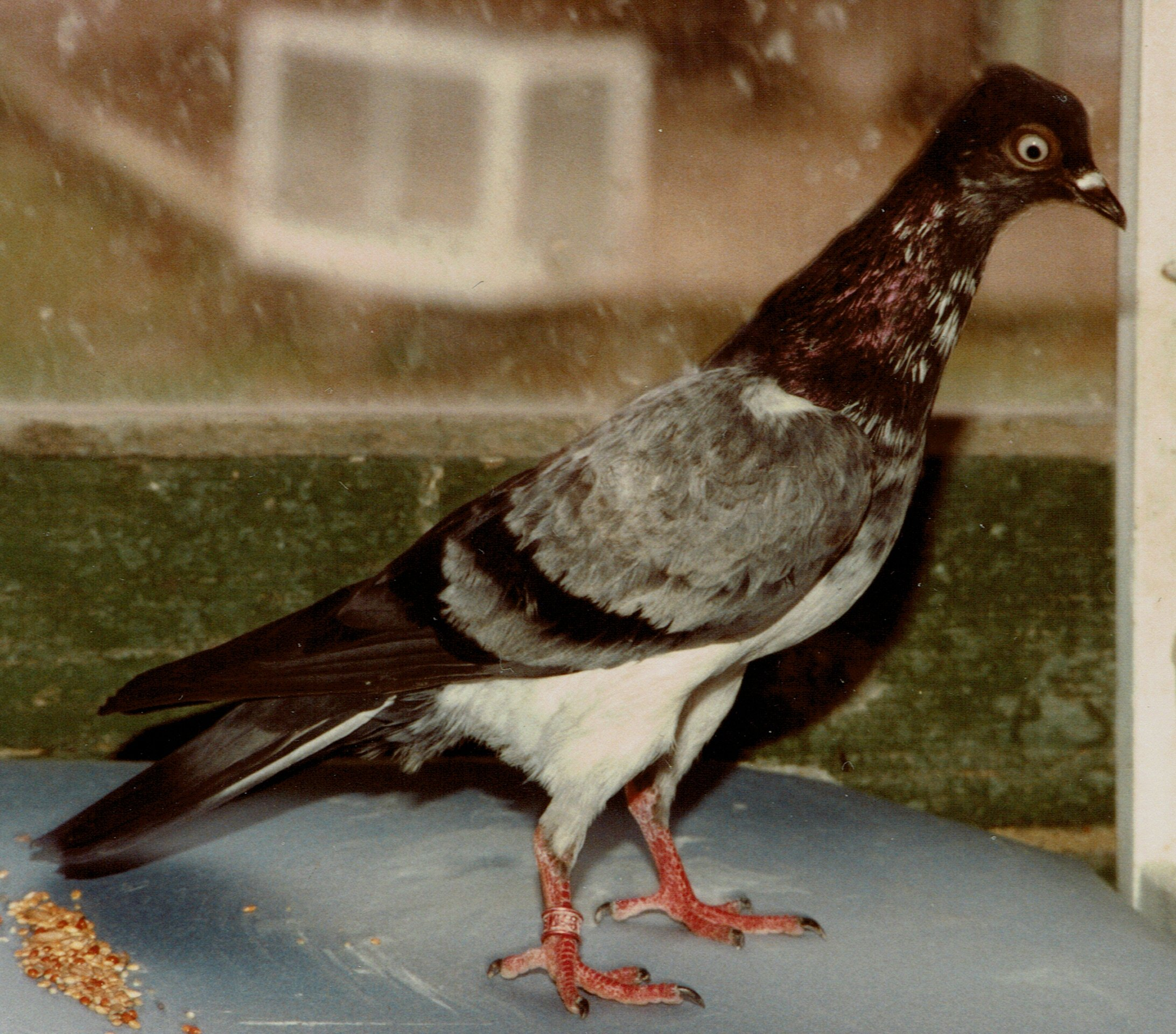
Wiener violetter Dunkelgestorcher von Alfred Baldia (Foto 1984)

### Violetter Wiener Dunkelstorch
„Der König der großen Familie der Wiener Tümmler – der edle violette Dunkelstorch“ (= Dunkelgestorcht, Wienerisch „Dunklgstorcht“) war die Überschrift eines Artikels auf der Titelseite der Berliner Fachzeitung „Die Taubenwelt“ vom 1. April 1962. Heinrich Zaoralek schlug in seiner Funktion als Präsident der Gesellschaft der Taubenfreunde am 15. Juli 1884 vor, dass in Zukunft neben den grünen Dunkelgestorchten die violetten Dunkelgestorchten als eigene Klasse bei Ausstellungen zu bewerten seien, was auch einstimmig angenommen wurde. Um 1906 sandte Hauptmann Anton Katt die ersten violetten Dunkelgestorchten an den Berliner Züchter Herrn M. Ruhl und machte sie damit dort bekannt. Franz Panek schreibt in der Fachzeitschrift Der österreichische Taubenzüchter vom Dezember 1936: „Der Dunkelstorch-Tümmler ist in seiner Zucht einer der interessantesten Wiener Tümmler und stellt an seine Besitzer die höchsten Anforderungen an Zuchtkenntnisse und Ausdauer, um die vielseitigen Ansprüche als Figur- und Farbentaube zu erzielen. Man kann ruhig sagen, dass seine Zucht als eine der schwierigsten zu betrachten ist“. Die violetten Wiener Dunkelgestorchten waren früher eine der begehrtesten Wiener Tauben und die Lieblingstauben von Altmeister Rudolf Baradieser (1865–1940). Baradieser berichtet in der Illustrierten Kronen Zeitung vom 8. Februar 1937: „Schon als Kind liebte ich über alles unsere Wiener Tauben, ganz besonderes die violetten Dunkelgestorchten“.

### „Der Taubenvater“
Der Taubenzüchter Mathias Staller (* 2. Februar 1839) wurde in seiner Umgebung „der Taubenvater“ genannt. Adalbert V. Curry nannte ihn „Genie als Taubenzüchter“. Mathias Staller war ein Schuhmacher und rüstete nach 12-jähriger Dienstzeit als Soldat ab. Er wohnte in Göttlesbrunn und züchtete dort seine berühmten kurzschnäbeligen Wiener Tümmler Tauben. Franz Panek zitiert in seinem Buch „Die Wiener Tümmler“ den Altmeister Heinrich Zaoralek aus einem Brief an Adalbert V. Curry: „Jener rühmenswerte Göttelsbrunner Taubenzüchter verdient in der Tat eine ganz spezielle und ehrende Erwähnung, da er durch eine lange Reihe von Jahren mittel- und unmittelbar viele unserer hervorragendsten Taubenfreunde mit seinen edelsten Tieren beglückte“.
Da Göttelsbrunn in der Nähe von Bruck a. d. Leitha liegt, wurden diese Tümmler noch zu Paneks Zeiten als „Brucker“ bezeichnet. Mathias Staller war der Onkel von Karl Staller (5. Februar 1868 – 19. Juli 1936), dem späteren Obmann des I. Wiener Tümmler-Spezial-Burzel-Tauben-Klub (gegr. 1897). Mathias Staller verkaufte seine edlen Tauben stets über einen Händler namens Hofbauer am Wiener Salzgries und blieb daher für andere Züchter anonym. Nur durch einen Zufall konnte der Baumeister Johann Bürgermayer (1832–1888) seine Identität aufklären. Die „Brucker“ Tümmler waren der Grundstock für viele nachfolgende erfolgreiche Züchter, wie zum Beispiel den Wagenfabrikanten Ludwig Muschweck, der 1877 mit seinen Weißen und Geganselten Tümmlern auf der 3. Internationalen Geflügel-Ausstellung in Wien Preise gewinnen konnte, den Architekten Otto Reuther, der durch seine legendären Ausstellungserfolge in Königsberg von 1889 bekannt wurde, den Baumeister Johann Bürgermayer mit seinen berühmten Wiener Ganseln, für den Fotografen Carl Schneider, den Fabrikanten Erbler, sowie den Privatier Jacob Hoffmann, der sich durch seine Gelben Einfärbigen einen Namen geschaffen hatte.

## Wiener Ziertümmler Bildergalerie (Auswahl)

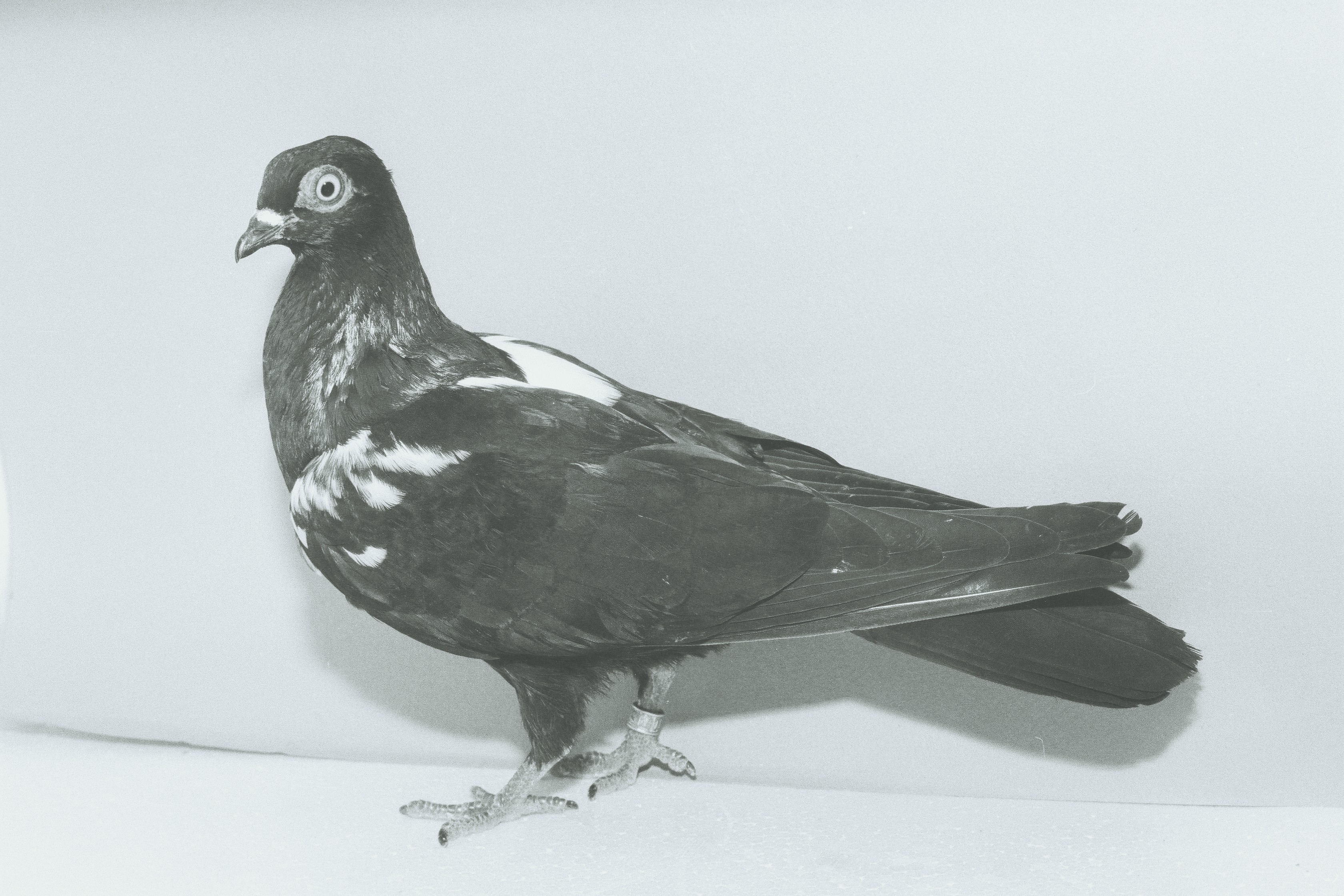
Wiener Röserlscheck (schwarz) von Alfred Baldia (1982)
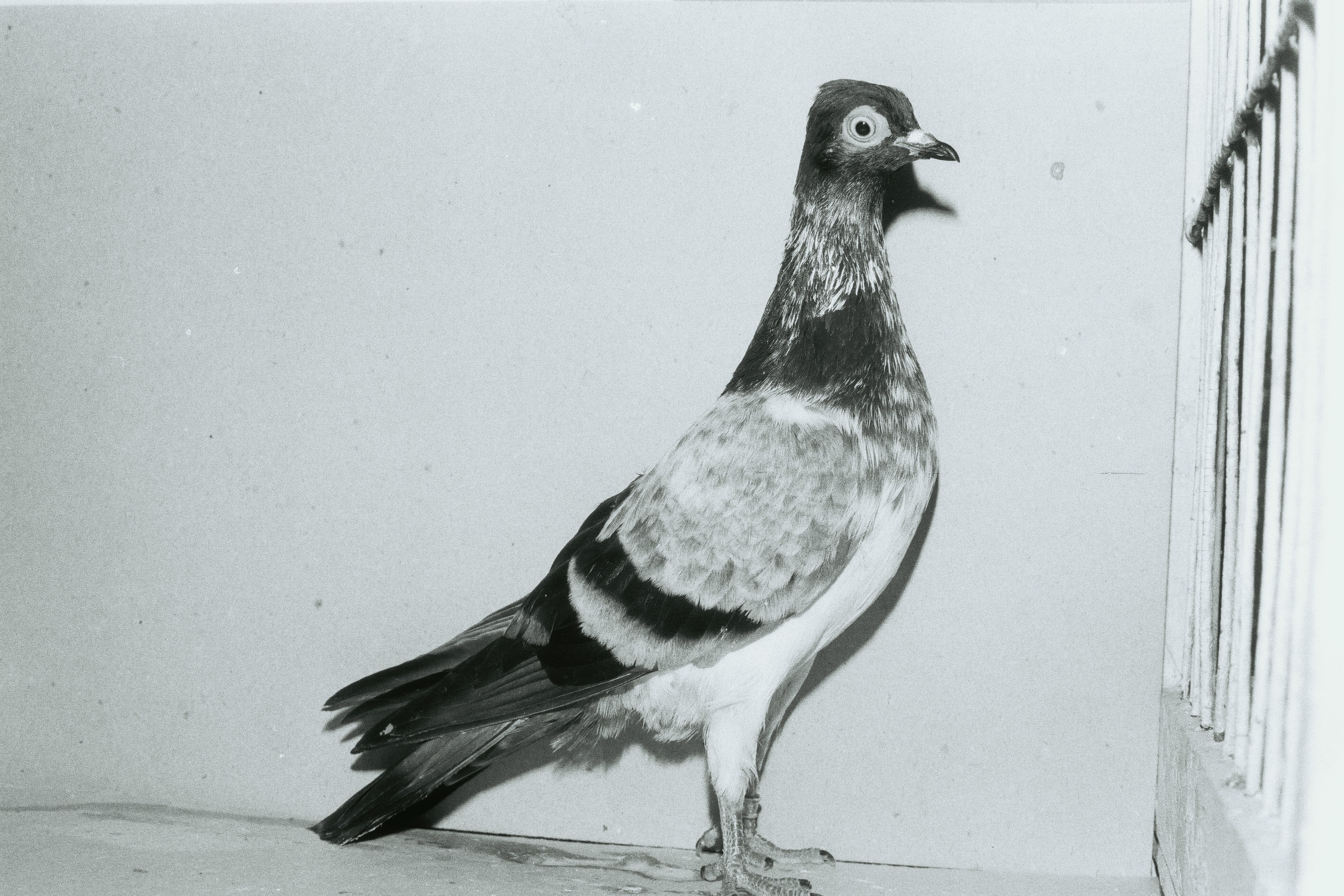
Wiener Dunkelgestorchter von Alfred Baldia (1982)
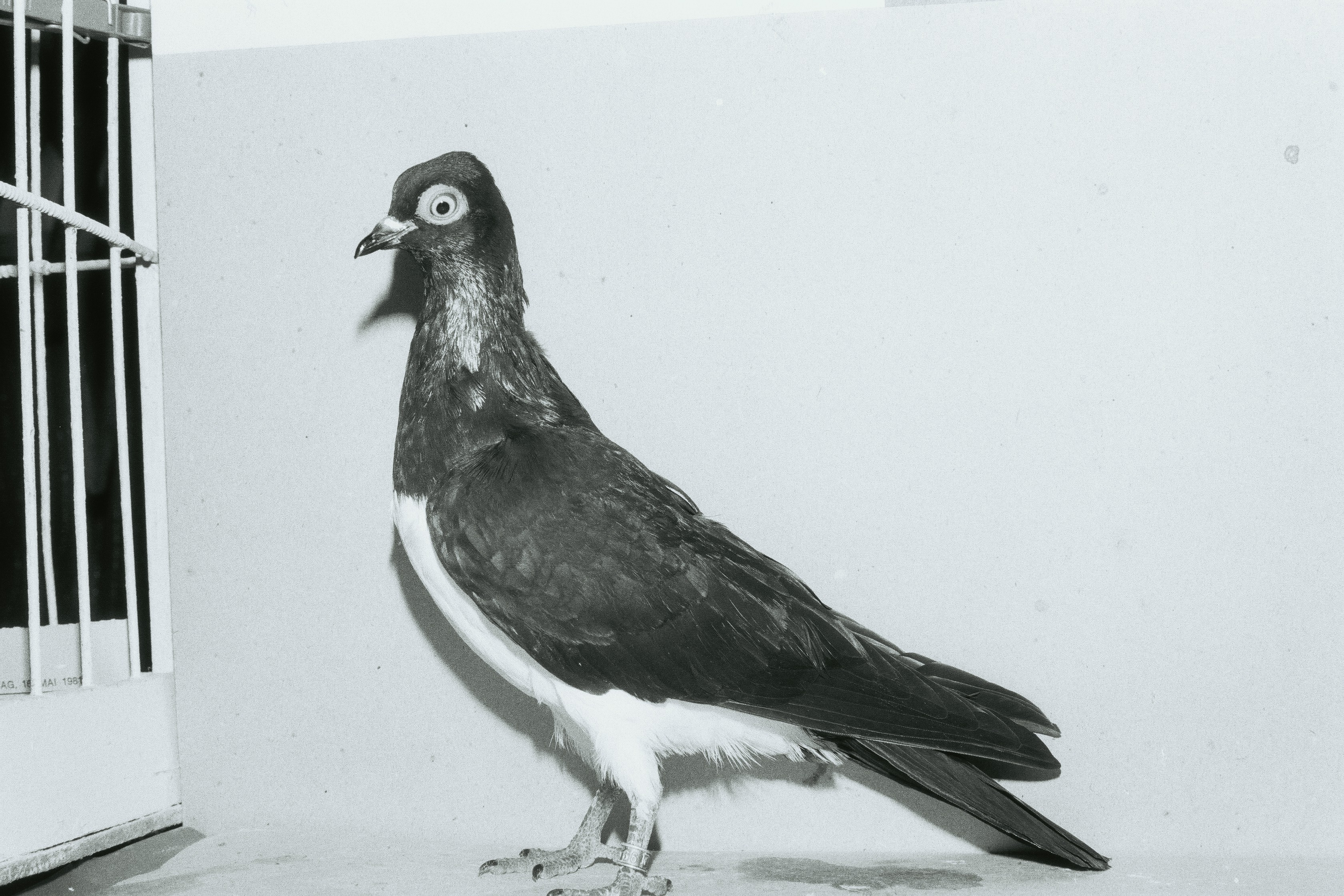
Wiener Kiebitz (schwarz) von Alfred Baldia (1982)
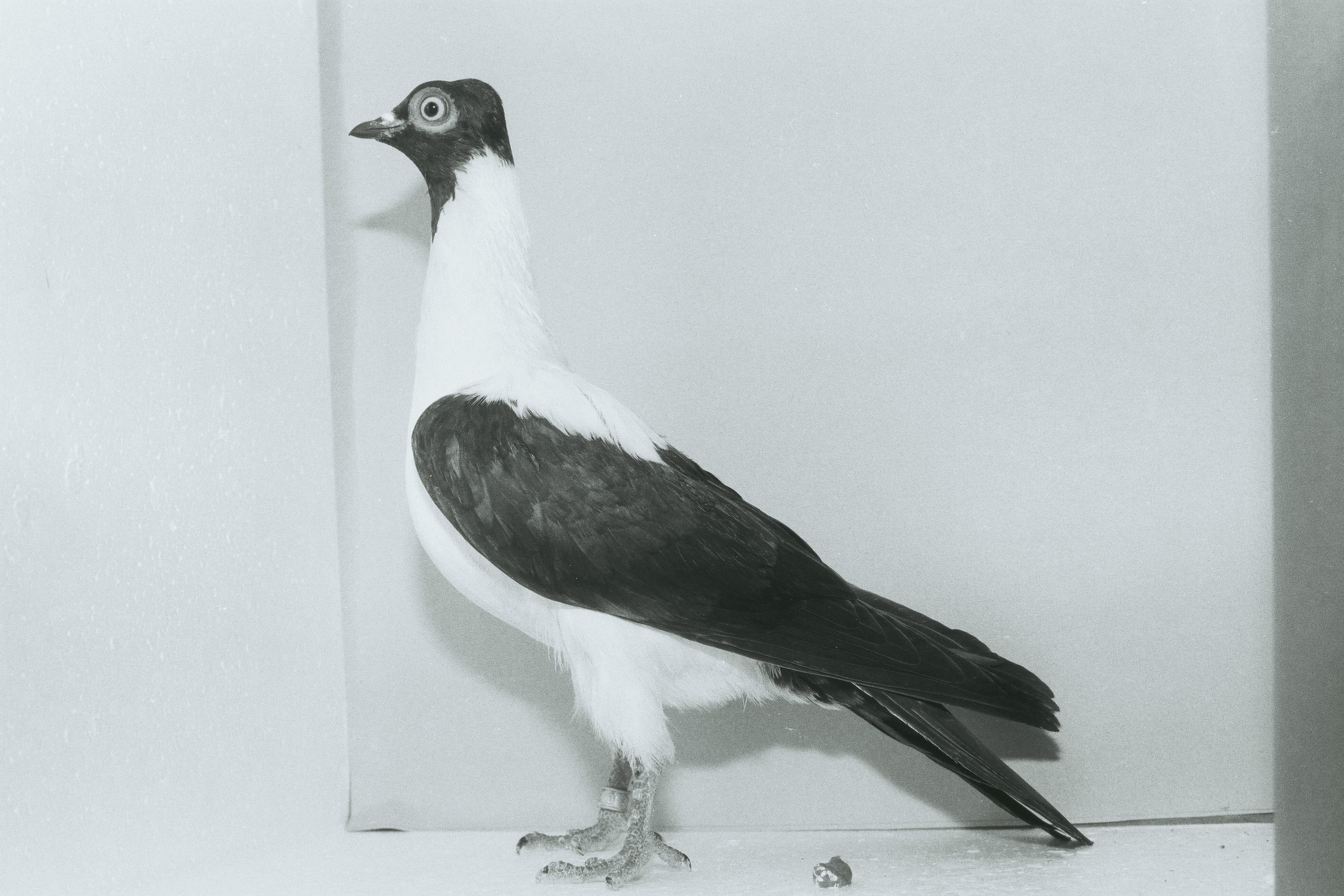
Wiener Tümmler gedachelt (schwarz) von Alfred Baldia (1982)
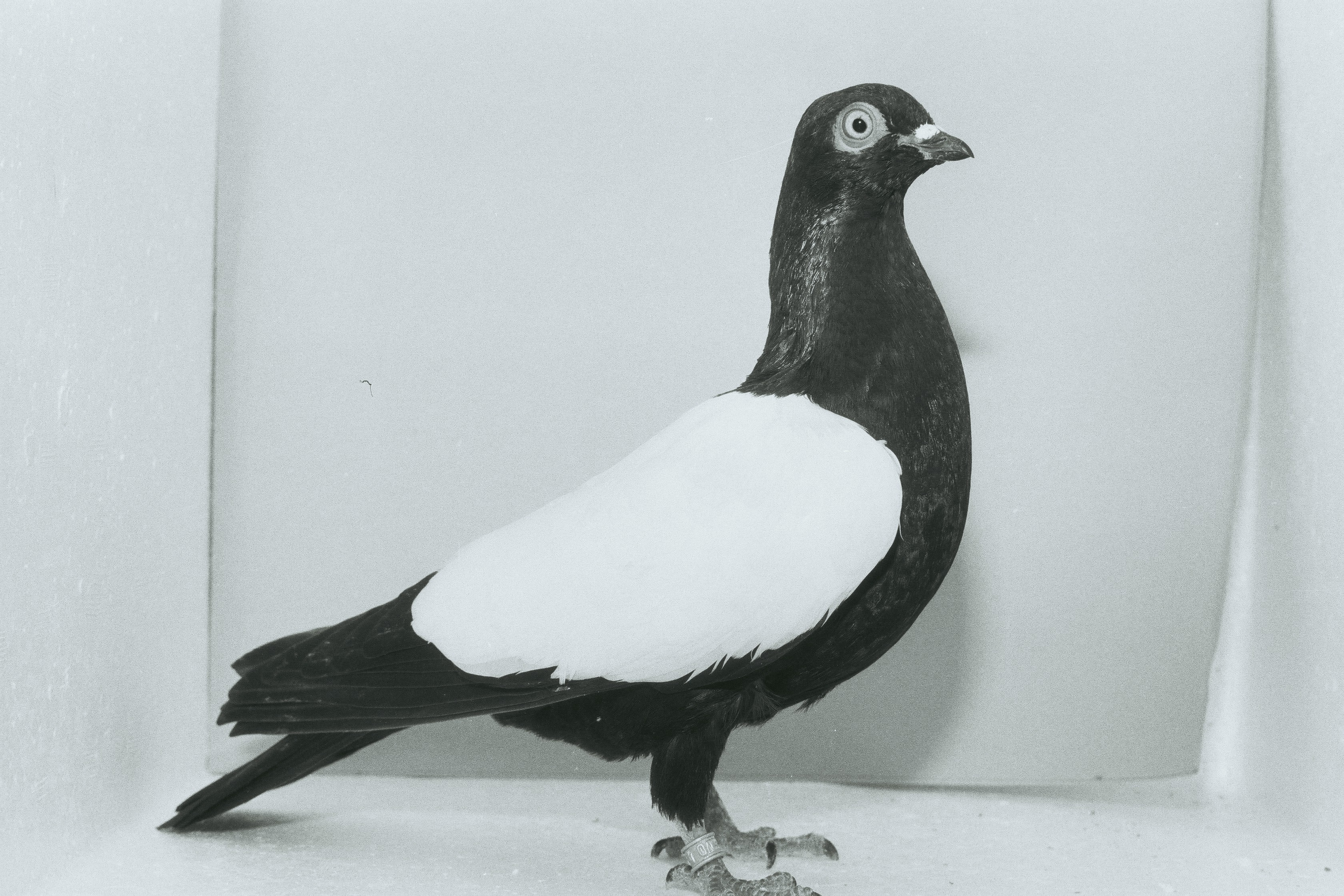
Wiener Weißschild (schwarz) von Alfred Baldia (1982)
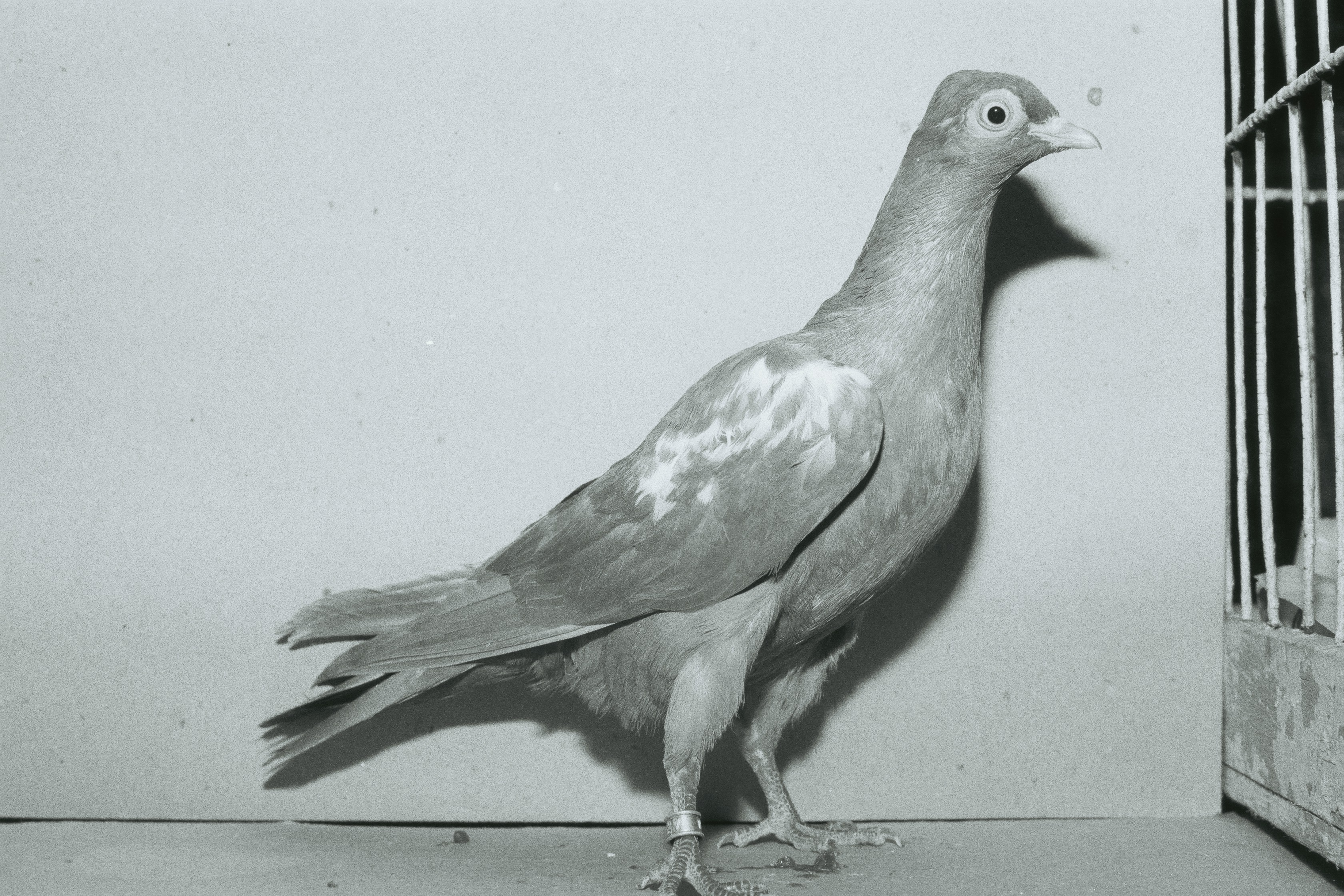
Wiener Röserlscheck (gelb) von Alfred Baldia (1982)
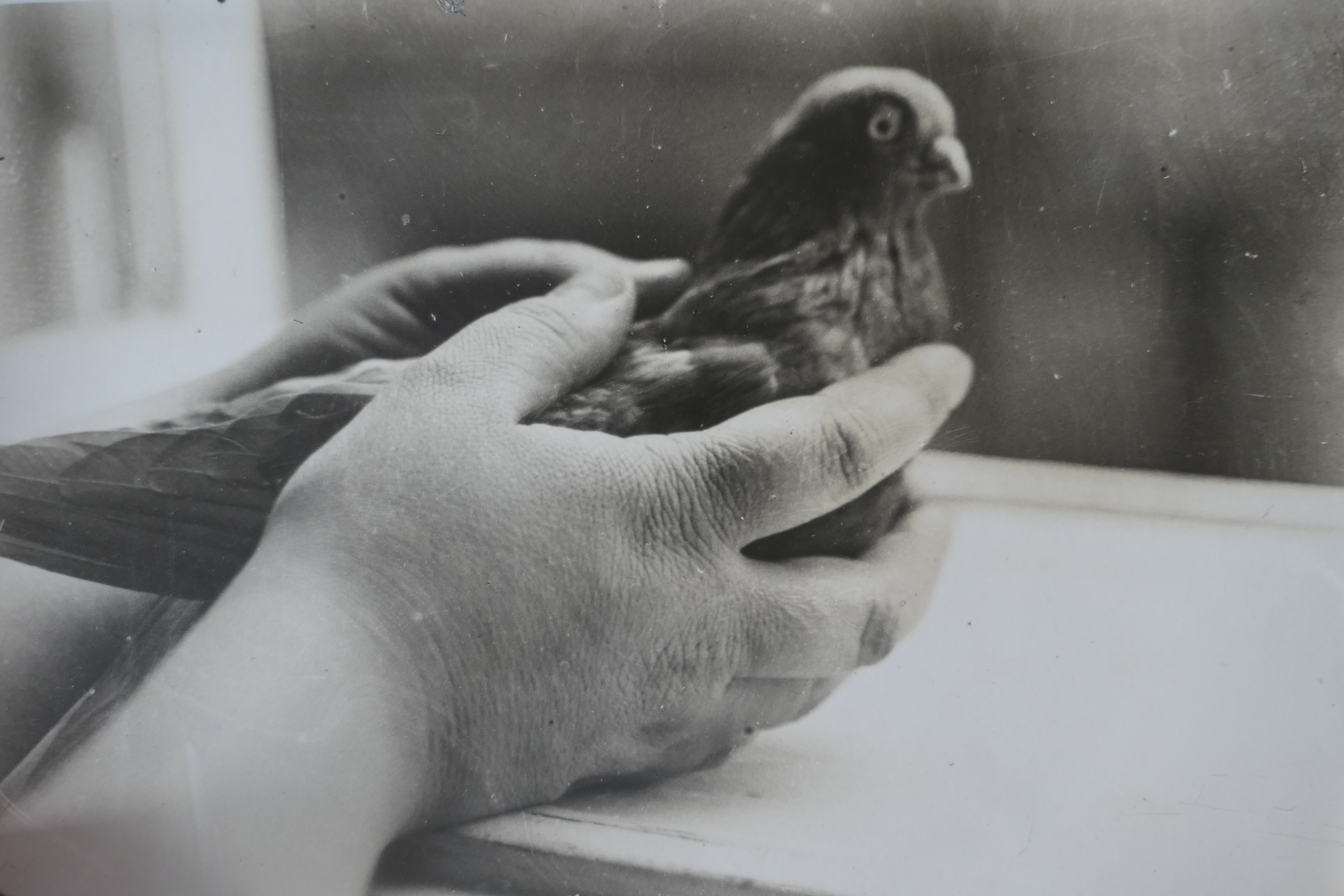
Wiener Kurze (gelbe Täubin) (1926)
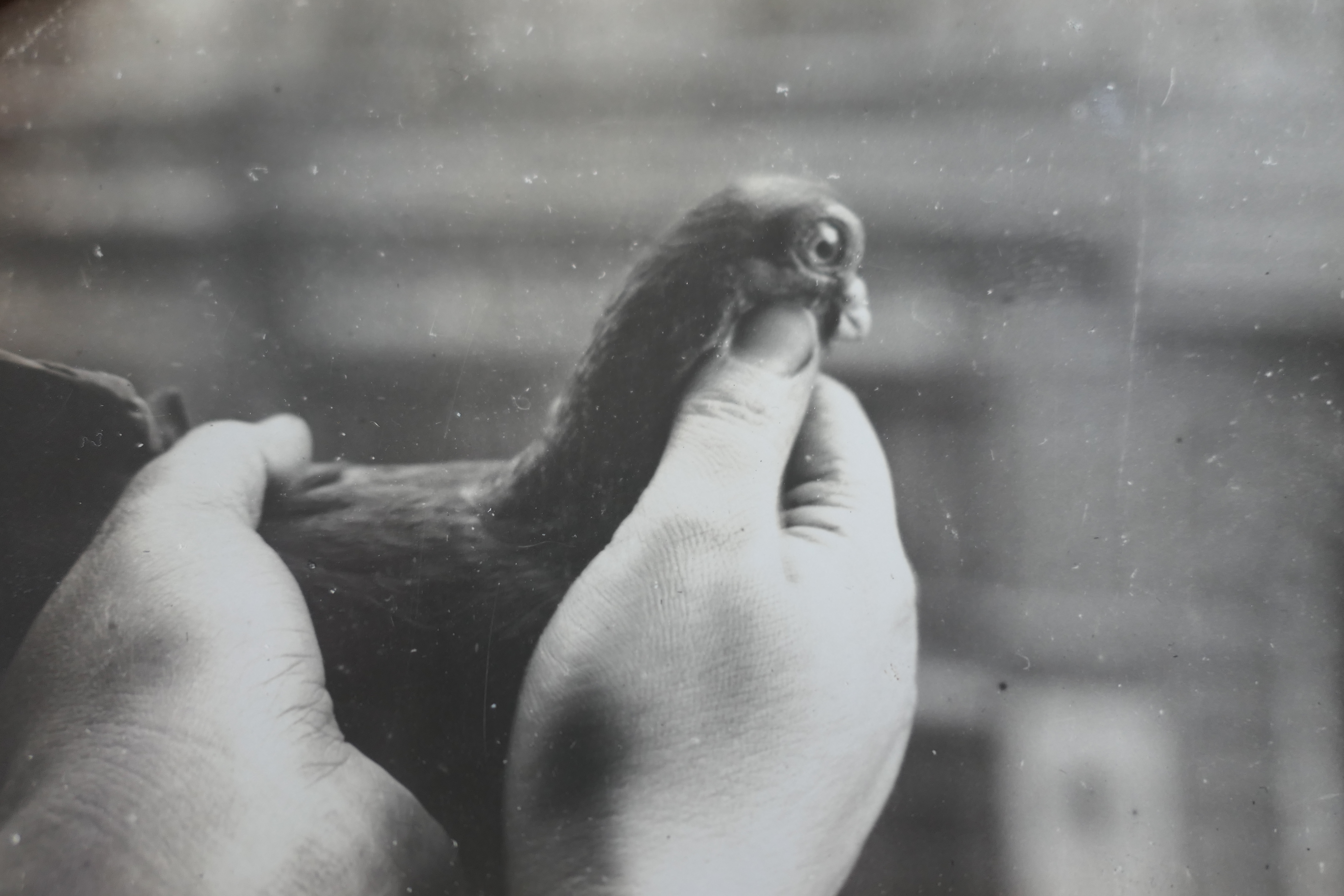
Wiener Kurze (roter Tauber) (1926)

## Optische Bewertung der Tauben (Standard)
Schon zu Beginn des 19. Jahrhunderts trafen sich die Wiener Burzel-Freunde mit ihren schönsten Tauben in Gastwirtschaften, um diese dort zu präsentieren und auch manche davon für den Kauf oder Tausch anzubieten. Paarweise und in sogenannten Steigen (= Ausstellungskäfigen) wurden sie begutachtet und beurteilt. Lange Zeit blieb es bei dieser fachmännischen und mündlichen Bewertung, bis sich vermögende Kollegen fanden, welche die schönsten Tauben mit Sachpreisen auszeichneten. Wie das Aussehen der jeweiligen Taube sein sollte, wurde später in einem Regelwerk festgelegt. Grundlage dafür war der Standard, der das optimale Aussehen der jeweiligen Taube genau beschrieb. Ursprünglich hatte man eine Art Schulnotensystem, das von „Vorzüglich“ bis „Befriedigend“ ging und eigentlich nur das Gesamtbild der Taube beurteilte. Um die einzelne Bewertung genauer zu definieren, wurde ein Punktesystem eingeführt. Es wurden Punkte für die jeweiligen typischen Merkmale der Taube, wie zum Beispiel Gestalt, Kopf, Auge, Farbe, Zeichnung usw. vergeben. Die Gesamtpunktezahl ergab die entsprechende Bewertungsnote, zum Beispiel „vorzüglich“ bei 99 bis 100 Punkte, „sehr gut“ bei 98 bis 92 Punkte usw. Die jeweilige Bewertung musste auch dokumentiert werden und an den Steigen (= Ausstellungskäfigen) sichtbar befestigt werden. Es war somit sofort erkennbar, wie sich die Gesamtpunktezahl errechnet, und welche Bewertungsnote daraus resultiert. Franz Panek setzte sich sehr für dieses neue Punktesystem ein. Er berichtet 1934, dass bei der Ausstellung in Wien Speising des Wiener Tümmler-Burzel-Klub am 6. und 7. Jänner desselben Jahres diese neue Punktewertung erstmals angewendet wurde, und dass es Zufriedenheit und Beifall bei allen Beteiligten fand. Bei den Hochflugtauben gab es auch eine sogenannte „Schwarm Bewertung“ durch die Besucher einer Ausstellung. Der I. Wiener Hochflugtaubenzüchter- und Jaukerklub XVI veranstaltete am 1. Februar 1937 in Ottakring, Brunnengasse 13, eine Hochflugtauben-Ausstellung, wo der jeweilige Taubenschwarm zusammen in einer Voliere ausgestellt war. Die Besucher konnten auf der Rückseite der Eintrittskarte die Nummer eines von ihnen bevorzugten Schwarms vermerken. Eigene separaten Preisrichter gab es bei diesen Veranstaltungen nicht.
Züchter, die mit ihren Tauben an Ausstellungen des Komitee der vereinigten Wiener Hochflugtaubenvereine Österreichs in Wien teilnehmen, werden nach deren gültigem Standard bewertet.

### Standard für Wiener Burzel-Tauben von 1903
1903 wurde in einem ersten, gemeinsamen Regelwerk der Standard für „Wiener Burzel-Tauben“ vom Wiener Tümmler Tauben Klub nach dem Referat von Rudolf Baradieser und August Ebster, sowie der Standard für „Wiener Hochflug-Tauben“, ausgearbeitet vom Klub der Taubenfreunde in Wien-Währing, veröffentlicht. Wegen seiner roten Deckblätter wird es in Fachkreisen als der „rote Standard“ bezeichnet und war das Regelwerk für die optische Bewertung der jeweiligen Taube bei den Ausstellungen. Ein separater Standard für die Wiener Hochflugtauben wurde erst 25 Jahre später, also im Jahre 1928 erstellt.
1971 ergänzte Alfred Baldia (1913–1997) mit seinem Sohn Alfred „Nicki“ Baldia jun. (* 1946) diesen Standard mit entsprechenden Aquarellbildern, um die Beschreibungen auch optisch darzustellen.

### Standard für Wiener Hochflugtauben von 1928
1928 wurde der vom 1. Klub der Wiener Hochflugtaubenfreunde in Währing 1903 ausgearbeitete „Standard der Wiener-Hochflug-Tauben“ vom Komitee der vereinigten Hochflugtaubenvereine unter Mitwirkung der Vereine Wien X, XII, XIV, XVI, XVIa, XVIII, IX, XIX und XX. neu bearbeitet und als separater „Standard der Wiener Hochflugtauben“ aufgelegt. Der Präsident des Hochflug-Komitees Leopold Hawelka (1869–1936) wies in einer Sitzung vom 20. Juni 1928 darauf hin, dass der neue Standard bezwecke, eine einheitliche Zuchtrichtung festzulegen und die Wiener Hochflugtaubenzucht davon abzuhalten, aus den Wiener Hochfliegern eine Volieretaube (= Ausstellungstaube) zu machen. Alle Merkmale, die mit der Leistung als Hochflieger zusammen hängen, wie zum Beispiel kräftige, dabei schlanke Gestalt, sollen zum Ausdruck kommen, aber andere Merkmale, die zur Flugleistung nötig sind, sollen nicht mehr als Fehler zählen.
In diesem Standard werden unter anderen auch noch die roten und schwarzen Wiener Röserlschecken als Hochflugtauben geführt, allerdings wurden sie später nur noch als Ziertauben (Ausstellungstauben) gehalten. Wegen der grünen Deckblätter dieses Standards wird er in Fachkreisen als der „grüne Standard“ bezeichnet.

### Standard 1996
1996 wurde der Standard vom 1. Klub der Wiener Hochflugtaubenfreunde in Währing, neu bearbeitet und vom Komitee der Wiener Hochflugtauben unter Mitwirkung der Herren Miroslav „Miro“ Snaydr, Johann „Hans“ Goosmann, Alfred Baldia, Johann Schlossnickel und Ing. Franz Greilinger veröffentlicht.

### Standard 1998
1998 erschien der vom Wiener Tümmler-Tauben-Klub erstellte Standard unter neuer Bearbeitung vom Verband der Wiener Tümmlertauben, dem Komitee der vereinigten Hochflugtaubenvereine in Wien.

## Ausstellungen (Auswahl)

### Tischgesellschaften
Gumpendorf, Alt-Ottakring und Gaudenzdorf gelten wohl als die Wiege der Wiener Hochflugtauben. Dies waren zumeist auch jene Orte, wo bereits zu Beginn des 19. Jahrhunderts in kleineren „Tischgesellschaften“, auch „Gesellschafts-Ausstellungen“ genannt, die Züchter ihre Tauben zum Verkaufen, Tauschen oder Herzeigen in Gastwirtschaften brachten. Man traf sich damals gerne beim „Bock-Jean“ in Meidling, in der „Schottenfelder Bierhalle“, beim „Schwender“ in Rudolfsheim, beim „Altinger“ am Stubentor, bei der „schönen Schäferin“ in Gumpendorf, beim „Traidl“, beim „Baß“, bei „Kobinger´s Gastwirtschaft“ vor der Gaudenzdorfer „Lina“ (= wienerisch für Linienwall), weiters beim „Illner“ in Meidling, wo auch die letzte dieser Tischgesellschaften stattfand. Bei diesen Gesellschafts-Ausstellungen prämierten wohlhabende Gönner die in ihren Augen schönsten Tauben mit Preisen für ihre Züchter, zum Beispiel mit einer Meerschaumpfeife oder einem Zigarettenspitz aus Bernstein. Es war dies der Beginn des Preisrichtens, also einer optischen Bewertung der Tauben und einer Prämierung. Gerne nahmen die Taubenliebhaber mit ihren Tieren an Ausstellungen der ornithologischen Gesellschaft, und an den großen allgemeine Geflügel- und Kleintierausstellungen teil, wo auch Preisgewinne möglich waren. Schon bald wurden aber auch eigene Taubenausstellungen abgehalten und Spezialausstellungen für Wiener Tümmler Tauben folgten.

### Frühe Ausstellungen und Förderer der Wiener Tauben
Am 6. Januar 1856 fand in Manaschecks Gastwirtschaft „Zur Traube“ (vulgo Träuperl), Große Pfarrgasse in Wien Leopoldstadt, die erste Wiener Taubenschau statt. Ausstellungen wurden oft von wohlhabenden Gönnern unterstützt. Die Ausstellung Schau für Tümmler und Haustauben in Neulerchenfeld im Gasthaus „Zum Bären“ im Jahre 1867 wurde zum Beispiel vom Prokurist des Bankhauses Georg Simon von Sina Edmund Göschl († 1867) gefördert. Ein weiteres Beispiel ist Der Erste österreichische Verein der Tauben-Züchter. Er veranstaltete am 4. Februar 1895 in „Wagner´s Saallokalitäten“, Hauptstraße 128 in Ottakring, die Große Tauben Ausstellung. Den Ehrenschutz für den Verein und diese Ausstellung hatte damals Fürstin Wilhelmine von Montléart-Sachsen-Curland (1820–1895).
Auch aus Kunst und Kultur werden uns Liebhaber und Förderer der Tauben genannt, wie zum Beispiel die Kammersängerin Maria Jeritza (1887–1982) oder der Komponist Ferry Wilhelm Gebauer (1901–1981), der selbst ein ausgezeichneter Taubenzüchter war und zu seinem 25-jährigen Taubenzüchter-Jubiläum den „Taubenpost-Marsch“ komponierte. Weiters der Tenor Joseph Erl (1811–1874), der ein passionierter Burzel Taubenzüchter war und gerne an Sonn- und Feiertagen seine Tauben zu den „Tischgesellschaften“ nach Untermeidling zum „Blauen Bock“ mitnahm. Wochentags hielt er sich gerne im Komödienbierhaus an der Ecke Maysedergasse, einem damals beliebten Treffpunkt für Taubenfreunde, auf, wie Franz Panek in der Fachzeitung „Der österreichische Taubenzüchter“ berichtete.

### Ausstellungen vor, während und nach dem Ersten Weltkrieg
Am 4. Dezember 1911 veranstaltete der I. Wiener Tümmler-Spezial-Burzel-Tauben-Klub (gegr. 1897) (W.T.T.K) in „A. Humburstys Restauration“, Arndtstraße 35, Wien 12. Bezirk, eine Jung- und Verkaufstaubenschau mit Bewertung und Preisverteilung.
1913 fand in Wien in den Sälen der Gartenbaugesellschaft die zweite Reichs-Geflügel und Kaninchenausstellung statt. Aus fast allen österreichischen Kronländern wurden 5000 Tiere gezeigt, davon 700 Tauben. Der Wiener Tümmler Verein nahm erstmals an dieser Ausstellung mit 178 Paar Wiener Tümmler Tauben teil.
Am 12. Februar 1914 berichtet das „Neue Wiener Tagblatt“ von der Tümmler (Burzel) Spezial Ausstellung in diesem Gasthaus, welche vom 1. bis 3. Februar stattfand. Die Leitung hatte der Ehrenpräsident des Wiener-Tümmler-Tauben-Klub Max Kröcksamer. Für die schönsten Tauben gab es Preise für ihre Besitzer. Die Preisträger waren: Rudolf Baradieser, Stadtbaumeister Franz Stagl, Bildhauer Alois Bohmann († 1935), Johann „Hans“ Friesinger (1878–1955), die Herren Grasl, Szadek, Beaume, Wanke, Letsch, Bär und Max Kröcksamer.
Die Not des Ersten Weltkrieges brachte eine schwere Krise über die Züchter und ihre Tauben. Vor allem der extreme Futtermangel machte den Taubenliebhabern sehr zu schaffen. Während des Ersten Weltkrieges gab es daher nur wenige Ausstellungen. Doch trotz dieser tristen Zeit veranstaltete der Wiener-Tümmler-Tauben-Klub am 2. und 3. Februar 1918 wiederum in Humburstys Gasthaus eine Taubenschau.
Ab der Mitte der 20er und in den 30er Jahren wurden dennoch wieder neue Vereine gegründet, und der Fortbestand der Wiener Tümmler Tauben war gesichert.
Am 4. Oktober 1925 wurde in „Karl Merk's Restauration“, Speisingerstraße Nr. 41 in Wien Hietzing, eine Jungtauben-Ausstellung abgehalten. Franz Panek und Johann „Hans“ Friesinger waren damals die Preisrichter für Wiener Tümmler (Burzeln).

### 30-jährige Jubiläumsausstellung des I. Wiener Tümmler-Spezial-Burzel-Tauben-Klub (gegr. 1897) (1927)
Am 5. und 6. Februar 1927 veranstaltete der I. Wiener Tümmler-Spezial-Burzel-Tauben-Klub (gegr. 1897) zu seinem 30-jährigen Bestand die Große Jubiläums-Tümmlertauben-Schau mit internationaler Beteiligung im 12. Bezirk in der Arndtstr. 35. Aussteller aus Deutschland, Prag, Preßburg, Budapest und Temeswar nahmen daran teil.

### Erste große Hochflugtauben Ausstellung (1930)
Am 15. und 16. November 1930 wurde in „Weigl´s Restauration“ (Dreherpark), Schönbrunnerstraße 307 in Wien-Meidling, die Erste große Hochflugtauben Ausstellung, abgehalten. Sie wurde veranstaltet vom Komitee der vereinigten Hochflugtaubenvereine Österreichs in Wien unter der Leitung des Verbandsobmannes Karl Brosig (1874–1947). Beteiligt waren die Hochflugtauben Vereine Wien X, XIV, XVI, XVII, XVIII, XX, sowie die zusammengehörigen Vereine IX und XIX. Ausstellungsleiter war damals Heinrich Beck und sein Stellvertreter Josef Ernst. Als Preisrichter agierten Alois Auer, Franz Fuhrmann, Leopold Hawelka, Albin Baumgartner, Leander Kafel, Hans Matzka, Johann Nestler, Heinrich Selinger, Josef „Pepi“ Schöll (1866–1935) und Karl Pschik.

### Die „I. Internationale Taubenausstellung“ in Wien (1930)
Vom 6. bis 8. Dezember 1930 veranstalteten die Vereinigten Taubenvereine Österreichs die „I. Internationale Taubenausstellung“ in Wien. Veranstaltungsort war Weigl´s Dreherpark in Meidling, Schönbrunnerstraße 307. Neben den österreichischen Vereinen fanden sich Gäste und Aussteller aus Ungarn, Deutschland, Tschechoslowakei, Rumänien, Jugoslawien usw. Rund 4000 Tauben wurden zur Schau gestellt, davon ca. 700 Wiener Tümmler Tauben. Die Begrüßungsrede hielt der Obmann des I. Wiener Tümmler-Spezial-Burzel-Tauben-Klub (gegr. 1897) Karl Staller, der neben Johann Metka und Benedikt Weigl zum Ausstellungspräsidium gehörte. Ausstellungsleiter war damals Alois Konasch. Auf Vorschlag der ungarischen Züchter wurde bei dieser Gelegenheit auch ein Kongress über die Wiener Tümmler (Burzel) Tauben abgehalten.
Die Preisträger bei den Wiener-Tümmler-Züchtern waren: Goldmedaille für Josef Bichler, Wien 16., Franz Schmidt, Wien 16., beide vom Verein „XVII Hernals“. Karl Schnörch, Wien 12., Adolf Koll, Wien 15., beide vom Verein „XII Meidling“. Silbermedaille für Rupert Schwarz, Wien 16., Franz Drimmel, Wien 17., beide vom Verein „XVII Hernals“, sowie Rudolf Nachtigall, Wien 12., und Hans Loida, Wien 5., beide vom Verein „XII Meidling“. Die Bronzemedaillen gingen an: Franz Schmid, Wien 17., und Otto Wieser, Wien 17., beide vom Verein „XVII Hernals“, sowie August Schönauer, Wien 12., und Karl Stejskal, Wien 12., beide vom Verein „XII Meidling“.

### 35-jährige Jubiläumsausstellung des I. Wiener Tümmler-Spezial-Burzel-Tauben-Klub (gegr. 1897) (1933)
Am 25. und 26. Februar 1933 fand zum 35. Vereinsbestand des I. Wiener Tümmler-Spezial-Burzel-Tauben-Klub (gegr. 1897) eine internationale Jubiläumsausstellung statt. Höchster Preis war damals die zu Ehren des Gründungsmitgliedes Rudolf Baradieser gestiftete Auszeichnung „Baradieser-Plakette“.

### Städtevergleichsschau Berlin – Budapest – Wien (1937)
Am 30. Januar 1937 konnte trotz der schlechten Wirtschaftslage in Wien die große Internationale Städtevergleichsschau Berlin – Budapest – Wien zum 40-jährigen Jubiläum des I. Wiener Tümmler-Spezial-Burzel-Tauben-Klub (gegr. 1897) abgehalten werden. Die Veranstaltung fand im Gasthaus Stohmayer in Meidling, Aichhorngasse 11, statt. Das Gründungsfest wurde vom Obmann und Ausstellungsleiter Alois Konasch eröffnet. Einleitende Worte sprachen der Bezirksvorsteher von Meidling Herr Kovatsch, der Bezirkshauptmann Herr Zamboni, Bankier Hans Neyman und Fabrikant A. Schimon aus Berlin, der Präsident des ungarischen Wiener Tümmler Vereins 1. Szulzberger Tischgesellschaft Emmerich Hieß, sowie dessen Kollege, der Oberinspektor Heinrich Braunz. Aussteller und Delegationen aus Deutschland, Ungarn, Frankreich, Polen, Niederlande, Tschechoslowakei, Jugoslawien und Österreich nahmen damals teil. Rund 426 Paare Wiener Tümmler in den verschiedensten Farbschlägen wurden gezeigt und bewertet. Als Preisrichter fungierten die Wiener Eduard „Ederl“ Strohmayer (1865–1941), Josef Wohlmann (1868–1938), Anton Krenn, Johann „Hans“ Friesinger (1878–1955), Michael „Michl“ Melchart (1898–1983) und Alois Konasch, aus Berlin Hans Neyman, A. Schimon und Erich Krüger, sowie Oberinspektor Heinrich Braunz, Karl Jerszabek und Viktor Goletz aus Budapest. Folgende Tauben wurden ausgezeichnet: Championsiegertitel für Einfärbige Kurze gelbe Täubin und Einfärbigen Kurzen roter Tauber von Ing. Franz Stagl (Wien), Einfärbigen Kurzen schwarzer Tauber von Karl Jerszabek (Budapest), Geganselte Kurze gelbe Täubin und Geganselte Kurze schwarze Täubin von Johann Smutny (Wien). Siegertitel für violette Dunkelgestorchte von Anton Enzelsberger (1910–1973) (Wien) und von Alois Cumpfe (Wien), Weißgestorchte glattfüßig von Anton Enzelsberger (Wien) und Franz Schaller (Berlin), Weißgestorchte belatschte von Karl Schlosser (Wien), Gelbgestorche von Josef Sowa (Wien), Rotgestorchte von Dr. Josef Wagner (Wien), schwarze Wiener Kiebitze Karl Schlosser (Wien), gelbe und rote Röserlschecken von Adolf Pfeifer (Wien), Stockblauer von Fritz Tübbecke (Berlin).

### Jubiläumsausstellung vom Klub der Burzelzüchter (1938)
Am 15. und 16. Januar 1938 veranstaltete der Klub der Burzel-Züchter Wien´s zu seinem zehnjährigen Vereinsjubiläum eine Ausstellung, bei dessen Bewertung der Tauben das neue Punktesystem angewendet wurde. An dieser Ausstellung beteiligte sich auch die Taubengesellschaft Szulzberger aus Budapest. Die Preisrichter waren Johann Baumgartner vom Verein XVIa D`Jauker (Ottakring), Alexander Beaume vom Verein Klub der Burzel Züchter Wien´s (Meidling) und Dr. Robert Hauch vom I. Wiener Tümmler-Spezial-Burzel-Tauben-Klub (gegr.1897) (Meidling).

### Erste internationale Tümmler Ausstellung in Wien nach dem Zweiten Weltkrieg (1964)
1964 fand die „Internationale Tümmler-Taubenschau“ in Wien statt. Ausstellungsleiter war damals Anton „Toni“ Enzelsberger (1910–1973). Nach fast 27 Jahren Unterbrechung veranstaltete der I. Wiener Tümmler-Spezial-Burzel-Tauben-Klub (gegr. 1897) mit seinem Obmann Alois Konasch wieder eine Wiener und Budapester Tümmler Ausstellung in Wien. Neben österreichischen Teilnehmern waren auch Aussteller aus Ungarn, Jugoslawien und der Bundesrepublik Deutschland mit Abordnungen aus Berlin, Hamburg und Braunschweig anwesend. Gezeigt wurden etwa 300 Wiener Ziertümmler, sowie 20 Schwärme an Wiener- und Budapester Hochflieger. Ausgestellt waren unter anderen 50 violette Wiener Dunkelgestorchte, grüne Dunkelgestorchte, Weißgestorchte (Hellstörche), 28 Farbgestorchte (Farbstörche) in Schwarz, Rot und Gelb, vier Schwarzgedachelte, zehn Stockblaue, Wiener Kiebitz Schwarz und Blau, Spiegelschecken (= Wiener Weißschild) Rot, Gelb und Schwarz, 120 Wiener Kurze und Budapester Einfarbige, Budapester Blaue (Ofener), 34 Wiener Gansel in Rot, Schwarz, Gelb, Silber und Blau.
Preisrichter waren Ernst Müller und Hans Schilling aus Berlin, sowie Michael „Michl“ Melchart aus Wien. Unter den Ehrengästen befanden sich der Präsident des Budapester Taubenverbandes Dr. Szecsényi, Ludwig Lamster und Direktor Hans Neymann aus Berlin.
Die höchste Auszeichnung bei den Tauben wurde mit dem Titel „Champion“ vergeben. Zu den erfolgreichsten Tauben zählten die Tümmler der Herren Walter Fricke, Berlin („Champinon“ violette Wiener Dunkelgestorchte), Bielang („Champion“ Stockblau); Alfred Günther, Hamburg Weißgestorchte („Champion“ Hellstorch glattfüßig); Csiki, Budapest („Champion“ Wiener Kurze Weiß); Kazmirowicz („Champion“ Wiener Kurze Gelb und Schwarz); Franz Kittenberger, Wien („Champion“ Wiener Gansel Silber); Taraba, Budapest („Champion“ Spiegelscheck (Wiener Weißschild) Gelb); Alfred Joachim, Berlin (Farbgestorche Schwarz), Ernst Krüger, Berlin; Anton „Toni“ Enzelsberger, Wien (violette Wiener Dunkelgestorchte), Josef „Pepi“ Volek, Wien (Farbgestorchte Schwarz und Spiegelscheck (= Wiener Weißschild) Schwarz); Professor Ileano Alexander Giurescu, Wien, Johann Smutny, Wien (Wiener Gansel), E. Pelzmann Wien (Wiener Gansel); Kriebel (Wiener Kiebitz Blau); Berger (Wiener Kiebitz Blau); Reister (Wiener Kiebitz Schwarz).

### Vindobona Schau (1984)
1984 fand im Rahmen der „Vindobona-Schau“ des 1. Österreichischen Geflügelzuchtverein in Wien-Liesing eine Sonder-Ausstellung für Wiener Hochflugtauben und Ziertümmler-Tauben statt. Sie wurde organisiert von den damaligen Vorstandsmitgliedern des Hochflug-Komitees Alfred Baldia (1913–1997), Johann Goosmann (1908–1996) und Miroslav „Miro“ Snajdr (1908–2003). Miro Snajder war seit 1927 Mitglied des „Tümmler Verein“, 1952 und 1953 „Hochflug-Meister“, seit 1962 Präsident der Preisrichter und wurde 1994 Präsident des Hochflug-Komitees. Er war bekannt für seine Gekranzelten Wiener Hochflieger.

### Wiener Tümmler Ausstellung in Ottakring (1989)
1989 folgte die Schau der Wiener Hochflugtauben und Ziertauben in Ottakring, wo unter anderen folgende Aussteller teilnahmen: Johann Kolm (1928–1989), Ing. Franz Greilinger (1925–2005), ein Spezialist für Wiener Kiebitz Tümmler, Johann „Hans“ Goosmann, Miroslav „Miro“ Snajdr, Alfred Baldia, ein Spezialist für Röserlschecken (Wienerisch „Reserlscheckn“). Alle heute noch vorhandenen Wiener Röserlschecken dürften von seinem Schlag stammen. Weiters Johann Schlossnikel (1912–2008), der mit seinen Rotgestrichten Wiener Hochfliegern über die Landesgrenzen hinaus bekannt wurde. Schon sein Schwiegervater Josef Bichler (1890–1976), der Obmann des Vereins der I. Wiener Hochflugtaubenfreunde Wien-Hernals, bekam Preise für seine Rotgestrichten bei der Vereinsschau am 16. Jänner 1927. Das Grab von Johann Schlossnikel befindet sich wie jenes von Alfred Baldia, Miro Snajdr und Hans Goosmann auf dem Ottakringer Friedhof.

### 100-jähriges Vereinsjubiläum in Traiskirchen (1997)
1997 veranstaltete das Hochflug-Komitee zum 100-jährigen Vereinsjubiläum eine große Tümmlerschau mit internationaler Beteiligung in Traiskirchen. Die Jubiläumsschau umfasste 7 Volieren Alt Wiener Tümmler und Hochflugtauben sowie 415 Einzeltiere. Insgesamt beteiligten sich 45 Aussteller an dieser Schau. Neben Österreichern kamen Gäste aus der Slowakei und aus Deutschland wie zum Beispiel der bekannte Berliner Züchter, Preisrichter und Verfasser vieler Artikel Joachim Tews. Vereinspräsident war damals Miroslav „Miro“ Snajdr, Obmann Alfred Baldia und Ausstellungsleiter Hans Stipsky.

### 110-jähriges Vereinsjubiläum in Wien-Liesing (2007)
2007 feierte der Wiener Tümmler Tauben Klub mit einer internationalen Ausstellung in Wien Liesing unter dem Vereinspräsidenten Hans Stipsky (1943–2019) seinen 110-jährigen Bestand.

## Vereine, Gründer und Funktionäre (Auswahl)
1874 wurde der I. Österreichisch-Ungarische Geflügelzucht-Verein in Wien gegründet, bei dem die Tauben eine eigene Sektion waren. Gründungsmitglied und Präsident bis zu seinem Tode war Freiherr Ludwig von Villa-Secca Navarro d´Andrade (1822–1894), Gutsbesitzer von Großau (Stadtgemeinde Raabs an der Thaya, Niederösterreich) und Leiter der dortigen Ackerbauschule. Ludwig von Villa-Secca war selbst auch Züchter von Tümmler Tauben, die er unter anderem auch bei der „Herbstausstellung und Junggeflügelschau“ im Wiener Prater 1892 ausstellte. Er wohnte in Ottakring auf der Hauptstraße Nr. 141, starb am 1. Februar 1894 und wurde auf dem Ottakringer Friedhof beerdigt. Weitere Mitbegründer waren Peter Freiherr von Pirquet (1838–1906), Gutsbesitzer in Hirschstetten, und der niederösterreichische Landes-Ober-Rechnungsrat Johann Baptist von Bruszkay, Hauptstraße 99 in Wien 3. Bezirk, Beamter in Graz und Wien, der mit zehn Jahren von seiner Mutter einen weiß Geschwingten Wiener Tümmler Tauber und eine Kropftaube geschenkt bekam, wie er in dem Artikel „50 Jahre Taubenzüchter“ in der Fachzeitschrift „Mittheilungen des ornithologischen Vereines in Wien, Die Schwalbe“ vom Februar 1890, beschrieb.
Im Februar 1878 wurden vom Geflügelzucht-Verein sechs Paar Wiener Tümmler Tauben ausgesucht, um diese zur Weltausstellung Paris 1878 zu senden.
Die Tümmler-Tauben-Liebhaber dieser Organisation schlossen sich 1879 zum Verein Die Gesellschaft der Taubenfreunde in Wien zusammen. Nach Franz Paneks Angabe fand der Zusammenschluss erst 1881 statt. Vereinssitz war damals „Kobinger´s Gastwirtschaft“ in Gaudenzdorf, Schönbrunner Hauptstraße Nr. 57. Am 6. Jänner 1882 fand im Vereinslokal Kobinger die erste Ausstellung für „Wiener Tümmler Tauben“ statt.

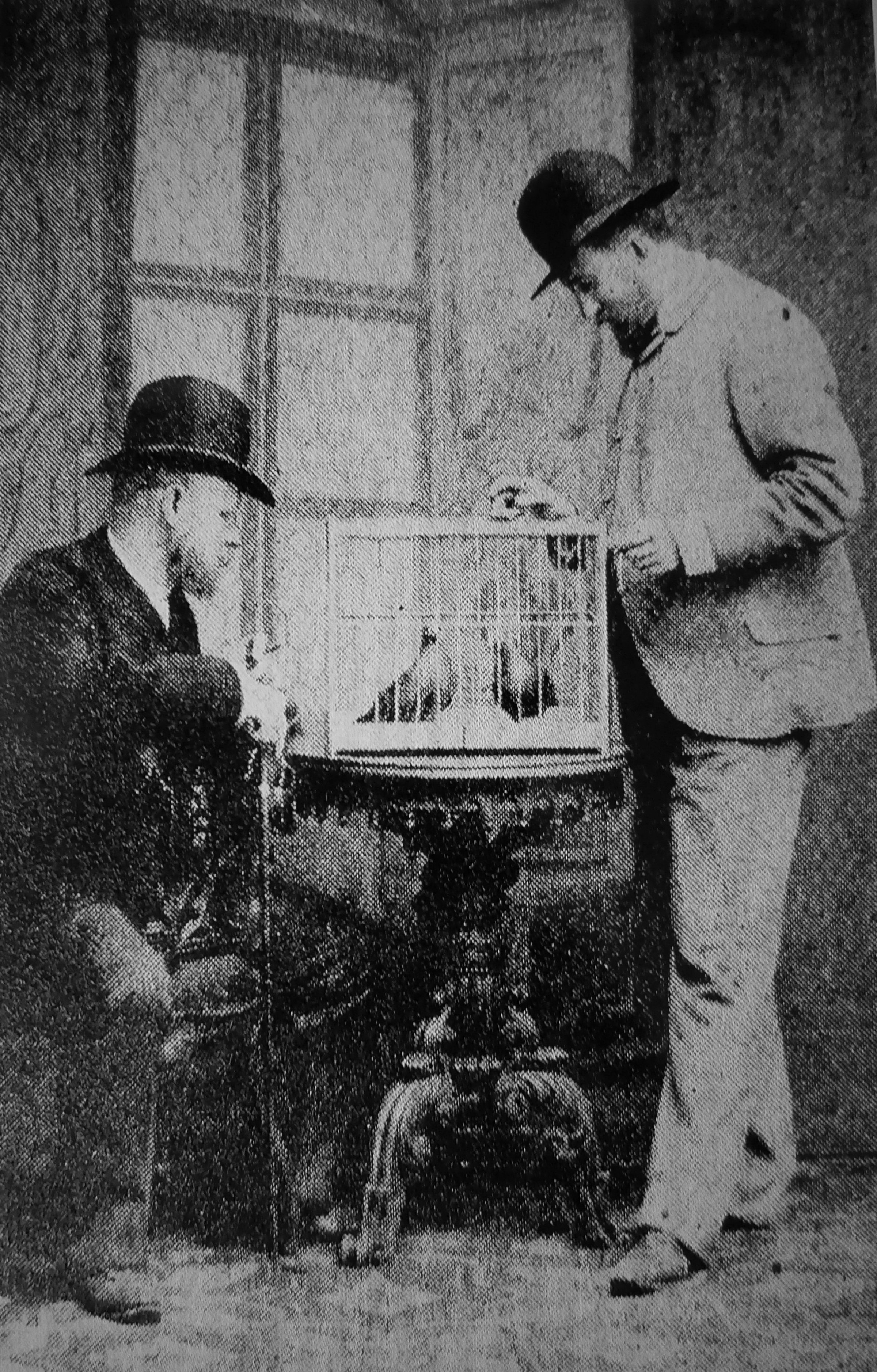
Otto Reuther und Heinrich Zaoralek, zwei Wiener Tümmler Tauben Züchter (Foto ca. 1880). Aus dem Buch Die Wiener Tümmler von Franz Panek (1926)

### Heinrich Zaoralek
Der Spezialist für Wiener Tümmler Tauben Heinrich Zaoralek (1851–1906) aus Wien-Alsergrund wurde der Präsident vom Verein Die Gesellschaft der Taubenfreunde in Wien. Heinrich Zaoralek bemühte sich stets, die „Wiener Tauben“ über die Landesgrenzen hinaus bekannt zu machen. Der Ausstellungskatalog von 1884 des „Cypria Verein der Geflügelzüchter in Berlin“, gegründet 1864, listete ihn als Aussteller von Dunkelgestorchten und Geganselten Wiener Kurzen. Einige seiner Tümmler Tauben dienten als Gemäldevorlagen für das 1886 erschienene „Illustriertes Mustertauben-Buch“ von Gustav Prütz, wo Heinrich Zaoralek auch über die Dunkelgestorchten schrieb.
Am 7. Juni 1894 gegen 6 Uhr 30 zog ein verheerendes Unwetter über Wien auf, gerade zu jener Zeit, als sich die meisten Hochflugtaubenschwärme im Fluge befanden. Hagelstücke so groß wie Taubeneier trafen nicht nur die Hochflieger in der Luft, sondern auch jene, die auf den Dächern saßen und vom starken Sturm dann mitgerissen wurden. Der Hagel durchschlug auch die Sichtfenster auf den Taubenböden und fügte auch diesen Tieren großen Schaden zu. Nach dem Unwetter lagen die toten Tauben in den Höfen, Straßen und Weingärten von Wien. Heinrich Zaoralek schätzte damals, dass mindestens 1000 Wiener Hochflieger zu Tode kamen. Da es sich bei den Taubenhaltern mit wenigen Ausnahmen um sogenannte „kleine Leute“ handelte, wie Heinrich Zaoralek in der Fachzeitung „Mittheilungen des ornithologischen Vereines“ schrieb, sah er sich veranlasst, eine Spendenaktion ins Leben zu rufen. Mit seinem Spendenaufruf unter dem Titel „BITTE“ konnten 230 Kronen gesammelt werden.
Als Heinrich Zaoralek 1894 bei der Generalversammlung zum Ehrenmitglied Erster österreichischer Verein der Taubenzüchter Wiens ernannt wurde, sagte er, er sei ein Taubenfreund und bleibe Taubenfreund, sein Leben gehöre der Taubensache, bei ihm fange der Mensch mit dem Taubenliebhaber an und höre mit demselben auf. Er war Mitorganisator des am 16. September 1894 vom Währinger Tümmler-Klub veranstalteten „Massenflug von Wiener Tümmlern“. 564 Wiener Hochflugtauben wurden auf der Anhöhe vor dem Grinzinger Friedhof hoch gelassen. Das „Neuigkeits-Welt-Blatt“ berichtete damals, dass hunderte Menschen beobachteten, wie die meist „lichtfärbigen“ Tauben, als seien sie große Schneeflocken, den Himmel übersäten.
Heinrich Zaoralek wurde am 24. Oktober 1851 in Wien geboren, wohnte zuletzt mit seiner Frau Karoline in der Nußdorfer Straße 80 im 9. Wiener Gemeindebezirk. Er war Buchhalter und später Prokurist der Weinkellerei Johann Kattus in Wien „Am Hof“. Heinrich Zaoralek war Direktionsmitglied des 1. österreichisch-ungarischen Geflügelzuchvereinses, Ehrenmitglied vom 1. Wiener Vororte Geflügelverein und des ungarischen Taubenzüchter Klub Columbia in Budapest. 1901/2 schrieb Heinrich Zaoralek für die deutsche Fachzeitschrift „Geflügel-Börse“ seine epochemachenden Artikel über die Wiener Tümmler. Die Artikel wurden mit Zeichnungen eines Dunkelgestorchten, eines Wiener Gansels und eines Budapesters illustriert. Schon seit den 1870er Jahren waren Wiener Tümmler in Deutschland bekannt, doch durch Zaoraleks Artikel erfuhren sie eine grenzüberschreitende Beliebtheit. Richard Seliger schreibt in seinem Buch „Die Tümmler“: „Selten oder nie hat eine Rasse so begeisterte Aufnahme gefunden wie dieser 'Hochflieger' nach Erscheinen dieser Abhandlung“. Im Buch Die Taubenrassen von Lavalle und Lietze (1905) beschrieb Heinrich Zaoralek die Wiener Tümmler Tauben mit einigen Zeichnungen und Fotos der Tauben.
Heinrich Zaoralek starb am 5. Oktober 1906 und wurde am 7. Oktober auf dem Döblinger Friedhof beerdigt.

### Klub der Taubenfreunde in Wien-Währing
In den 1880er Jahren formierte sich der Klub der Taubenfreunde in Wien-Währing und im September 1893 wurden die Vereinsstatuten von der Statthalterei genehmigt. Einer der Gründungsmitglieder war der damals sehr bekannte Wiener Hochflugtauben Züchter Karl Groch (1864–1912), Neumayrgasse 19, Wien 16. Bezirk. Klublokal wurde Josef Marschalls Restauration „Zum weißen Engel“ in Wien-Währing, Hauptstraße 67. Bei der Generalversammlung im Oktober 1893 wurde Josef Schön zum Obmann gewählt, sein Stellvertreter Johann Heindl und Schriftführer wurde Robert Gieswein. Anton Katt, Wien, k.k. Hauptmann i. P. und J. G. Gasparetz, Telegraphenamts-Vorstand in Budapest wurden Ehrenmitglieder. J. G. Gasparetz schrieb im Buch Die Taubenrassen (1905) von Lavalle und Litze den Artikel Die ungarischen Tümmler mit Abbildung eines Geganselten Komorner Tümmler aus seiner Züchtung. Bereits am 11. Februar 1894 in Leopold Ederers Restauration „Zum Auge Gottes“, Herrengasse 45 in Währing veranstaltete der Verein seine erste Flugtauben-Ausstellung. Der Währinger Klub konnte damals 200 Paar Wiener-Tümmler Tauben von 30 Ausstellern präsentieren. Einer der Preisrichter war Heinrich Zaoralek. Eine prächtige Kollektion an Tümmlertauben präsentierte der bekannte Währinger Züchter Adalbert V. Curry. Einige der Preisträger waren damals: Anton Dietrich sen., 1. Preis für Geganselte Blaue, Josef Österreicher, 1. Preise für Schwarzgestorchte, Hauptmann Anton Katt, 1. Preis für Schwarzschecken, sowie drei 1. Preise für Einfärbige in Gelb, Schwarz und Rot, Architekt Otto Reuther, bekam drei 1. Preise für Geganselte in Rot, Gelb und Schwarz.
Aus diesem Klub entstand der 1904 gegründete I. Klub der Wiener Hochflugtauben-Freunde in Währing der manchmal auch als I. Klub der Währinger Hochflugtauben-Freunde bezeichnet wurde.
Der Gründer und Ehrenobmann dieses Vereines Amtsrat Leopold Hawelka (1869–1936) gedachte als Festredner der 30-jährigen Jubiläumsfeier vom I. Klub der Wiener Hochflugtauben-Freunde in Währing im Jahre 1934 verdienter Züchter wie Heinrich Zaoralek, k. k. Hauptmann Anton Katt (1838–1911) und dem Dachdeckermeister Anton Dietrich sen. (1859–1925) als Pioniere und Wegbereiter des Wiener Hochflugtauben-Sports.

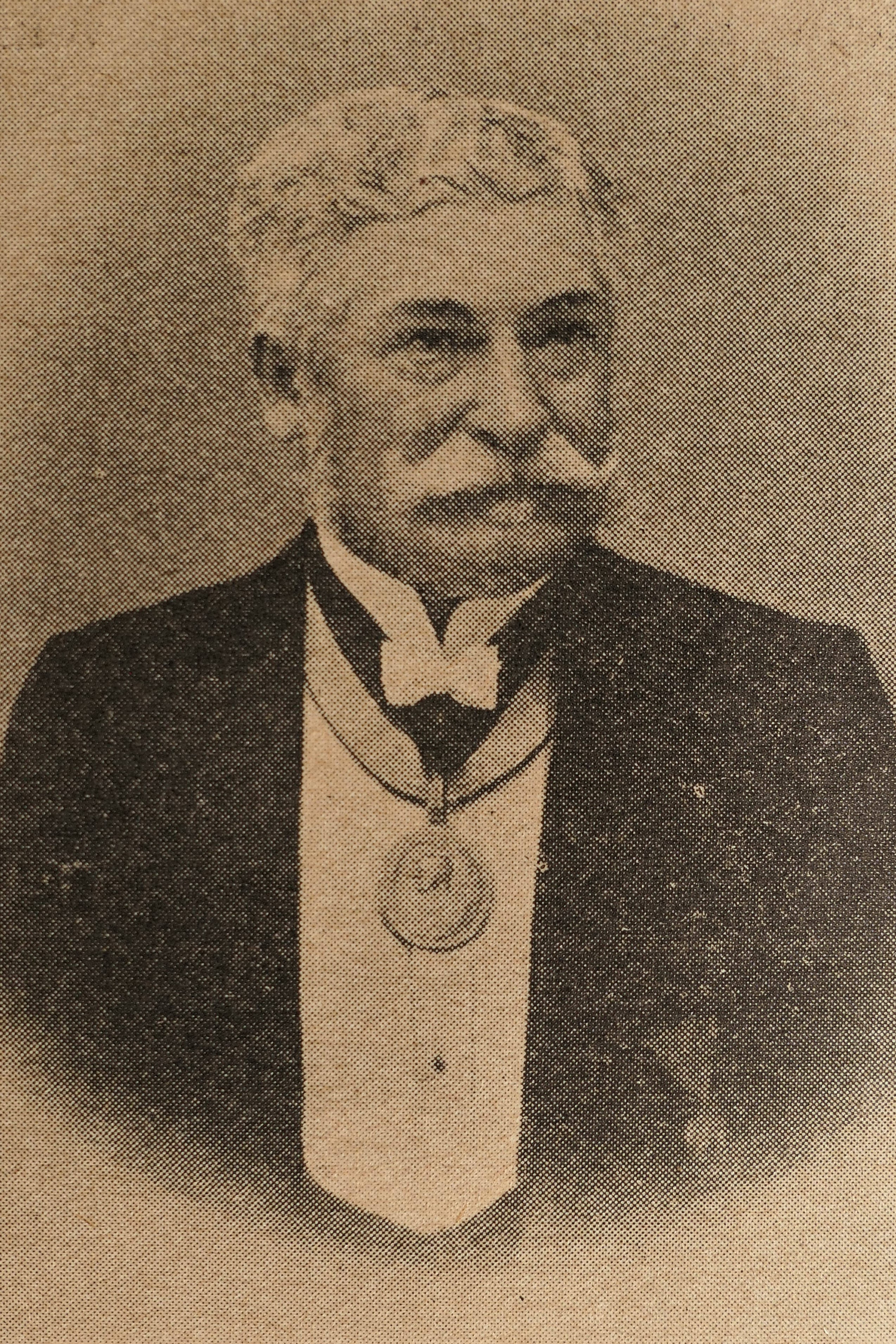
Josef Österreicher, Wiener Tümmler Tauben Züchter und Obmann vom Klub der Flugtaubenfreunde in Gaudenzdorf (Foto ca. 1900). Aus dem Buch Die Wiener Tümmler von Franz Panek (1926)

### Klub der Flugtaubenfreunde in Gaudenzdorf
Schon seit Jahrzehnten trafen sich aus den westlichen Wiener Bezirken in Edmund Kobingers Gasthaus, Gaudenzdorf, Schönbrunner Hauptstraße Nr. 57, die Freunde der Wiener Hochflugtauben, als im Herbst 1893 der neue Verein Club der Flugtaubenfreunde in Gaudenzdorf von der Wiener Statthalterei genehmigt wurde. Der Obmann Josef Österreicher (29. Oktober 1849 – 1. September 1919), ein Fabrikant aus Alt-Erlaa, Stellvertreter Edmund Kobinger (30. April 1848–19. Juli 1914) und der Schriftführer Karl Frühwirth veranstalteten am 6. Januar 1894 die Erste Wiener Tümmler Ausstellung (Flugtauben-Schau). Ausschließlich Wiener Hochflieger wurden bei dieser Schau im Vereinslokal, Edmund Kobingers Restauration ausgestellt. Für den 1. Platz gab es damals 5 Kronen, für den 2. Platz 3 Kronen und für den 3. Platz 2 Kronen.

### Erster österreichischer Verein der Taubenzüchter Wiens (Ottakring)
Am 7. Oktober 1893 hat sich in Ottakring die „Vereinigung von Züchtern und Flugtauben-Freunden“ zusammen gefunden, um einen neuen Verein zu gründen. Die Initiatoren waren Karl Groch, Johann Kienast, Rudolf Harrand, Leopold Saxl und Bayer. Der Name des Vereines war Erster österreichischer Verein der Taubenzüchter Wiens mit Vereinssitz im Gasthaus Heinrich Schärf, Ottakring, Hauptstraße 101. Ehrenvorsitzender war Heinrich Zaoralek (1851–1906), und bei der Generalversammlung vom 5. Dezember 1894 wurde folgender Vorstand gewählt: Obmann Karl Groch, Obmann Stellvertreter Emmerich Häusler, Schriftführer Franz Wojtech und Kassier Franz Weber. Den Ehrenschutz für den Verein übernahm die Fürstin Wilhelmine von Montléart-Sachsen-Curland. Ein Ehrenmitglied des Vereins war der damalige Bezirksvorsteher von Ottakring Johann Hofinger (1842–1915). Johann Hofinger vermittelte damals durch eine persönliche Vorsprache bei der Fürstin Montleart die Ehrenschutz-Übernahme. Weiters wurde der Antrag gestellt, dass der Verein dem I. Österreichisch-Ungarischen Geflügelzucht-Verein in Wien beitreten möge, was von Heinrich Zaoralek begrüßt wurde. Heinrich Zaoralek bezeichnete bei dieser Gelegenheit den I. Österreichisch-Ungarischen Geflügelzucht-Verein in Wien als hohe Schule der Geflügelzucht. Dem im Februar 1894 verstorbenen Präsidenten dieser Organisation Ludwig von Villa-Secca wurde bereits zu Beginn dieser Sitzung gedacht.

### Verein der Hochflugtaubenfreunde und Taubenzüchter Wiens (Ottakring)
Am 17. Dezember 1893 wurde in „Opfermann's Gasthaus“ (eines der ältesten Gasthäuser in Ottakring, eröffnet 1794), Hauptstrasse 189, die Gründung eines Tümmlervereins beschlossen und 1894 der Verein der Hochflugtaubenfreunde und Taubenzüchter Wiens gegründet. Der Gastwirt Franz Opfermann (31. Januar 1857–1919) entstammte einer alten Ottakringer Familie (Opfermanngasse) und war damals selbst ein bekannter und erfolgreicher Taubenzüchter. Für seine blauen und gelben Wiener Gansel bekam er 1894 bei der 18. Internationalen Geflügelausstellung lobende Anerkennung. Obmann des neuen Vereins wurde Ludwig Ruß, Schriftführer Josef Rückl und sein Stellvertreter Johann Staud, Kassier wurde Anton Staud. Als Vereinslokal wurde Josef Mattes Gasthaus in Neulerchenfeld, Friedmanngasse 18, gewählt.

### Anton Katt
Der Ehrenvorsitzende des Erster österreichischer Verein der Taubenzüchter Wiens Heinrich Zaoralek erklärte, dass die Generalversammlung von 1894 auch noch die Pflicht habe, einen Gast zu feiern, welcher der Wiener Taubenzucht zur besonderen Ehre gereiche: Hauptmann Anton Katt.
Anton Katt wurde am 6. Juni 1838 in Wien geboren, wohnte am Anzengruberplatz 3, Wien 16. Bezirk und war Hauptmann beim k.u.k. Infanterieregiment „Hoch- und Deutschmeister“ Nr. 4. 1894 wurde er Ehrenmitglied des ungarischen Taubenzüchterclubs „Columbia“ in Budapest, sowie des Klub der Taubenfreunde in Wien-Währing. Einige seiner Tauben wurden im Buch Die Taubenrassen von Lavalle und Lietze (1905) abgebildet. Die Hochflieger von Anton Katt nahmen auch am 16. September 1894 beim „Massenflug von Wiener Tümmlern“ in der Nähe des Grinzinger Friedhofs teil und wurden damals besonders lobend erwähnt. Bei der Tauben-Schau vom Verein der Hochflugtaubenfreunde und Taubenzüchter Wiens in Josef Mattes Gasthaus, Neulerchenfeld, im Jahre 1894 bekam Hauptmann Katt höchste Anerkennung für seine gesamte Kollektion an Wiener Tümmler Tauben. Besonders hervorgehoben wurden ein Paar Schwarzschecken und die „berühmte schwarze Taube“, wie es in der Zeitung „Welt-Blatt“ vom 3. Januar 1895 beschrieben wurde. Durch Anton Katt kamen die ersten violetten Dunkelgestorchten um 1906 von Wien nach Berlin. Anton Katt war Preisrichter bei Taubenausstellungen und auch Lehrer für Preisrichter an der vom Wiener Geflügelverein (gegr. 1896) im Oktober 1907 ins Leben gerufenen Preisrichterschule. Weitere Lehrer an dieser Schule waren unter anderen Rudolf Baradieser und der Obmann des Wiener Geflügelverein Oskar Frank (1855 bis 18. Mai 1934), sowie Landesrat Johann Baptist Bruszkay.
Am 28. Oktober 1911 starb Hauptmann Anton Katt und wurde am 30. Oktober 1911 auf dem Ottakringer Friedhof begraben.

### I. Wiener Tümmler-Spezial-Burzel-Tauben-Klub (gegr. 1897) (Meidling)
Anfang der 1890er Jahre wählten die bestehenden Hochflugtauben-Vereine einen übergeordneten Vorstand unter dem Namen Komitee des Großen Wiener Tümmler-Hochfluges. Heinrich Zaoralek wurde damals zum Obmann gewählt, als Schriftführer Herr Rycke, sowie der Ottakringer Friedrich Lauterbach (1851–1940), der 1934 noch eine Urkunde von 1895 darüber besaß. Diese Gesellschaft der Taubenfreunde ging im I. Wiener Tümmler-Spezial-Burzel-Tauben-Klub (gegr. 1897) gegründet am 23. April 1897, auf. Gründungslokal war damals „Hayeks Weinschank“ in Meidling, Bischoffgasse 24. Der Besitzer der Gastwirtschaft war der Fiaker Heinrich Hajek (1845–1927). Er war selbst Tümmler-Tauben-Züchter und wurde auch Funktionär bei diesem Klub.
In einer Kurzform wurde dieser Verein auch gerne als Wiener Tümmler Tauben-Klub, oder auch als W.T.T.K. bezeichnet. Gründungsväter und wichtige Mitglieder des W.T.T.K. waren der Antragsteller auf Gründung des Klubs, Obmann und spätere 2. Präsident des Vereines Rudolf Baradieser, Wien 13. Bezirk, Obmann-Stellvertreter Rudolf Kaspar, Wien 12. Bezirk, sowie der 1. Präsident des Klubs Max Kröcksamer, Kassier Josef Wohlmann (1868–1938), der ein Spezialist für Geganselte Wiener Tümmler war, Architekt Otto Reuther, Ungargasse 63, Wien 3. Bezirk, der seine geschwingten Einfärbigen und weißen Wiener Tümmler Tauben bereits 1888 in Königsberg ausstellte, Anton Illner (* 1863) Herbststraße 42 in Ottakring, Josef Österreicher (1849–1919) aus Alt-Erlaa, ein Spezialist für Rotgedachelte und Ehrenpräsident des W.T.T.K., sowie Johann Illner (* 10. Dezember 1852), der „Schani-Onkel“ wie er gerne von jüngeren Kollegen genannt wurde, der bereits 1874 bei einer Ausstellung für seine Dunkelgestorchten eine goldene Medaille bekam. Johann Illner entstammte einer Meidlinger Gastwirtschaftsfamilie, schon sein Vater war ein großer Taubenliebhaber.
Spätere Obmänner waren unter anderen Karl Steiner, Leopold Tuschl, Karl Ewanschow, Stadtbaumeister Ing. Franz Stagl, Karl Staller (1868–1936), Insp. Karl Köhler und Alois Konasch. Bei der Generalversammlung des Wiener Tümmler Tauben Klub am 9. März 1932 im Gasthaus Alois May, Zeleborggasse 9, in Wien 12., wurde der Obmann Karl Staller nach fast 20-jähriger Obmannschaft zum Ehrenobmann ernannt, der neue Obmann wurde Bundesbahninspektor Karl Köhler aus der Viriotgasse 7, in Wien 9., und sein Stellvertreter Anton Krenn. Der Verein führte den Vereins-Fußring als Erkennungszeichen bei den Tauben ein, damit die Identität der jeweiligen Taube und deren Besitzer leicht zu eruieren ist. Ab 1935 wurde dieser Ring verpflichtend für alle Tauben der Vereinsmitglieder. Er trug die Prägung W.T.K. (= Wiener Tümmler Klub), die Jahreszahl und eine fortlaufende Nummer, welche beim Verein registriert war. Der Verein hatte in den 1930er Jahren auch Mitglieder aus Deutschland, Ungarn, Tschechoslowakei, Frankreich, Niederlande, Italien, Jugoslawien und Rumänien. Nach dem Zweiten Weltkrieg wurde am 3. April 1947 der Fortbestand des I. Wiener Tümmler-Spezial-Burzel-Tauben-Klub (gegr.1897) unter dem Obmann Johann „Hans“ Friesinger amtlich dokumentiert und somit die Zukunft des 1897 gegründeten Vereins gesichert.

### Rudolf Baradieser
Im April 1892 war bei der Geflügel-Ausstellung des Ersten Wiener Vororte-Geflügelzucht-Vereines der sehr bekannte Wiener Tümmler-Tauben-Züchter Anton Dietrich sen. als Preisrichter tätig. Den 1. Preis für Wiener Dunkelgestorchte erhielt damals der spätere Musikprofessor und Altmeister für Wiener Tümmler Tauben Rudolf Baradieser (1865–1940) aus Hietzing. Baradieser wurde später einer der erfolgreichsten Wiener Tümmler Züchter, hielt zahlreiche Vorträge und war Gründungsvater des 1897 gegründeten I. Wiener Tümmler-Spezial-Burzel-Tauben-Klub (gegr. 1897). Zusammen mit August Ebster hielt er Referate, nach denen der Standard wie unter anderem für die Wiener violette dunkelgestorchte Burzeltaube, Wiener grüne dunkelgestorchte Burzeltaube und Wiener „Wilde“ Burzeltaube (auch „Wildgedachelte“ genannt), Wiener moderne ideale weissgestorchte Burzeltaube (auch „Lichtgestorchte“ genannt) präzisiert wurde. Rudolf Baradieser fungierte auch als Preisrichter bei Ausstellungen. Im Oktober 1907 wurde vom Wiener Geflügelverein (gegr. 1896) eine Schule für Preisrichter ins Leben gerufen, an der unter anderen neben Hauptmann Anton Katt auch Baradieser als Lehrer tätig war.
Der Professor für Musik und Inhaber einer Musikschule bezeichnete die „Wiener Taube“ als die Königin unter allen Tauben. Vor allem die violette Dunkelgestorchte war seine besondere Leidenschaft. Schon als Kind tauschte Rudolf Baradieser seine ausgeschriebenen Schulhefte bei einem erfolgreichen Tümmler Züchter und Besitzer einer Tierhandlung namens Ostrauer auf dem Meidlinger Markt gegen „Wiener Tauben“. Der Händler benötigte das Papier der Hefte, um darin sein Futter zu verpacken, und Rudolf Baradieser bekam dafür seine gewünschten violetten Dunkelgestorchten. Die Wiener Tümmler Züchter von Budapest gaben zu Ehren von Baradieser den edlen, dunklen Wiener Tauben den Namen „Baradieser-Gigerl“. Gigerl (= eleganter Wiener) deswegen, weil sie so zart, elegant und schnittig aussahen, berichtete Josef Farneck in der Fachzeitschrift „Der österreichische Taubenzüchter“ im Juli 1934. Rudolf Baradieser wurde am 16. September 1940 auf dem Hietzinger Friedhof beerdigt.

### „Komitee der vereinigten Hochflugtaubenvereine Österreichs in Wien“
Das Komitee der vereinigten Hochflugtaubenvereine Österreichs in Wien formierte sich 1921 und wurde 1922 gegründet. Am 14. November 1931 feierte der Dachverband der Wiener Hochflugtauben Vereine sein 10-jähriges Bestehen. Bis 1938 waren zwölf angemeldete Hochflugtaubenvereine, die nach einheitlichen Statuten ihre Hochflugbewerbe durchführten, in dieser Organisation zusammengeschlossen. Die Gründer des Hochflug-Komitees, wie es gerne in einer Kurzform genannt wurde, waren unter anderem: Heinrich Beck (1880–1949), Franz Fuhrmann (1889–1960) und Ludwig Schreiner, sowie der Obmann des I. Klub der Währinger Hochflugtauben-Freunde und Cafetier Karl Brosig (1874–1947) aus Hernals, Kalvarienberggasse 35 (Café Rathaus), wo sich auch der Sitz dieses Dachverbandes befand. 1932 wurde Karl Brosig Präsident des Hochflug-Komitees. Er war Initiator der „Jaukerbestimmungen“ und des „Preisfliegens“.
Am 8. Februar 1931 wurde bei der Generalversammlung des Hochflug-Komitees der Vorstand neu gewählt. Obmann dieses Dachverbandes wurde der Obmann vom Klub der I. Rudolfsheimer Hochflugtaubenfreunde Heinrich Beck, zweiter Obmann Franz Fuhrmann aus Ottakring, Schriftführer Johann Ellenberger und Kassier Emil Dobija. Zum zehnjährigen Gründungsjubiläum des Hochflug-Komitees wurde am 14. November 1931 in „Naidingers Saallokalitäten“ in Ottakring, Ottakringerstrasse 192, ein neuerlicher „Wanderpreis“, der sogenannte „Jubiläums-Wanderpreis“, gestiftet. Heinrich Beck hielt die Begrüßungsrede und Karl Brosig sprach über die Gründung und den Werdegang des Hochflug-Komitees. Der Präsident des Hochflug-Komitees Leopold Hawelka (1869–1936) gedachte der verstorbenen Kollegen Zaulik, Anton Dietrich sen., Korbel und Karl Michalka (1877–1931). Anwesend waren damals neben zahlreichen Gästen die Obmänner der Vereine Wien XVI Karl Geißler für den erkrankten Josef Sowa, sowie der Schriftführer des Vereins Karl Humpel (1866–1940), Wien XVII Albert Allinger (1884–1936), Wien XVII (Hernals 1928) Josef Bichler (1890–1976), sowie vom Verein Wien XX Johann Nestler.
In den 1970er Jahren war das Klublokal des Hochflug-Komitees im Schutzhaus des Kleingartenvereines „Zukunft“ auf der Schmelz und wurde in den 1980er Jahren durch Alfred Baldia in die Haslingergasse nach Ottakring verlegt. Heute (2019) ist der Sitz des Komitee der vereinigten Hochflugtaubenvereine Österreichs in Wien im 23. Wiener Bezirk.

### Auflösung und Eingliederung der Vereine in Österreich (1938)
1926 gab es in Wien ca. 50 Taubenvereine, davon etwa 11 Spezialvereine für Wiener Hochflugtauben und Wiener Ziertümmler (Ausstellungstauben). Nach dem Anschluss Österreichs an das Deutsche Reich im Jahre 1938 erfolgte die Auflösung der Einzelvereine und Eingliederung in den „Reichsverband Deutscher Kleintierzüchter“.

### Wiedergründung der Vereine nach dem Zweiten Weltkrieg
Einige Vereine der Vorkriegszeit ließen, sobald dies möglich war, ihren Verein wieder amtlich bestätigen. Dies war vor allem am 3. April 1947 der I. Wiener Tümmler-Spezial-Burzel-Tauben-Klub (gegr. 1897).

### Wiener-Tümmler-Tauben-Vereine 2019 in Wien
Das „Komitee der vereinigten Hochflugtaubenvereine Österreichs in Wien“ mit seinen angeschlossenen Vereinen, den I. Wiener Tümmler-(Purzel)-Tauben-Klub in Wien, sowie den I. Klub der Hochflugtaubenfreunde in Wien Währing und der Alt-Wiener Tümmler Kiebitztauben.

### Wiener-Tümmler-Tauben-Vereine und -Züchter in Europa (Auswahl)

#### Europäische Vereine vor dem Zweiten Weltkrieg
In einem Artikel in der Leipziger Geflügel-Börse vom 12. August 1927 „Wiener Weißgestorchte Tümmler“ schrieb Herr Gebel aus Köln, dass ihm die ersten Paare dieser Art vom Taubenkenner und Handelsreisenden Herrn von Meetz 1878 nach Köln gebracht wurden. Die Tiere kannte er bereits von Gemälden des berühmten deutschen Autors und Tiermalers Jean Bungartz (1854–1934). Jean Bungartz porträtierte auch die Wiener Tümmler Tauben Wiener Dunkelstorch, Wiener Gansel und Wiener Kurze in seinem Geflügelalbum. Von nun an bekamen die „Wiener Tauben“ immer mehr internationale Bekanntheit. Züchter, die bereits im 19. Jahrhundert erfolgreich an österreichischen Ausstellungen mit ihren Wiener Tümmler Tauben teilnahmen, waren unter anderen Anton Horváth aus Budapest (Steinbruch) Köbanya, Wiener geganselte Tümmler, Carl Domayer (Budapest), Wiener gescheckte Tümmler.
Schon zur Gründung des I. Wiener Tümmler-Spezial-Burzel-Tauben-Klub (gegr. 1897) waren viele Wiener-Tümmler-Züchter aus Österreich-Ungarn und dem damaligen Deutschen Kaiserreich nach Wien gekommen. In einigen Städten wie Budapest, Prag, Brünn, Pressburg und Kopenhagen wurden ebenfalls Wiener Tümmler-Vereine gegründet. Anfang 1900 wurden die „Wiener“, wie sie gerne in Deutschland genannt wurden, immer bekannter, und 1906 machten im Klub der Berliner Taubenzüchter (KBT 1906) die Herren Steinbach und Friedrich „Fritz“ Steiner für ihre „Wiener Hochflieger“ Werbung. Nach dem Ersten Weltkrieg gründete man in Berlin am 5. Mai 1919 den Verein Wiener Hochflugtauben, den man später Klub Wiener Taubenzüchter nannte. Gründungsmitglieder waren unter anderen der gebürtige Wiener und 1. Vorsitzende des Vereins Friedrich „Fritz“ Steiner, sowie Fritz Tübbecke und Erich Schmidt (* 1889). In Hamburg wurde im selben Jahr von Friedrich Althof der Wiener-Verein gegründet, nachdem er die Wiener Taube 1907 dort eingeführt hatte und den Hochflug mit Wiener Tauben in Zusammenarbeit mit Berlin und Stettin betrieb. Weitere Sondervereine in Deutschland wurden zum Beispiel in den Städten Braunschweig (1920), Königsberg (1923), Breslau (1928), Hamburg (1931) und Magdeburg (1936) gegründet. Weitere Zentren für Wiener-Tümmler-Tauben-Freunde entstanden auch in Hannover und Halberstadt.
1912 wurde der Werkzeug-Fabrikant Karl Staller (1868–1936) Obmann des I. Wiener Tümmler-Spezial-Burzel-Tauben-Klub (gegr. 1897). In den kommenden 20 Jahren verfestigten sich unter seiner Klubleitung auch die seit Vereinsgründung bestehenden internationalen Beziehungen. Trotz des späteren Zerfalls der Österreichisch-Ungarischen Monarchie blieb ein sehr enger Kontakt zu den Tümmler-Vereinen in den jeweiligen Nachfolgestaaten. Eine besondere Beziehung entwickelte sich in den 20er und 30er Jahren zwischen den Städten Wien und Budapest mit dem Tümmlerklub Budapesti Szulzberger L. Asztaltarsasag, benannt nach J. G. Gasparetz und Ignatz Szulzberger, mit dem Obmann Anton Ostian, oder mit dem bekannten Budapester Züchter Sandor Török, sowie mit Preßburg und seiner Taubensektion von Slovenska Farma mit deren Obmann Karl Wagner. Ihre Spezialität war die Züchtung der Geganselten Wiener. Enge Beziehungen bestanden auch mit Berlin und seinen bekannten Züchtern von Wiener Tümmler Tauben, wie zum Beispiel mit dem Bankier Hans Neyman, Berlin-Wilmersdorf. Er war ein bekannter Spezialist für Kurze Wiener Tümmler Tauben. Der Vorsitzende vom Sonderverein der Züchter Wiener und Budapester Tümmler, Gruppe „Kurze Wiener“ war Direktor A. Schimon aus Berlin-Lichterfelde-Ost. In Berlin waren auch Alwin Wittnebel, der Obmann der Vereinigung österreichisch-ungarischer Tümmlerzüchter Berlin und Ehrenmitglied vom I. Wiener Tümmler-Spezial-Burzel-Tauben-Klub (gegr. 1897), sowie der Obmann des Wiener Taubenklub Berlin Karl Kirstein, Richard Seliger († 1929), Züchter, Preisrichter und Autor von „Der Tümmler“ und nicht zuletzt der bekannte Berliner Züchter, Preisrichter und Spezialist für Wiener Kurze Rittmeister W. Grote-Hasenbalg.
Sehr gute Kontakte zu Vereinen und Züchtern gab es auch in anderen deutschen und europäischen Städten: Klub der Kölner Tümmler-Züchter mit dem ersten Vorsitzenden Dr. A. Döring aus Leverkusen, oder Hans Neven du Mont aus Köln-Marienburg ein Spezialist für Wiener Weißgestorche (= Hellstörche). Er war ein Bewunderer Wiens und seiner Tauben, wie er in dem Artikel „Die weißgestorchte Wiener Hochflugtaube“ in der Zeitung „Der Taubenzücher“ vom 5. Februar 1926 schrieb. Weitere gute Verbindungen bestanden auch zu Herrn Riha aus Temeswar, Franz Strümpfler aus Abbazia. In Kopenhagen formierte sich der Verein der Wiener Burzelzüchter Eriksen. Aber auch in den Baltischen Staaten gab es viele Liebhaber der Wiener Tauben wie zum Beispiel die bekannten Züchter G. Nesterow oder J. M. Cirtis aus Riga in Lettland.
Am 14. Juli 1929 fand ein internationales Treffen der Züchter der „Wiener kurzschnäbeligen Tümmler Tauben“ in Wien und Pressburg statt. Die Teilnehmer waren damals die Delegation des I. Wiener Tümmler-Spezial-Burzel-Tauben-Klub (gegr. 1897) mit ihrem Obmann Karl Staller, Rudolf Baradieser, Anton Dietrich, Karl Köhler, Alois Konasch und weiteren Mitgliedern des Vereins, sowie Fritz Hoffmann mit Gattin aus Oschatz und Franz Strümpfler aus Abbazia, weiters der Pressburger Verein Taube mit ihrem Obmann Frantischek Jasek, der Berliner Klub Vereinigung österreichisch-ungarischen Tümmlerzüchter mit ihrem Obmann Alwin Wittnebel, sowie die ungarische Delegation vom Verein Budapesti Szulzberger L. Asztaltarsasag mit Obmann Stellvertreter Inspektor Heinrich Braunz.
In den 1930er Jahren erlebte die Wiener Taube noch einmal einen großen Aufschwung. In vielen Ländern Europas wurde sie immer beliebter, und vor allem in Deutschland war sie sehr begehrt. „Der Wiener war Modetaube geworden“ schrieb 1935 Karl Kirstein, Berlin. Er war erster Vorsitzender des Sonderverein der Züchter Wiener und Budapester Tümmler im Bezirk Berlin-Mitte. 1933 bestanden in Berlin vier Vereine für Wiener Tauben und ein fünfter wurde gegründet.

#### Europäische Vereine nach dem Zweiten Weltkrieg
Vereine für „Wiener-Tümmler-Tauben“ in Berlin, Hamburg, Braunschweig, Kiel und Aarau konnten sich nach dem Krieg wieder ihrer Leidenschaft widmen oder wurden neu gegründet. 1949 konnte der Berliner Verein bereits eine erste Ausstellung organisieren.
1963 kamen zur Hauptversammlung der Wiener Tümmler Züchter in Berlin mit dem ersten Vorsitzenden Ludwig Lamster, sowie den Vorstandsmitgliedern Alwin Wittnebel, Erich Schmidt und Ernst Krüger auch Herr Bernett aus der Schweiz und Anton Enzelsberger aus Wien. Man bemühte sich um eine nähere Zusammenarbeit der Länder. Damit konnte wieder ein wenig an die Vorkriegszeit angeschlossen werden, wo die „Wiener Tauben“ einen großen Stellenwert in Europa besaßen.
1969 ließ der deutsche Spezialist für Wiener Gansel Alfred Stahl (* 10. August 1908) den Sonderverein der Züchter Wiener Gansel beim Amtsgericht Ludwigsburg für das Amtsgericht Hamburg eintragen. Johann Stahl war befreundet mit dem Wiener Wäscherei-Betreiber Johann Smutny, einem Spezialisten für Wiener Gansel, den er 1955 in Wien besuchte. Die Tauben der beiden Experten bildeten wohl den Grundstock für viele weitere Nachkommen der Wiener Gansel.
Durch den „Eisernen Vorhang“ gingen die guten Kontakte zu den Züchtern von Wiener Tümmler Tauben in den nunmehrigen „Ostblockstaaten“ fast zur Gänze verloren. Trotzdem blieben viele Züchter zum Beispiel in Ungarn oder der Tschechoslowakei ihren Tümmler Tauben treu. Einigen ungarischen Züchtern, die beim ungarischen Volksaufstand 1956 flüchteten, gelang es, wenige ihrer Budapester und Wiener Tümmler Tauben mitzunehmen. Manche dieser Züchter siedelten sich später in Philadelphia an, wo sie weiterhin Tümmler Tauben züchteten und auch ihre Wiener Hochflieger jaukten.
Auch in der ehemaligen DDR bemühte man sich wieder, an die Vorkriegszeit der Wiener Tümmler Taubenzucht anzuschließen, wobei Magdeburg ein wichtiges Zentrum war und es bis heute geblieben ist. 1969 wird berichtet, dass der Hellstroch am häufigsten vertreten ist und nur in geringerer Zahl gab es die Stockblauen, Gelbstörche, Wiener Weißschilder in rot und gelb, Kurze Wiener, sowie vereinzelt auch Wiener Gansel und Dunkelstörche. Hier ein Zitat aus der Zeitung „Garten und Kleintierzucht“ von 1969: „Die Rot- und Schwarzstörche, den Kiebitz oder die Röserlschecken sahen wir in den Nachkriegsjahren fast gar nicht mehr.“ Bei den Wiener Hochfliegern wird von den Hellgestorchten, den Schimmel, Blauen und den Dunkelgestorchten berichtet.
Auch heute (2019) beschäftigen sich Züchter und deren Vereine in Europa mit Wiener Tümmler Tauben wie zum Beispiel der 100-jährige Berliner Traditionsverein SV der Züchter Wiener und Budapester Tümmlertauben von 1919 e.v., sowie der SV der Züchter Wiener Gansel e.V. von 1968, Deutscher Hochflug Club e.V. von 1970, (VFN) Flugtaubenverein Niedersachsen, VSF Vereinigung Schweizerischer Flugtaubensportler.

## Geschichte

### Ursprung der Wiener Taubenrassen und erfolgreiche Züchter des 17. 18. und 19. Jahrhunderts
Den Ursprung der Wiener Traubenrassen ortete Franz Panek in seinem Buch „Die Wiener Tümmler“ von 1926 bereits in römischer Zeit im alten Vindobona. Erste schriftliche Berichte über die Taubenhaltung in Wien datieren aus dem 17. Jahrhundert. Im „Wiennerischen Diarium“, dem Vorgängerjournal der heutigen „Wiener Zeitung“, das im Jahre 1703 erstmals erschien, wird vom leidenschaftlichen Taubenzüchter Johann Thury († 1659) berichtet, einem Ziegeleibesitzer, der am Hofe von Kaiser Ferdinand III (1608–1657) diente. Die Ortsbezeichnung „Thurygrund“, heute ein Teil des Wiener Bezirkes Alsergrund, erinnerte noch lange an seine Anwesenheit.
Franz Panek berichtet auch über jene Wiener Züchter des 17. und 18. Jahrhunderts, die zu ihrer Zeit sehr bekannt waren und später in Züchterkreisen zu Legenden wurden, wie zum Beispiel den vorhin erwähnten Hofbediensteten Johann Thury, Hyronimus Matzle (auch Matzlein genannt), der ein Töpfergewerbe auf der Wienerstraße betrieb, sowie den Fiaker Herrn Schwalbach. Einer der sehr bekannten und erfolgreichen Wiener-Tümmler-Tauben-Züchter des 19. Jahrhunderts war Georg Barmetler. Georg Barmetler (8. November 1825 – 16. August 1902) war Revisor der Versicherungsbank APIS und wohnte mit seiner Frau Viktoria in Matzleinsdorf, Matzleinsdorferstraße 38. Er war Direktionsmitglied des I. Österreichisch-Ungarische Geflügelzucht-Verein in Wien für den er auch Vorträge hielt. Bei vielen Ausstellungen bekam er höchste Auszeichnungen für seine Tiere. Weitere sehr erfolgreiche Züchter dieser Zeit waren unter anderen der Baumeister Johann Bürgermayer (1832 – 11. Mai 1888), Neubaugasse 18, Wien 7. Bezirk, der Wagenfabrikant Ludwig Muschweck, Große Sperlgasse 1, Wien 2. Bezirk, Fabrikant Josef Österreicher (1849–1919) aus Alt-Erlaa, Prokurist Heinrich Zaoralek (1851–1906), Nußdorfer Straße 80, Wien 9. Bezirk, Spezereihändler Anton Theodor Dumtsa (1836–1906), Postgasse 24, Wien 1. Bezirk, Stadtbaumeister und Architekt Josef Kubelka (1845 – 6. Juni 1896), Traungasse 6, Wien 3. Bezirk, Dachdeckermeister Anton Dietrich sen. (20. März 1859 – 28. Jänner 1925) Althangasse 1, Wien 9. Bezirk, Architekt Otto Reuther, Ungargasse 63, Wien 3. Bezirk, Hauptmann Anton Katt (1838–1911), Anzengruberplatz 3, Wien 16. Bezirk.

### Franz Panek
Franz Panek (1867–1944) war einer der renommiertesten Züchter der Wiener Tümmler Tauben. Schon sein Vater war ein erfolgreicher Taubenzüchter, der bei der legendären 1. Tauben-Ausstellung in Wien 1856 zwei Mal zwei gerahmte Dukaten für seine beiden dunkelgestorchten Wiener Tümmler Tauben bekam. Franz Panek war Preisrichter, leitete Ausstellungen und war Sammler von historischen Dokumenten und Exponaten über die Tauben. Er hielt Vorträge, verfasste Artikel für Fachzeitschriften und für die Illustrierte Kronen Zeitung, und war Autor des 1926 erschienenen illustrierten Werkes „Die Wiener Tümmler“. Franz Panek malte auch Ölgemälde von den jeweiligen Farbschlägen der Wiener Tümmler Tauben, wovon einige in seinem Buch abgebildet sind. 1928 war er unter anderen mit Johann Illner (* 1852) und Anton Illner (* 1863), sowie Alexander Beaume Mitbegründer und Funktionär vom Verein Klub der Burzel-Züchter Wiens. Seit 1929 war Franz Panek Ehrenmitglied des 1. Wiener Tümmler-Spezial-Burzel-Tauben-Klub (gegr. 1897). Franz Panek war einer der wichtigsten Betreiber für die Reformierung des Ausstellungswesens, und der Umstellung von einer Gesamtbeurteilung der Tauben zu einem detaillierten Punktesystem. Franz Panek war Löschmeister in der Wiener Hof- und Staatsoper und lebte mit seiner Frau Viktoria im 5. Wiener Gemeindebezirk in der Arbeitergasse Nr. 48. Er wurde am 12. September 1944 auf dem Friedhof der Feuerhalle Simmering beigesetzt.

### Die Wiener Tümmler Tauben bei Adeligen und Bürgerlichen
Kaiser Franz II. / I. ließ im Schloss Schönbrunn Wiener Hochflieger halten und jauken. Sein Hofgärtner, Franz Antoine (1768–1834) – so stand es in der Zeitung „Reichspost“ vom 14. September 1919 geschrieben – soll eine besondere Leidenschaft für seltene Tauben gehabt haben. Allerdings schien er nicht viel davon verstanden zu haben und wurde vom Kaiser dafür recht gerne geneckt. Rosenrote und himmelblaue Tümmler Tauben soll er sich von einem Taubenhändler verkaufen haben lassen, aber schon der erste Regen wusch die künstlich aufgetragene Farbe ab. Der Wunsch nach ausgefallenen Farben bei den Tauben wurde immer beliebter, sodass manche Händler in betrügerischer Absicht zu künstlichen Mitteln griffen und gelbe, grüne, rosa oder sonst wie gefärbte Tauben anboten, bis das Einfärben der Tauben schließlich behördlich verboten wurde.
Vom 29. April bis 6. Mai 1875 fand im Wiener Prater die 1. Internationale Geflügelausstellung in Österreich statt, welche von Kaiserin Elisabeth von Österreich-Ungarn (1837–1898) und von sämtlichen in Wien anwesenden Erzherzögen besucht wurde.
Über diese Ausstellung berichtete die Schriftstellerin Aglaia von Enderes in der Wiener Zeitung vom 7. Mai, dass auch Erzherzog Kronprinz Rudolf von Österreich (1858–1889) anwesend war und sich ein Paar sechsfarbige Harlekin (= alter Ausdruck für mehrfarbige Tauben) Römer Tauben kaufte. Mitglieder des Hochadels fungierten damals gerne bei solchen Geflügelausstellungen als Ehrenschutz, Aussteller oder als Besucher. Das Neue Wiener Tagblatt vom 28. April 1886 berichtete, dass bei der Wiener Geflügelausstellung im Prater Erzherzog Rainer von Österreich (1827–1913) und Erzherzog Ludwig Viktor (1849–1919) anwesend waren. Einen Ehrenpreis für langschnäbelige Wiener Tümmler erhielt damals der Wiener Spezereihändler Anton Theodor Dumtsa (1836–1906). Eine silberne Staatsmedaille für seine Tauben erhielt unter anderen der Arzt Hanns T. Binder († 1888) (Triest) und eine silberne Vereinsmedaille bekam der Kaufmann Karl Grauer (* 1838) (Wiener Neudorf). Preisrichter für Tauben waren damals Johann Baptist Bruszkay (1830–1915) (Wien), Josef Österreicher (1849–1919) (Alt-Erlaa) und J. G. Gasparetz (Budapest).
Den Höhepunkt erlebte die Rassetaubenzucht in Wien im 18. und 19. Jahrhundert. In der Epoche des aufstrebenden Bürgertums war die Freude an den Tauben am größten. Diese Passion fügte sich wunderbar in die Zeit des Biedermeier, als man im eigenen Haus gerne dieser Leidenschaft nachging, und Tiere nicht nur wegen ihres Nutzens, sondern auch wegen ihres Wesens und ihrer Schönheit hielt, wie uns zum Beispiel das Ölgemälde „Taubenmädchen“ von Friedrich Ritter von Amerling (1803–1887) zeigt, wie eine junge Frau sich um Tauben kümmert und ein Wiener Gansel füttert.

### Die Frauen und die Tauben
Im 19. Jahrhundert waren zwar viele Bereiche des öffentlichen Lebens von Männern dominiert, in der Geflügel- und der Taubenzucht dagegen waren auch einige Frauen ziemlich erfolgreich. Bei der Internationalen Jung-Geflügelausstellung in Wien 1890 bekamen Johanna von Huschek, Wilhelmine von Nadherny, Rosa von Neubauer und Eugenie Dumtsa für ihre Tauben Anerkennungs Diplome. Preisrichter bei dieser Ausstellung waren unter anderem Heinrich Zaoralek (1851–1906), Adalbert V. Curry und Johann Baptist Bruszkay (1830–1915).
Eugenie Dumtsa war die Tochter von Anton Theodor Dumtsa (9. September 1836 – 13. Februar 1906), einem Spezerei- und Delikatessenhändler aus dem 1. Wiener Bezirk. Anton Theodor Dumtsa war damals ein sehr bekannter und erfolgreicher Taubenzüchter. 1889 bekam er bei der 15. Internationalen Geflügel und Vogelausstellung in Wien für seine Gelbgestorchten Wiener Tümmler einen Siegerpreis von einem Dukaten. Seine Tochter Eugenie Dumtsa gewann ebenfalls bei Ausstellungen einige Preise, so zum Beispiel bei der 16. Internationalen Geflügel- und Vogelausstellung in Wien 1891 einen 1. Preis und bei der Grazer Geflügelausstellung 1893 einen 2. und zwei 3. Preise für ihre Tauben.

### Wiener Taubenmärkte und Händler
Tümmler Tauben waren bereits vor der Gründung von Wiener-Tümmler-Spezial-Klubs ein fester Bestandteil von den damals sehr beliebten Geflügel- und Tauben-Ausstellungen. Bei diesen Ausstellungen wurde auch gerne eine optische Bewertung und Prämierung der Tauben vorgenommen. Aber auch für den An- und Verkauf, sowie für den Tausch von Tauben bot sich hier die Gelegenheit. Eine regelmäßige Möglichkeit für den Handel mit Vögeln und Tauben war in Wien seit Anfang des 17. Jahrhunderts bis in die 1850er Jahre in der Habsburgergasse nahe dem Michaelerplatz.
Um 1830 fand ein Taubenmarkt im Gasthaus „Die 7 Nußbaum“ in der Marktgasse auf dem Althangrund statt, und ab Anfang des Jahres 1840 gab es den Vogel- und Taubenmarkt am Salzgries, der wochentags abgehalten wurde. Der wohl bekannteste und größte dieser Märkte war der „Lerchenfelder-Taubenmarkt“ nahe der „Lerchenfelder Linie“, wo es damals noch genügend freie Fläche gab. Dort, wo die Grundsteingasse am Ende in den Gürtel mündet, wurde jeden Sonntag dieser Markt abgehalten. In einem Artikel von 1925 in der „Wiener Landwirtschaftlichen Zeitung“ erinnerte sich Alois Alfonsus an diesen Tauben- und Vogelmarkt, wie er vor 45 Jahren, also 1880, war. Alois Alfonsus aus Milwaukee schrieb damals: „Das Hauptinteresse des Marktes konzentrierte sich auf die 'Burzeln'. So nennt man im Volksmund die spezifische Wiener Hochflugtaube (Wiener Tümmler). Da gab es verschiedene Varietäten: Ganslerte, G´storchte, Wilddachlerte etc.“ Später errichteten die Taubenliebhaber einen Taubenmarkt beim Knöpfler in Währing in der Herrengasse. Die stadtbekannte Weinschänkerfamilie Knöpfler hatte ihr Lokal ursprünglich im Lichtental und zog später nach Währing. Dieser Taubenmarkt beim Knöpfler konnte aber nie den Umfang des Lerchenfelder Taubenmarktes erreichen.
Die Tauben Liebhaberei florierte damals in Wien ungeheuer, und es gab Händler, die reich wurden und protokollierte Firmen besaßen, wie zum Beispiel der Hofbauer am Salzgries, Haller, oder Friedmann. Einige konnten sich Angestellte leisten, die sie in die großen Städte Europas schickten, um dort für sie Tauben für den Handel einzukaufen. 1881 wurden Wiener Tümmler Tauben in durchschnittlicher Qualität pro Paar um zwei bis fünf österreichische Gulden angeboten. Liebhaber hingegen bezahlten zu dieser Zeit für ein besonders schönes Taubenpaar bis zu 200 österreichische Gulden. Einer der geachtetsten Händler war Michael „Michl“ Hofrichter (1814–1888) aus Neulerchenfeld, Gürtelstraße 15. Er vertrieb an einem Markttag 200 bis 300 Tauben und wurde von vielen Züchtern so geschätzt, dass der Altmeister der „Wiener Tümmler“ Heinrich Zaoralek beim Tod von Michl Hofrichter im Jahre 1888 einen anerkennenden Nachruf schrieb.
1884 wurde der „Lerchenfelder-Taubenmarkt“ nach mehr als 40-jährigem Bestand infolge von Bautätigkeiten geschlossen, und die sogenannte „Taubenbörse“ übersiedelte in „Kobinger´s Gastwirtschaft“ nach Gaudenzdorf, Schönbrunner Hauptstr. 57. Von dort wechselte die „Taubenbörse“ in das Gasthaus Strohmayer in Wien-Meidling, Aichhorgasse 11. Besitzer war Josef Strohmayer (1855–1913) und nach dessen Tod führte seine Witwe Therese die Gastwirtschaft. Ihr Sohn Eduard „Ederl“ Strohmayer (27. Februar 1865–1941) übernahm das Gasthaus im Jahre 1920. Ederl Strohmayer war selbst ein anerkannter Taubenzüchter. Seine Leidenschaft galt vor allem den Wiener Tümmler Tauben, aber auch den Englischen Kropftauben. Er war auch Preisrichter für alle Taubenrassen und behördlich beeideter Sachverständiger. Auch sein Bruder Josef war damals ein bekannter Taubenzüchter. Der Taubenmarkt im Gasthaus Stohmayer wurde an jeden Sonn- und Feiertag am Vormittag abgehalten. Hunderte Besucher aus allen gesellschaftlichen Schichten kamen von ganz Wien und auch von außerhalb zum „Stohmayer“. 1926 wurden für Tauben der Spitzenqualität bis zu 1000 österreichische Schilling bezahlt.
Der letzte Wiener Taubenmarkt war im 14. Wiener Bezirk in der Cumberlandstraße und wurde noch bis vor wenigen Jahren dort abgehalten.

### Die Wiener Tümmler während der Weltwirtschaftskrise
Bei der Generalversammlung des I. Wiener Tümmler-Spezial-Burzel-Tauben-Klub (gegr. 1897) am 9. März 1932 sah sich der Verein aufgrund der Wirtschaftskrise veranlasst, den Jahresmitgliedsbeitrag von 12 auf 6 österreichische Schilling zu reduzieren und für arbeitslose Mitglieder zu stunden.
Die Weltwirtschaftskrise der 1930er Jahre zwang viele Züchter dazu, ihre Bestände zu reduzieren oder aufzulassen. In dem Artikel „Geganselte Wiener Tümmler“ in der „Illustrierten Kronen Zeitung“ vom Februar 1934 appellierte Franz Panek an erfahrene Züchter, dass sie sich, wenn sie (Anm. finanziell) dazu in der Lage sind, der Wiener Ganseltümmler annehmen, damit die schönsten der heimischen Tauben, wie er meinte, vor dem Aussterben bewahrt werden können. Es ging nicht nur um das Halten der Tauben, sondern auch um eine gewisse „Wiener-Tümmler-Philosophie“, wie es Franz Panek in einem weiteren Artikel vom 5. März 1934 beschrieb: „Der Wiener Tümmler ist ein Stück Alt-Wien, das Erbe unserer Väter, das es gilt, der zukünftigen Generation zu überliefern“. Es war damals noch gang und gäbe, dass die Tümmler-Leidenschaft von Generation zu Generation weitergegeben wurde. Auch innerhalb der Familie beschäftigten sich fast alle Familienmitglieder mit den Tauben. Ein gutes Beispiel dafür ist die Familie Beaume aus Atzgersdorf, wo der Vater August Beaume an drei seiner Söhne diese Passion weitergab. August Beaume sen. (1865–1923) war Tümmler Züchter, Gründer und Obmann des Aztgersdorfer Geflügel- und Kaninchenzuchtverein (gegr. 1899). Sein Sohn August Beaume jun. (1887–1954) wurde nach dem Tod seines Vaters der Obmann des Vereines, und sein Bruder Alexander Beaume (1894–1960) war der Mitbegründer und Funktionär des Klub der Burzel-Züchter Wien´s (gegr. 1928). Zusammen mit ihrem Bruder Alfred Beaume (1903–1973) waren sie sehr erfolgreiche Wiener Tümmler Tauben Züchter. Die schwarzen Spiegelschecken (= Wiener Weißschilder) der Brüder Beaume, wie sie gerne genannt wurden, galten in den 1920/30er Jahren als Rarität und sorgten stets für große Beachtung bei den Ausstellungen.

### Die Wiener Tümmler Tauben während des Zweiten Weltkrieges
Der Zweite Weltkrieg machte fast alle Hoffnungen um die Erhaltung der Wiener Tümmler zunichte. Viele Häuser wurden ausgebombt, und bei den noch bestehenden mussten die Dachböden wegen Brandgefahr durch die Bomben geräumt werden.
1944/45 versuchten viele Züchter, ihre kostbaren Tümmler Tauben in Sicherheit zu bringen, doch leider gelang dies kaum. Zum Beispiel wurde das vierstöckige Haus des ehemaligen Fiakers und späteren Obmann des I. Wiener Tümmler-Spezial-Burzel-Tauben-Klub (gegr. 1897) Johann „Hans“ Friesinger völlig zerbombt. Roth gab seine roten Wiener Kurze zu seinem Freund Johann Smutny, einem Spezialisten für Geganselte, doch schon kurze Zeit darauf wurden auch diese Tauben ein Opfer des Krieges. Nur wenige Tiere konnten über diese Schreckenszeit gerettet werden. Man schätzt, dass ca. 70 Prozent des Bestandes an den Wiener Tümmlern verloren gingen. Am 31. Oktober 1947 berichtete Josef Farneck in dem Artikel „Wiener Bilder“ in der nach dem Krieg wieder erschienenen Leipziger Fachzeitschrift „Geflügel-Börse“ über die tristen Bedingungen der Taubenhaltung in Wien. Er schrieb, dass die wenigen verbliebenen Tümmler Tauben mit Kartoffelschalen und Brotkrümel am Leben erhalten wurden.

### Fortbestand der Wiener Tümmler Tauben nach dem Zweiten Weltkrieg
In den späten 1940er und den 1950er Jahren bemühten sich bekannte Wiener Züchter, die schon in der Vorkriegszeit sehr erfolgreich waren, um die Erhaltung dieser alten Tradition. Das waren zum Beispiel einige Vorstandsmitglieder vom Verein der I. Wiener Hochflugtaubenfreunde Wien-Hernals mit ihrem Obmann Josef Bichler (1890–1976), dem Steigenwart Franz Drimmel aus der Klopstockgasse Nr. 4 der nach dem Krieg seine Hochflieger bei seinem Freund Alfred Baldia in der Ottakringerstraße 104 unterbringen konnte, weiters der Revisor des Vereines Johann „Hans“ Goosmann (1908–1996), sowie der Schriftführer Miroslav „Miro“ Snajdr (1908–2003). Außerdem der Musikprofessor Ileano Alexander Giurescu (1916–1985) aus dem 1. Wiener Gemeindebezirk, der Ottakringer Franz Fuhrmann (1889–1960), dessen „Tümmlerstamm“ bis in die Biedermeierzeit zurückreichte, Josef Farneck aus dem 2. Wiener Gemeindebezirk, der Verfasser vieler Artikel über die „Wiener Tümmler“, dann Michael „Michl“ Melchart (1898–1983), sowie Josef „Pepi“ Volek (1892–1974) aus Ottakring, der eine Ausgabe des „roten Standards“ von 1903 bewahren konnte, oder Dr. Wilhelm Hinterhofer (1910–2005), der bereits in den 1930er Jahren Artikel für die Fachzeitschrift „Der österreichische Taubenzüchter“ schrieb.

### Die Wiener Tümmler Tauben und der Platzmangel in der Stadt
Für innerstädtische Taubenliebhaber begann schon im 19. Jahrhundert das Problem um den Platz für ihre Tauben. Die Zeitung „Wiener Bilder“ von 1897 berichtete, dass es in den modernen Zinskasernen Wiens an Platz für Taubenböden (= Dachboden für die Taubenhaltung) mangelt, sodass die Taubenliebhaber in die ehemaligen Vororte zurückgedrängt wurden. In der Wiener Vorstadt, wo damals noch viele einstöckige Häuser standen, hatten die Taubenliebhaber ihre „G'legenheit“ (= damaliger Wiener Ausdruck für einen Taubenschlag).
In den 1970er Jahren war unter anderem der vermehrte Ausbau der Dachböden zur Wohnraumbeschaffung ein Grund dafür, warum die Wiener Hochflugtauben zunehmend aus dem Stadtbild verschwanden. Immer mehr Taubenhalter zogen sich in das Umland von Wien zurück, um dort von ihren Einfamilienhäusern aus ihre Hochflieger zu „jauken“.

## Wiener Tümmler Tauben in Schönbrunn
Kaiserin Maria Theresia (1717–1780) ließ 1750/1776 im Schlosspark von Schloss Schönbrunn ein Taubenhaus errichten, welches seit der Renovierung 2009/10 altösterreichische Taubenrassen wie zum Beispiel Altwiener Kiebitz Tümmler und Wiener Fluggansel beheimatet.
Kaiser Franz II. / I. ließ bereits zu Beginn des 19. Jahrhunderts Wiener Hochflugtauben in Schönbrunn züchten und jauken.
Franz Panek schreibt in seinem Buch „Die Wiener Tümmler“, dass die letzten Dunkelgestorchten der alten Zuchtrichtung die „Schönbrunner“ vom Schloßhauptmann Koderle, im Schloss Schönbrunn gewesen sind. Franz Koderle (1810–1889), der ehemalige Kammerdiener von Kaiserin Elisabeth von Österreich-Ungarn war Regierungsrat, Schloßhauptmann von Laxenburg und Schönbrunn, sowie damals ein sehr bekannter und erfolgreicher Taubenzüchter. Bei der Achten internationalen Geflügel-Ausstellung im Mai 1882 wurden seine Tiere prämiert. Weitere Teilnehmer dieser Ausstellung waren damals unter anderen der Schiffsarzt Hanns T. Binder († 1888), Heinrich Zaoralek (1851–1906), Ludwig Muschweck und Georg Barmetler (1825–1902).
Im Wiener Tiergarten Schönbrunn ließ im Jahr 2005 der Direktor Helmut Pechlarner ein Taubenhaus für Wiener Tümmler Tauben als altes Wiener und Österreichisches Kulturgut, das mittlerweile vom Aussterben bedroht ist, errichten. Seitdem wird der Fortbestand einiger dieser alten Wiener Tauben Rassen, wie zum Beispiel Wiener Gansel, Wiener Kurze oder Wiener Röserlschecken im Wiener Tiergarten gepflegt. Außerdem gibt es im Tiergarten Schönbrunn Wiener Hochflug Tauben, mit denen Flugvorführungen gezeigt werden.